# Ulysses S. Grant
Ulysses S. Grant (născut Hiram Ulysses Grant /ˈhaɪrəm juːˈlɪsiːz/; n. 27 aprilie 1822, Point Pleasant⁠(d), orașul Monroe⁠(d), Ohio, SUA – d. 23 iulie 1885, Wilton⁠(d), New York, SUA) a fost un ofițer militar și politician american care a fost cel de al 18-lea președinte al Statelor Unite între 1869 și 1877. În calitate de general comandant⁠(d), el a condus armata Uniunii⁠(d) la victorie în Războiul Civil American în 1865 și apoi a servit pentru scurt timp ca secretar de război. Mai târziu, în calitate de președinte, Grant a acționat eficient pentru drepturile civile, a promulgat legea care a înființat Departamentul de Justiție și a colaborat cu republicanii radicali pentru a-i proteja pe afro-americani în timpul Reconstrucției.
Crescut în Ohio, Grant poseda excepționale aptitudinii în mânuirea cailor. Admis la West Point, Grant a absolvit pe locul 21 în promoția 1843 și a servit cu distincție în Războiul Mexicano-American. În 1848, s-a căsătorit cu Julia Dent și împreună au avut patru copii. Grant a demisionat din armată în 1854 și s-a întors la familia sa, dar a trăit în sărăcie. S-a alăturat Armatei Uniunii⁠(d) după izbucnirea Războiului Civil American în 1861 și s-a remarcat după ce a câștigat câteva dintre primele victorii ale Uniunii pe teatrul vestic de operațiuni⁠(d). În 1863 a condus campania Vicksburg⁠(d), prin care a dobândit controlul asupra fluviului Mississippi, dând o lovitură strategică serioasă Confederației, pe care a rupt-o astfel în două. Președintele Abraham Lincoln l-a avansat  în gradul de general-locotenent⁠(d) după victoria sa de la Chattanooga⁠(d). Timp de treisprezece luni, Grant s-a luptat cu Robert E. Lee în timpul campaniei Overland⁠(d) soldată cu numeroase victime și la Petersburg⁠(d). După ce Lee a fugit din Petersburg, Grant l-a învins la Appomattox. La 9 aprilie 1865, Lee a capitulat oficial în fața lui Grant. O săptămână mai târziu, Lincoln a fost asasinat și i-a urmat la președinție Andrew Johnson, care l-a avansat pe Grant în gradul de general al armatei⁠(d) în 1866. Mai târziu, Grant a rupt fățiș relațiile cu Johnson din cauza politicilor de reconstrucție; Grant a folosit Legile Reconstrucției⁠(d), care fuseseră adoptate peste vetoul lui Johnson, pentru a impune respectarea drepturile civile ale afro-americanilor recent eliberați.
Erou de război, atras de simțul datoriei, Grant a fost nominalizat în unanimitate de Partidul Republican și a fost ales președinte în 1868⁠(d). În calitate de președinte, Grant a stabilizat economia națională postbelică, a sprijinit reconstrucția Congresului și ratificarea celui de al 15-lea amendament și a zdrobit Ku Klux Klan. Sub Grant, Uniunea a fost complet restaurată. El a numit afro-americani și evrei americani în funcții federale înalte. În 1871, Grant a creat prima Comisie pentru Serviciul Civil⁠(d), promovând serviciul civil mai mult decât orice președinte anterior. Liberal-republicanii⁠(d) și democrații⁠(d) s-au unit în spatele adversarului lui Grant la alegerile prezidențiale din 1872⁠(d), dar Grant a fost reales cu ușurință. Politica lui Grant față de băștinașii americani a fost de a-i asimila pe aceșția în cultura albilor; Marele Război Sioux a fost purtat în timpul mandatului său. Politica externă a lui Grant a fost în mare parte pașnică, fără război, revendicările Alabama față de Regatul Unit fiind rezolvate cu pricepere pe cale diplomatică. Cu toate acestea, dorita anexare a Republicii Dominicane⁠(d) din Caraibe a fost respinsă de Senat.
Administrația Grant este cunoscută popular și pentru marile scandaluri, între care Conspirația Aurului⁠(d) și Conspirația Whiskey-ului⁠(d). Cu toate acestea, istoricii moderni îl apreciază mai favorabil pentru reformatorii pe care i-a numit și pentru acțiunile pe scară mare pe care le-a întreprins. Grant i-a numit pe John Brooks Henderson⁠(d) și David Dyer⁠(d), care au urmărit penal Conspirația Whiskey-ului. Grant i-a numit pe Benjamin Bristow⁠(d) și Edwards Pierrepont⁠(d), care au servit drept echipă anticorupție pentru Grant. Grant l-a numit pe Zachariah Chandler⁠(d), care a stârpit corupția din Departamentul Internelor. Administrația lui Grant i-a urmărit penal pe poligamii mormoni⁠(d) (1871) și a combătut infracțiunile de moravuri precum pornografia și avortul (1873–1877). Panica din 1873⁠(d) a cufundat țara într-o criză economică severă care a permis democraților să câștige majoritatea în Cameră. La aprig disputatele alegeri prezidențiale din 1876⁠(d), Grant a facilitat aprobarea de către Congres a unui compromis pașnic.
Retras din activitate, Grant a fost primul președinte care a făcut ocolul lumii, luând masa cu regina Victoria și întâlnind mulți lideri străini proeminenți. În 1880, Grant nu a reușit să obțină nominalizarea prezidențială pentru un al treilea mandat din partea republicanilor. În ultimul an al vieții, confruntându-se cu dificultăți financiare grave și muribund de cancer la gât, el și-a scris memoriile⁠(d), care au avut un succes critic și financiar major. La momentul morții sale, el a fost comemorat ca simbol al unității naționale. Grant a fost un general modern și „un lider abil, cu o înțelegere naturală a tacticii și strategiei”.
Evaluările istoricilor l-au clasificat adesea pe Grant drept unul dintre cei mai slabi președinți din istoria Americii. Cu toate acestea, contestările revizioniste⁠(d) la adresa acestei narațiuni au primit un sprijin semnificativ în ultima vreme. Deși critică scandalurile, istoricii moderni au subliniat și realizările administrației sale prezidențiale. Printre acestea, se numără urmărirea în justiție a Klanului, tratarea persoanelor de culoare ca persoane cu drepturi egale și cetățeni americani, o politică inovatoare față de băștinașii americani și rezolvarea pe cale pașnică a revendicărilor Alabama și a controversatelor alegeri prezidențiale din 1876⁠(d). Numirea lui Hamilton Fish de către Grant în funcția de secretar de stat este și ea foarte apreciată de către istorici.

## Tinerețea și educația

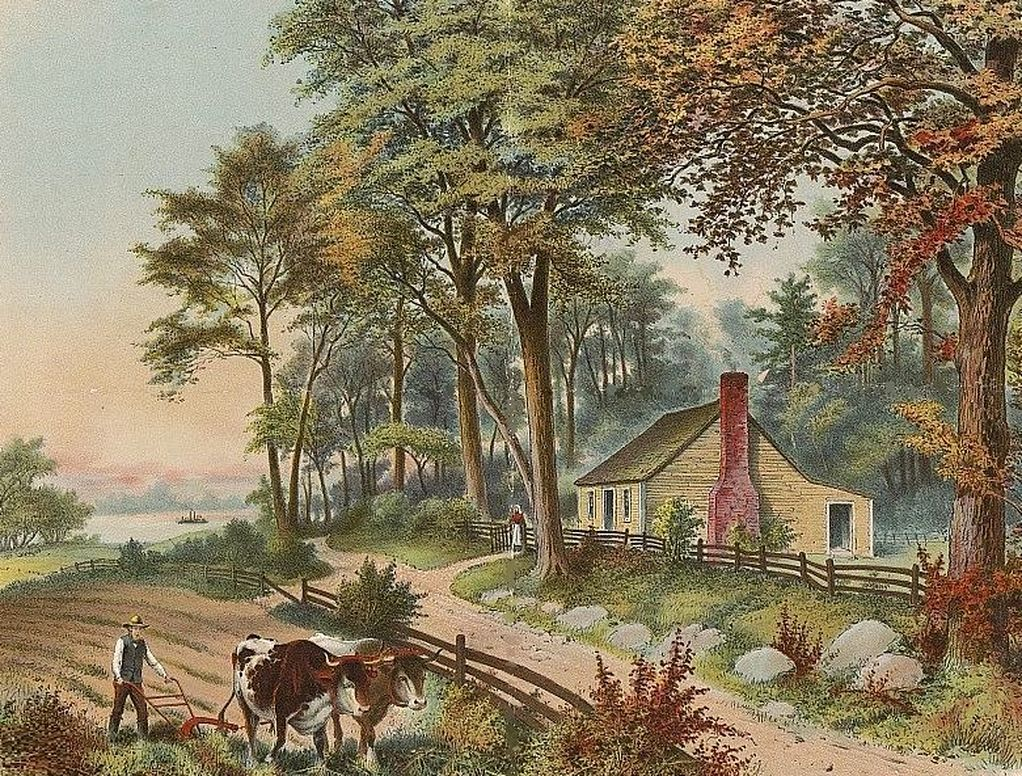
la

Hiram Ulysses Grant s-a născut în Point Pleasant, Ohio⁠(d), la 27 aprilie 1822, fiul lui Jesse Root Grant⁠(d), tăbăcar și negustor, și al lui Hannah Simpson Grant⁠(d). Strămoșii săi, Matthew și Priscilla Grant au ajuns la bordul navei Mary and John⁠(d) la Massachusetts Bay Colony în 1630. Străbunicul lui Grant a luptat în Războiul Francez și Indian, iar bunicul său, Noah, a luptat în Revoluția Americană la Bunker Hill. Ulterior, Noah s-a stabilit în Pennsylvania și s-a căsătorit cu Rachel Kelley, fiica unui pionier irlandez. Fiul lor, Jesse (tatăl lui Ulysses) a fost un susținător al Partidului Whig și un aboliționist fervent. Jesse Grant s-a mutat la Point Pleasant în 1820 și a găsit de lucru ca maistru într-o tăbăcărie. El și-a întâlnit curând viitoarea soție, Hannah, iar cei doi s-au căsătorit pe 24 iunie 1821. Hannah se trăgea din imigranții presbiteriani⁠(d) din Ballygawley din County Tyrone, Irlanda⁠(d). La zece luni după ce s-a căsătorit, Hannah l-a născut pe Ulysses, primul copil al ei și al lui Jesse. Numele băiatului, Ulysses, a fost extras din propuneri puse într-o pălărie. Pentru a-și onora socrul, Jesse l-a numit pe băiat Hiram Ulysses, deși el l-a numit întotdeauna Ulysses.
În 1823, familia s-a mutat în Georgetown, Ohio⁠(d), unde s-au născut încă cinci frați: Simpson, Clara, Orvil, Jennie și Mary. La vârsta de cinci ani, Ulysses și-a început educația formală, începând cu o școală cu abonament⁠(d) și mai târziu în două școli private. În iarna anului 1836–1837, Grant a fost student la Seminarul din Maysville⁠(d), iar în toamna anului 1838, a urmat academia lui John Rankin⁠(d). În tinerețe, Grant și-a dezvoltat o abilitate neobișnuită de a călări și de a îngriji caii. Lui Grant nu-i plăcea tăbăcăria, așa că tatăl său s-a folosit de priceperea lui cu caii, dându-i de lucru să transporte cu căruța o mulțime de provizii și oameni. Spre deosebire de frații săi, Grant nu a fost obligat să meargă la biserică de către părinții săi metodiști. Pentru tot restul vieții, el s-a rugat în privat și nu s-a alăturat oficial niciunei confesiuni. Pentru alții, inclusiv pentru propriul său fiu, Grant părea a fi un agnostic. El a moștenit o parte din evlavia⁠(d) metodistă și felul de a fi liniștit a lui Hannah. Grant era în mare parte apolitic înainte de război, dar scria: „Dacă aș fi avut vreodată simpatii politice, aș fi fost cu Whig. Am fost crescut în acea școală.”

## Cariera militară timpurie și viața personală

### West Point și prima misiune

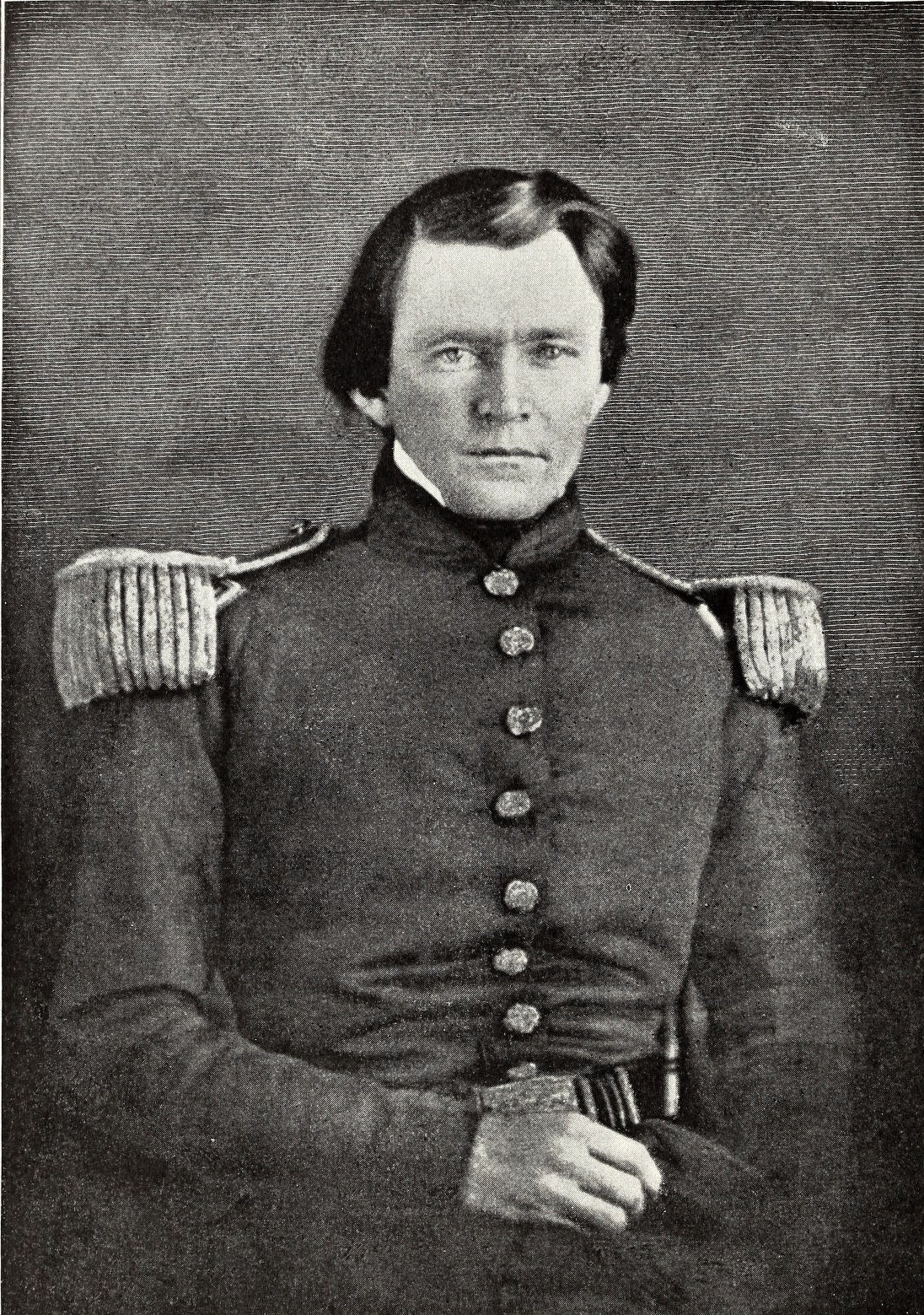
Grant ca tânăr ofițer, c. 1845–1847

Tatăl lui Grant i-a scris congressmanului Thomas L. Hamer⁠(d) cerându-i să-l nominalizeze pe Ulysses la Academia Militară a Statelor Unite (USMA) de la West Point, New York. În ciuda diferențelor politice cu Jesse Root Grant, Hamer, un democrat, l-a nominalizat pe fiul de 17 ani al celui dintâi la West Point în primăvara anului 1839. Grant a fost acceptat pe 1 iulie, deși se îndoia de abilitățile sale academice. Hamer, care nu îl cunoștea bine pe Grant, a trimis un nume incorect la West Point. Pe 14 septembrie, Grant a fost înrolat sub numele de cadetul⁠(d) „US Grant” la academia națională. Printre colegii de armată de la West Point, Grant a fost poreclit „Sam”, deoarece inițialele „US” însemnau și „Unchiul Sam”.
La început, Grant a fost indiferent față de viața militară, dar în decurs de un an și-a reexaminat dorința de a părăsi academia și mai târziu a scris că „în ansamblu îmi place foarte mult acest loc”. În timp ce era la academie, cel mai mare interes al său au fost caii și și-a câștigat reputația de „cel mai priceput” călăreț. În timpul ceremoniei de absolvire, în timp ce îl călărea pe York, un cal mare și puternic pe care doar Grant îl putea struni, a stabilit un record de sărituri în înălțime care nu a fost depășit vreme de 25 de ani. Căutând o ieșire din rutina militară, a studiat sub artistul romantic Robert Walter Weir⁠(d), producând nouă lucrări de artă care s-au păstrat. A petrecut mai mult timp citind cărți din bibliotecă decât textele academice, inclusiv lucrări de James Fenimore Cooper și alții. Duminica, cadeții erau obligați să mărșăluiască și să participe la slujbele de la biserica academiei, o cerință care lui Grant nu i-a plăcut. Tăcut din fire, Grant și-a făcut câțiva prieteni apropiați printre colegii cadeți, printre care Frederick Tracy Dent⁠(d) și James Longstreet. El a fost inspirat atât de comandant, căpitanul Charles F. Smith⁠(d), cât și de generalul Winfield Scott⁠(d), care a vizitat academia pentru a trece în revistă cadeții. Mai târziu, Grant a scris despre viața militară: „Există multe motive să nu-ți placă, dar mai multe pentru care să-ți placă”.
Grant a absolvit la 30 iunie 1843, al 21-lea din cei 39 din promoția sa și a doua zi a fost avansat la gradul de sublocotenent⁠(d) cu brevet⁠(d). Avea înălțime mică pentru vârsta lui de 17 ani. Intrase la academie cântărind doar 53 kg la 1,57 m; la absolvire, patru ani mai târziu, crescuse la înălțimea de 1,7 m. Grant plănuia să demisioneze din armată după stagiul militar de patru ani. Mai târziu i-a scris unui prieten că printre cele mai fericite zile din viața lui au fost ziua în care a părăsit președinția și ziua în care a părăsit academia. În ciuda aptitudinilor sale excelente de călăreț, el nu a fost repartizat la cavalerie, ci la Regimentul 4 Infanterie⁠(d). Prima misiune a lui Grant l-a dus la Jefferson Barracks⁠(d) de lângă St. Louis, Missouri. Lt. Col. Robert C. Buchanan⁠(d) l-a amendat pe Grant în sticle de vin pentru întârzierile lui Grant la întoarcerea de la White Haven. Comandată de colonelul Stephen W. Kearny⁠(d), cazarma era cea mai mare bază militară din Vest. Grant era mulțumit de noul său comandant, dar aștepta cu nerăbdare sfârșitul serviciului militar și o posibilă carieră de profesor.

### Căsătoria și familia
În Missouri, Grant a vizitat familia lui Dent și s-a logodit cu sora lui, Julia, în 1844. Patru ani mai târziu, pe 22 august 1848, cei doi s-au căsătorit la casa Juliei din St. Louis. Tatăl aboliționist al lui Grant dezaproba faptul că familia Dent deținea sclavi și niciunul dintre părinții lui Grant nu a participat la nuntă. Grant era flancat de trei colegi absolvenți de la West Point, toți îmbrăcați în uniformele lor albastre, inclusiv Longstreet, vărul Juliei. La sfârșitul lunii, Julia a fost primită cu căldură de familia lui Grant în Bethel, Ohio⁠(d). Ei au avut patru copii: Frederick⁠(d), Ulysses Jr.⁠(d) ("Buck"), Ellen⁠(d) ("Nellie") și Jesse⁠(d). După nuntă, Grant a obținut o prelungire cu două luni a concediului său și s-a întors la St. Louis când s-a hotărât că va rămâne în armată, având o soție de întreținut.

### Războiul mexicano-american

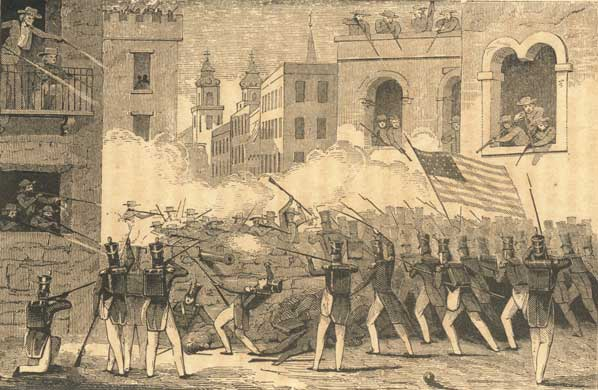
la care a participat și Grant

După creșterea tensiunilor cu Mexicul în urma unirii Texasului cu Statele Unite, războiul a izbucnit în 1846. În timpul conflictului, Grant s-a remarcat ca soldat îndrăzneț și competent. Înainte de război, președintele John Tyler ordonase ca unitatea lui Grant să treacă în Louisiana ca parte a Armatei de Ocupație⁠(d) sub comanda generalului-maior Zachary Taylor. În septembrie 1846, succesorul lui Tyler, James K. Polk, incapabil să provoace Mexicul la război la Corpus Christi, Texas, i-a ordonat lui Taylor să meargă la 150 de mile spre sud, până la Rio Grande. Mergând spre sud, spre Fort Texas⁠(d), pentru a preveni un asediu mexican, Grant a intrat pentru prima dată în luptă pe 8 mai 1846, în bătălia de la Palo Alto⁠(d).
Grant era ofițer de intendență, dar își dorea un rol de luptă; când în sfârșit i s-a permis, s-a aflat în fruntea unei șarje în bătălia de la Resaca de la Palma⁠(d). El și-a demonstrat aptitudinile de călăreț în bătălia de la Monterrey⁠(d) oferindu-se voluntar pentru a transporta o depeșă pe lângă franctirori, și a călărit atârnat, ținând animalul între el și inamic. Înainte de a părăsi orașul, i-a asigurat pe niște americani răniți că le va trimite ajutoare. Îngrijorat de popularitatea în creștere a lui Taylor, Polk și-a împărțit forțele, trimițând câteva trupe (inclusiv unitatea lui Grant) pentru a forma o nouă armată sub comanda generalului-maior Winfield Scott⁠(d). Călătorind pe mare, armata lui Scott a debarcat în Veracruz și a înaintat spre Ciudad de México. Armata a întâlnit forțele mexicane la bătăliile de la Molino del Rey⁠(d) și Chapultepec⁠(d) lângă Ciudad de México. Pentru curajul său de la Molino del Rey, Grant a fost promovat la gradul de locotenent pe 30 septembrie. La San Cosmé, Grant a ordonat oamenilor săi să târască un obuzier dezasamblat în turnul unei biserici, apoi l-a reasamblat și a bombardat trupele mexicane din apropiere. Curajul și inițiativa lui i-au adus înaintarea la gradul de căpitan. La 14 septembrie 1847, armata lui Scott a pătruns în oraș; Mexicul a cedat Statelor Unite vaste teritorii, inclusiv California,  la 2 februarie 1848.
În timpul războiului, Grant a avut o prestație lăudabilă, a studiat tacticile și strategiile lui Scott și Taylor și a devenit un ofițer experimentat, scriind în memoriile sale că așa a învățat multe despre conducerea militară. Privind retrospectiv, deși îl respecta pe Scott, și-a identificat stilul de conducere mai mult cu cel al lui Taylor. Cu toate acestea, Grant a mai scris că războiul mexican a fost nedrept din punct de vedere moral și că câștigurile teritoriale au fost concepute pentru a extinde sclavia, afirmând: „m-am opus cu înverșunare măsurii... și până în ziua de azi, consider războiul care a urmat a fi unul dintre cel mai nedrepte purtate vreodată de o națiune mai puternică împotriva uneia mai slabe”. El a considerat că Războiul Civil a fost pedeapsa divină primită de SUA pentru agresiunea împotriva Mexicului. În timpul războiului, Grant și-a descoperit „curajul moral” și a început să se gândească la o carieră în armată.
Istoricii evidențiază din ce în ce mai mult importanța experienței lui Grant ca asistent de intendență în timpul războiului. Deși inițial i-a displăcut această poziție, ea l-a pregătit pe Grant să înțeleagă rutele militare de aprovizionare, sistemele de transport și logistica, în special în ceea ce privește „aprovizionarea unei armate mari și mobile care operează pe teritorii ostile”, potrivit biografului Ronald White. Grant a ajuns să recunoască modul în care războaiele puteau fi câștigate sau pierdute prin factori cruciali care se aflau dincolo de câmpul de luptă tactic. Ca asistent de intendență, Grant a evoluat ca ofițer complet, iar faptul că a învățat cum să aprovizioneze o întreagă armată i-a dat lui Grant pregătirea pentru a susține armate mari.

### Misiunile postbelice și demisia
Primele misiuni postbelice ale lui Grant l-au adus, împreună cu Julia, la Detroit pe 17 noiembrie 1848, dar a fost transferat în curând la Madison Barracks⁠(d), un avanpost pustiu din nordul statului New York, care avea mare nevoie de provizii și reparații. După patru luni, Grant a fost trimis înapoi în postul său de ofițer de intendență la Detroit. După ce descoperirea aurului în California a adus mulțimi de prospectori și coloniști în acel teritoriu, Grant și Regimentul 4 Infanterie au primit ordin să întărească mica garnizoană de acolo. Grant a fost însărcinat să aducă soldații și câteva sute de civili din New York în Panama, apoi pe uscat până la coasta Pacificului și apoi spre nord, în California. Însărcinată în opt luni cu Ulysses Jr., Julia nu l-a însoțit. În timp ce Grant se afla în Panama, a izbucnit o epidemie de holeră care a luat viața multor soldați, civili și copii. Grant a înființat și a organizat un spital de campanie în Ciudad de Panamá și a mutat cele mai grave cazuri într-o barjă-spital la o milă în larg. Când infirmierii au protestat că trebuie să se îngrijească de bolnavi, Grant a efectuat el însuși mare parte din munca de îngrijire medicală, și a fost foarte lăudat de cei care au văzut aceasta. În august, Grant a sosit în San Francisco. Următoarea lui misiune l-a trimis spre nord, la Vancouver Barracks⁠(d), în teritoriul Oregon.
Grant a încercat mai multe afaceri, dar nu a reușit și, într-un caz, partenerul său de afaceri a fugit cu 800 de dolari din investiția lui Grant, echivalent cu $19.000 in 2016. În ceea ce îi privește pe băștinașii locali⁠(d), Grant a asigurat-o pe Julia, printr-o scrisoare, că sunt inofensivi. El începuse să empatizeze cu situația lor. Grant a fost martor la înșelăciunile comise de agenții albi împotriva indienilor, prin care le luau proviziile, și la ravagiile făcute de variolă și rujeolă, boli aduse de coloniștii albi.
Avansat la gradul de căpitan⁠(d) pe 5 august 1853, Grant a fost repartizat la comanda Companiei F, Regimentul 4 Infanterie⁠(d), la nou construitul Fort Humboldt⁠(d) din California. Grant a ajuns pe 5 ianuarie 1854 la Fort Humboldt, care era comandat de locotenent-colonelul Robert C. Buchanan⁠(d), un ofițer tipicar și strict, cu care Grant se mai întâlnise mai devreme la Jefferson Barracks. Despărțit de soție și de familie, Grant a început să bea. Colonelul Buchanan l-a mustrat pe Grant pentru un episod de beție și i-a spus să „demisioneze sau să se reformeze”. Grant i-a spus lui Buchanan că „demisionez dacă nu mă reformez”. Duminică, Grant a fost găsit iarăși sub influența alcoolului, dar încă funcțional. Păstrându-și angajamentul față de Buchanan, Grant și-a dat demisia, începând cu 31 iulie 1854. Buchanan a aprobat scrisoarea de demisie a lui Grant, dar nu a prezentat niciun raport care să relateze incidentul. Grant nu a fost trimis la curtea marțială, iar Departamentul de Război a spus: „Nimic nu stă împotriva reputației sale”. Grant a spus ani mai târziu, „viciul necumpătării (beția) a avut nu puțin de-a face cu hotărârea mea de a demisiona”. Fără mijloace de a se întreține, Grant s-a întors în St. Louis și s-a realăturat familiei sale, nesigur cu privire la viitorul său.

## Greutățile vieții de civil, sclavia și politica

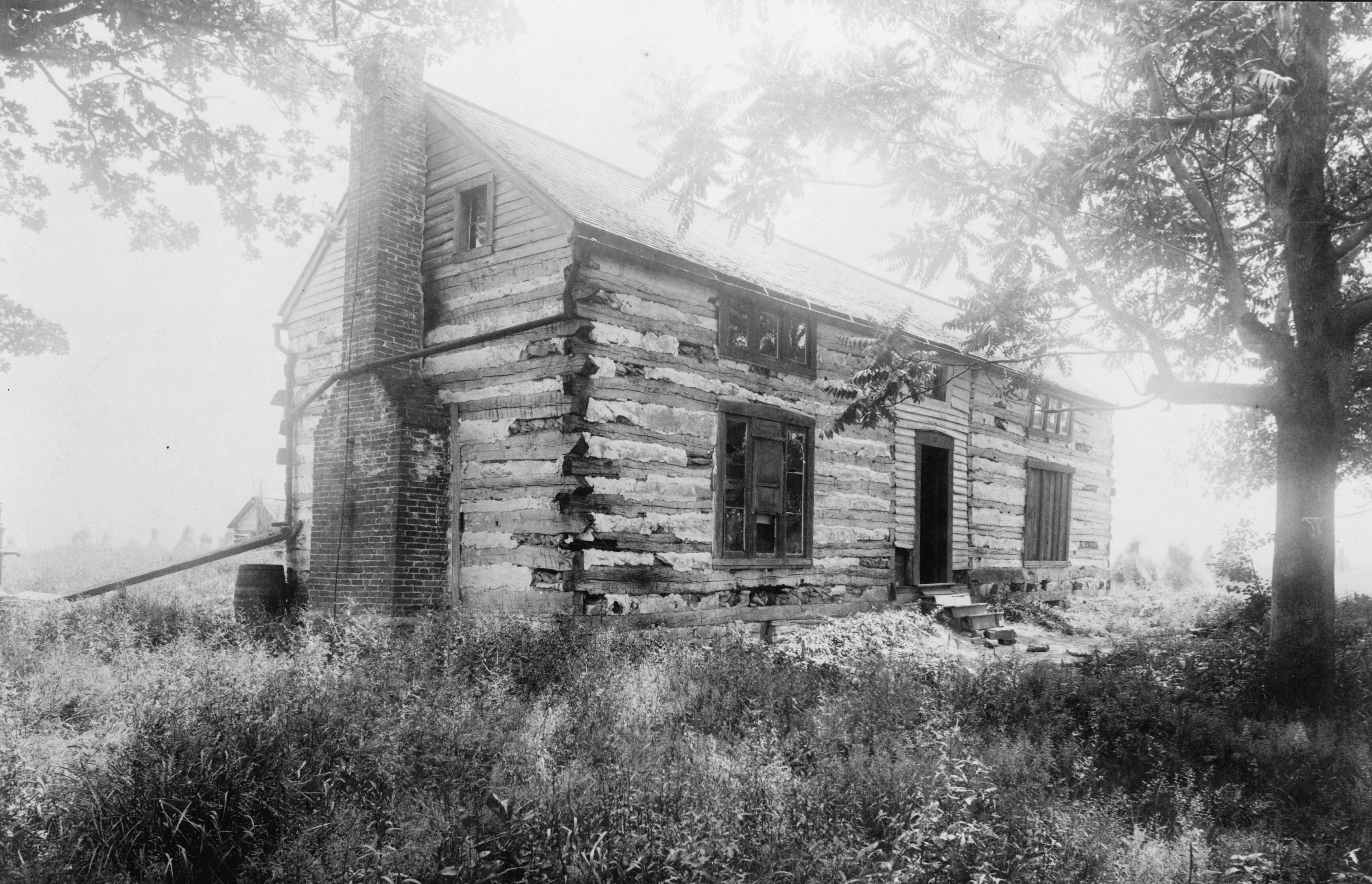
„Hardscrabble”, casa din bușteni construită de Grant între războaie

În 1854, la vârsta de 32 de ani, Grant a intrat în viața de civil, fără nicio vocație pe care ar putea-o monetiza pentru a-și întreține familia din ce în ce mai numeroasă. A fost începutul a șapte ani de greutăți financiare, sărăcie și instabilitate. Tatăl lui Grant i-a oferit un loc în filiala din Galena, Illinois⁠(d) a afacerii de pielărie a familiei, dar i-a cerut ca Julia și copiii să rămână în Missouri la familia Dent, sau în Kentucky la familia Grant. Grant și Julia au refuzat oferta. Grant s-a ocupat cu agricultura (în următorii patru ani), folosindu-l pe sclavul Juliei, Dan, pe proprietatea cumnatului său, Wish-ton-wish, lângă St. Louis. Ferma nu a avut succes și, pentru a-și completa veniturile, a vândut lemne de foc la colțul străzii în St. Louis.
În 1856, familia Grant s-a mutat la ferma tatălui Juliei și a construit o casă numită „Hardscrabble” la ferma lui Grant⁠(d). Julia a descris casa rustică⁠(d) drept o „colibă neatrăgătoare”, dar a făcut locuința cât mai plăcută cu putință aducând suveniruri ale familiei și alte bunuri. Familia lui Grant avea puțini bani, haine și mobilier, dar avea întotdeauna suficientă mâncare. În timpul Panicii din 1857⁠(d), care i-a cauzat pierderi grele lui Grant, ca și multor altor fermieri, Grant a trebuit să-și amaneteze ceasul de aur pentru a cumpăra cadouri de Crăciun pentru familia sa. În 1858, Grant a dat Hardscrabble cu chirie și și-a mutat familia la plantația de 350 de hectare a tatălui Juliei. În toamna aceea, după ce a suferit de malarie, Grant a renunțat în cele din urmă la agricultură.
În același an, Grant a dobândit un sclav de la socrul său, un bărbat de treizeci și cinci de ani pe nume William Jones. Deși Grant nu era aboliționist, el nu era nici considerat un „om al sclaviei” și nu simțea că poate să oblige un sclav să muncească. În martie 1859, Grant l-a eliberat pe William printr-un act de manumisiune⁠(d) prin care renunța la valoarea de 1.000 de dolari a sclavului, într-un moment când Grant avea mare nevoie de bani. Grant s-a mutat în St. Louis, intrând într-un parteneriat cu vărul Juliei, Harry Boggs, care lucra în afaceri imobiliare ca recuperator de datorii, din nou fără succes și, la îndemnul Juliei, a pus capăt parteneriatului. În august, Grant a aplicat pentru un post de inginer de cadastru, crezând că studiile sale îl calificau pentru această slujbă. El a avut treizeci și cinci de recomandări notabile, dar postul fusese alocat pe baza afilierii politice, iar comisarii de comitat, liber-pământiști și republicani, au trecut peste numele lui Grant, deoarece se credea că el împărtășește sentimentele democrate ale socrului său. La alegerile prezidențiale din 1856, Grant a votat pentru prima oară în alegerile prezidențiale⁠(d) pentru democratul James Buchanan, spunând mai târziu că în realitate a votat mai mult împotriva republicanului John C. Frémont din cauza îngrijorării că poziția sa anti-sclavie va duce la secesiunea Sudului și la război, și pentru că el îl considera pe Frémont un autopromotor nerușinat.
În aprilie 1860, Grant și familia sa s-au mutat în nord, la Galena, acceptând un post în afacerea tatălui său cu articole din piele, condusă de frații săi mai mici Simpson și Orvil. În câteva luni, Grant și-a plătit datoriile. Familia a participat la biserica metodistă locală și în curând el s-a impus ca un cetățean reputat al Galenei. Pentru alegerile din 1860, el nu a putut vota, deoarece nu era încă rezident legal al statului Illinois, dar îl prefera pe democratul Stephen A. Douglas lui Abraham Lincoln (care avea să câștige), dar pe Lincoln față democratului de Sud, John C. Breckinridge. El ezita între părerile sale din ce în ce mai puternice împotriva sclaviei și faptul că soția sa rămăsese o democrată convinsă.

## Războiul Civil

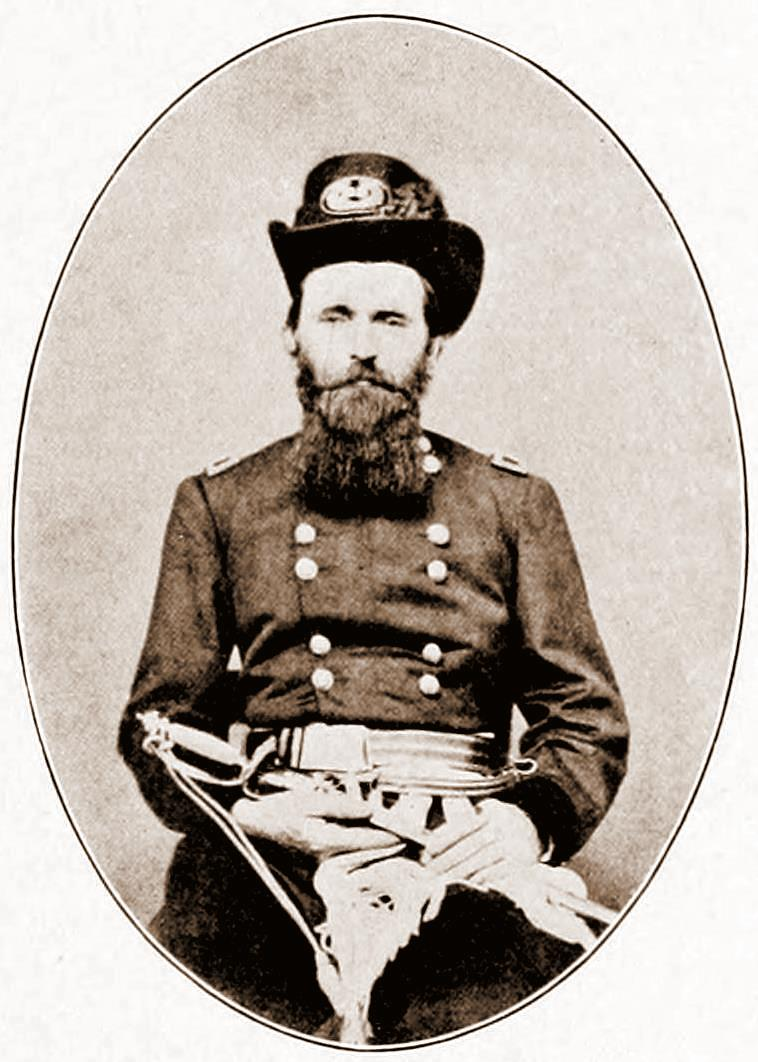
Generalul de brigadă Grant, 1861

La 12 aprilie 1861, a izbucnit Războiul Civil American a început când trupele confederate au atacat Fort Sumter din Charleston, Carolina de Sud. Vestea a venit produs un șoc în Galena, iar Grant împărtășea îngrijorarea vecinilor săi cu privire la război. Pe 15 aprilie, Lincoln a chemat 75.000 de voluntari. A doua zi, Grant a participat la un miting pentru a evalua criza și a încuraja recrutarea, iar un discurs al avocatului tatălui său, John Aaron Rawlins⁠(d), i-a stârnit patriotismul. Gata de luptă, Grant și-a amintit cu satisfacție: „Nu am mai intrat niciodată în atelierul nostru de pielărie”. Pe 18 aprilie, Grant a prezidat o a doua ședință de recrutare, dar a refuzat postul de căpitan comandant al unei nou înființate companii de miliție, în speranța că experiența sa anterioară îl va ajuta să obțină un grad militar mai înalt.

### Primele posturi de comandă
Eforturile inițiale ale lui Grant de a fi readus în serviciul militar au fost respinse de generalul-maior George B. McClellan și de generalul de brigadă Nathaniel Lyon⁠(d). Pe 29 aprilie, susținut de congresmanul Elihu B. Washburne din Illinois, Grant a fost numit asistent militar al guvernatorului Richard Yates⁠(d) și a recrutat zece regimente în miliția statului Illinois. Pe 14 iunie, din nou cu ajutorul lui Washburne, Grant a fost avansat în gradul de colonel și pus la conducerea Regimentului 21 Infanterie Voluntari din Illinois, în care a instituit în scurt timp ordinea și disciplina. Colonelul Grant și al său Regiment 21 au fost transferați în Missouri pentru a îndepărta forțele confederate.
Pe 5 august, cu ajutorul lui Washburne, Grant a fost numit general de brigadă al voluntarilor. Generalul-maior John C. Frémont, comandantul unionist al Vestului, a trecut peste generali superiori în grad și l-a numit pe Grant comandant al districtului din sud-estul statului Missouri. Pe 2 septembrie, Grant a sosit la Cairo, Illinois, a preluat comanda înlocuindu-l pe colonelul Oglesby⁠(d) și și-a stabilit cartierul general pentru a planifica o campanie în josul fluviului Mississippi și în sus pe râurile Tennessee și Cumberland. După ce confederații s-au mutat în vestul statului Kentucky, ocupând Columbus, și pregătindu-se să atace sudul Illinois-ului, Grant, după ce l-a înștiințat pe Frémont și fără a mai aștepta răspunsul acestuia, a avansat strategic spre Paducah, Kentucky⁠(d), cucerind orașul fără luptă pe 6 septembrie. După ce a înțeles cât de important este pentru Lincoln ca Kentucky să rămână neutru, Grant a asigurat pe cetățenii de acolo: „Am venit printre voi nu ca dușman, ci ca prieten”. La 1 noiembrie, Frémont i-a ordonat lui Grant să „facă demonstrațiune⁠(d)” împotriva confederaților de pe ambele maluri ale fluviului Mississippi, dar i-a interzis să atace propriu-zis inamicul.

### Belmont (1861), Forturile Henry și Donelson (1862)

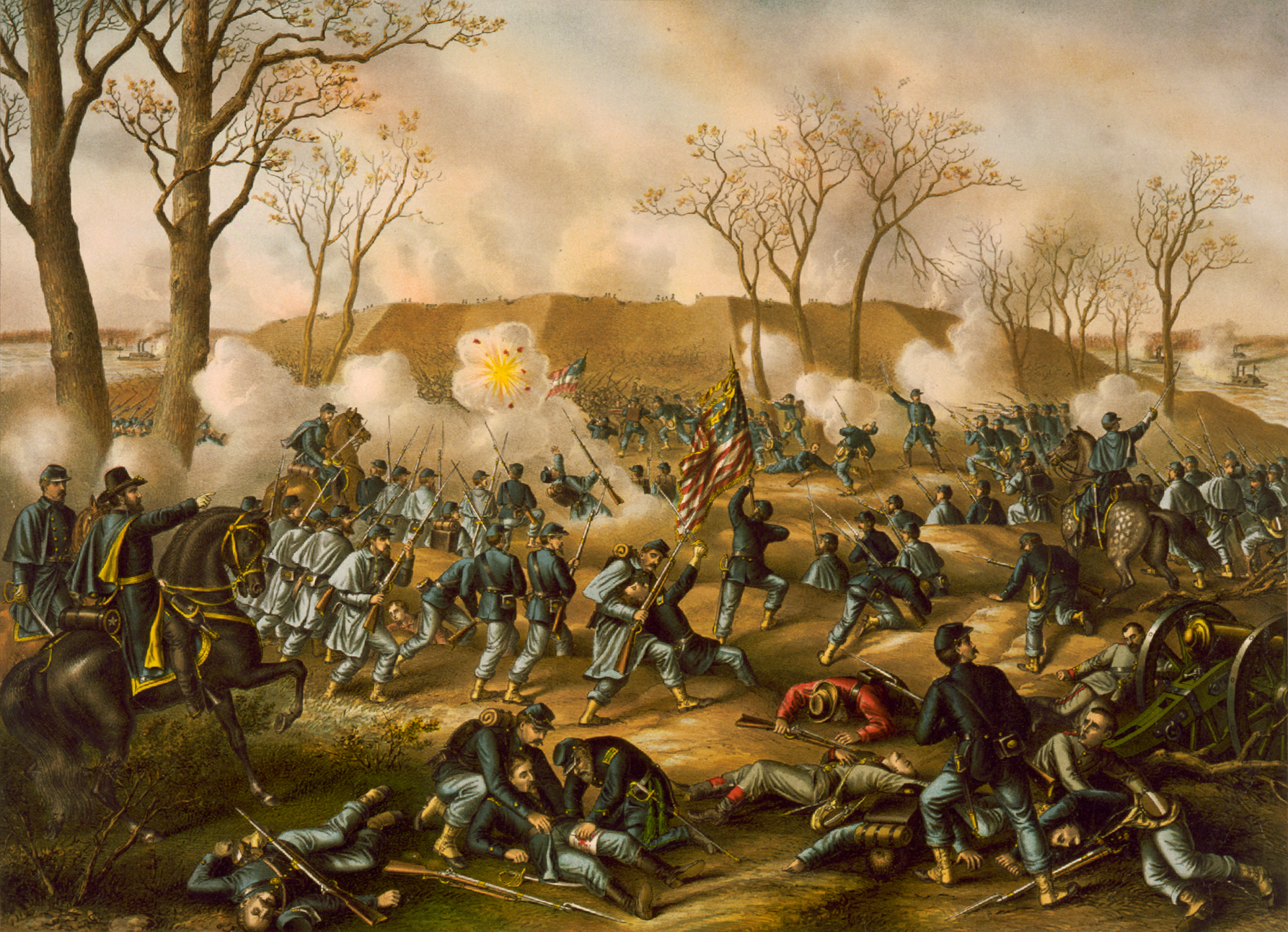
Bătălia de la Fort Donelson de, 1887

Pe 2 noiembrie 1861, Lincoln l-a înlăturat pe Frémont de la comandă, ceea ce i-a dat lui Grant mână liberă să atace soldații confederați așezați în Cape Girardeau, Missouri. Pe 5 noiembrie, Grant și generalul de brigadă John A. McClernand⁠(d), au debarcat în fruntea a 2.500 de oameni la Hunter's Point, iar pe 7 noiembrie au intrat în luptă cu confederații în bătălia de la Belmont⁠(d). Armata Uniunii a cucerit tabăra, dar confederații întăriți sub conducerea generalilor de brigadă Frank Cheatham⁠(d) și Gideon J. Pillow⁠(d) au forțat o retragere haotică a unioniștilor. Grant dorise să distrugă fortărețele confederate atât la Belmont, Missouri⁠(d), cât și la Columbus, Kentucky⁠(d), dar nu a primit suficiente trupe și a putut doar să le perturbe pozițiile. Trupele lui Grant și-au croit drum înapoi la ambarcațiuni și au scăpat înapoi la Cairo sub tirul din fortăreața fortificată de la Columbus. Deși Grant și armata lui s-au retras, bătălia le-a oferit voluntarilor săi încrederea și experiența atât de necesare. De asemenea, i-a arătat lui Lincoln că Grant era un general dispus să lupte.
Columbus bloca accesul Uniunii spre josul râului Mississippi. Grant și locotenent-colonelul James B. McPherson⁠(d) au plănuit să ocolească Columbus și, cu o forță de 25.000 de soldați, să atace Fort Henry de pe râul Tennessee. Ei urmau apoi să mărșăluiască zece mile spre est, spre Fort Donelson⁠(d), pe râul Cumberland, cu ajutorul tunurilor, deschizând ambele râuri și permițând Uniunii accesul mai la sud. Grant și-a prezentat planul lui Henry Halleck⁠(d), noul său comandant din cadrul nou-înființatului Departament al Missouriului⁠(d). Halleck avea în vedere aceeași strategie, dar l-a respins pe Grant, crezând că are nevoie de dublul numărului de trupe. Cu toate acestea, după ce Halleck a telegrafiat și l-a consultat pe McClellan cu privire la plan, el a fost în cele din urmă de acord cu condiția ca atacul să fie efectuat în strânsă cooperare cu ofițerul de pavilion⁠(d) al marinei, Andrew H. Foote⁠(d). Canonierele lui Foote au bombardat Fort Henry, ducând la capitularea acestuia pe 6 februarie 1862, înainte de sosirea infanteriei lui Grant.
Grant a ordonat apoi un atac⁠(d) imediat asupra Fortului Donelson, care domina râul Cumberland. Spre deosebire de Fort Henry, Fort Donelson avea o forță egală cu armata lui Grant. Neștiind puterea garnizoanei, Grant, McClernand și Smith și-au poziționat diviziile în jurul fortului. A doua zi, McClernand și Smith au lansat în mod independent atacuri de sondare asupra punctelor aparent slabe, dar au fost forțați să se retragă de către confederați. Pe 14 februarie, canonierele lui Foote au început să bombardeze fortul, doar pentru a fi respinse de tunurile grele. Luând inițiativa, a doua zi, Pillow a atacat cu înverșunare și a învins una dintre diviziile lui Grant, cea comandată de McClernand. Au sosit întăririle Uniunii, ceea ce i-a oferit lui Grant o forță totală de peste 40.000 de oameni. Grant era împreună cu Foote, la patru mile depărtare, când confederații au atacat. Auzind zgomotul bătăliei, Grant s-a întors și și-a adunat comandanții trupelor, mergând pe peste șapte mile de drumuri și tranșee înghețate, schimbând rapoarte. Când Grant a blocat Drumul Nashville-ului, confederații s-au retras în Fort Donelson. Pe 16 februarie, Foote și-a reluat bombardamentul, ceea ce a semnalat un atac general. Generalii confederați John B. Floyd⁠(d) și Pillow au fugit, lăsând fortul sub comanda lui Simon Bolivar Buckner⁠(d), care a acceptat solicitarea lui Grant de „capitulare necondiționată și imediată”.
Grant câștigase prima victorie majoră pentru Uniune, capturând întreaga armată rebelă a lui Floyd, formată din peste 12.000 de oameni. Halleck a fost supărat că Grant a acționat fără autorizația sa și s-a plâns lui McClellan, acuzându-l pe Grant de „neglijență și ineficiență”. Pe 3 martie, Halleck a transmis o telegramă la Washington, plângându-se că nu a primit nicio comunicație din partea lui Grant timp de o săptămână. Trei zile mai târziu, Halleck a continuat cu un post-scriptum în care susținea „doar ce am prins de veste ... [că] Grant și-a reluat obiceiurile proaste (băutura)”. Indiferent la aceste delațiuni, Lincoln l-a avansat pe Grant în gradul de general-maior de voluntari, iar presa din Nord l-a tratat ca pe un erou. Într-un joc de cuvinte cu inițialele lui, presa a început să-l numească Unconditional Surrender Grant („Grant Capitulare Necondiționată”).

### Shiloh (1862) și perioada următoare

Bătălia de la Shiloh de, 1888

Acum se masau mari armate, iar în Nord se credea că o nouă bătălie în vest ar putea pune capăt războiului. Reinstalat de Halleck la îndemnul lui Lincoln și al Secretarului de Război Edwin Stanton, Grant a plecat din Fort Henry și s-a deplasat cu vaporul pe râul Tennessee pentru a se alătura armatei sale, având ordine de a înainta cu Armata Râului Tennessee⁠(d) în statul Tennessee. Grosul trupelor lui Grant erau situate la Pittsburg Landing⁠(d), în timp ce 40.000 de confederați s-au îndreptat din direcții diferite către Corinth, Mississippi. Generalul de brigadă William Tecumseh Sherman l-a asigurat pe Grant că, deși proaspăt adunate, trupele sale sunt pregătite pentru un atac. Grant a fost de acord și i-a transmis lui Halleck evaluarea. Grant dorea să-i atace pe confederați la Corinth, dar Halleck i-a ordonat să nu atace înaintea sosirii generalului-maior Don Carlos Buell⁠(d) cu divizia sa de 25.000 de oameni. Între timp, Grant a început pregătirile pentru atacul asupra armatei confederate de o putere aproximativ egală. În loc să pregătească fortificații defensive între râul Tennessee și Owl Creek, și să curețe câmpurile de foc, ei și-au petrecut cea mai mare parte a timpului cu instrucția soldaților în mare parte lipsiți de experiență, în timp ce Sherman nu a luat în seamă rapoartele despre confederații din apropiere.
Inacțiunea Uniunii a dat confederaților ocazia de a ataca primii, înainte de sosirea lui Buell. În dimineața zilei de 6 aprilie 1862, trupele lui Grant au fost luate prin surprindere când confederații, în frunte cu generalii Albert Sidney Johnston⁠(d) și PGT Beauregard, au atacat primii „ca o avalanșă alpină” lângă biserica Shiloh, atacând cinci divizii ale armatei lui Grant și obligându-le să se retragă în confuzie către râul Tennessee. Johnston a fost însă ucis și comanda trupelor confederate i-a revenit lui Beauregard. O linie unionistă a oprit atacul confederat timp de câteva ore într-un loc care avea mai târziu să fie numit „Hornet’s Nest” („Cuibul de viespi”), dându-i lui Grant timp să adune artilerie și 20.000 de soldați lângă Pittsburg Landing. Confederații au spart în cele din urmă Cuibul de viespi și au capturat o divizie a Uniunii, dar „ultima linie a lui Grant” a reținut capul de pod, în timp ce confederații epuizați, lipsiți de întăriri, și-au oprit înaintarea. Luptele din acea zi s-au soldat cu pierderi mari, de ordinul miilor de victime. În acea seară, a început și o ploaie puternică. Sherman l-a găsit pe Grant stând singur sub un copac, în ploaie. Într-un scurt dialog, cei doi au căzut de acord că ziua a fost una nefastă, și că în cele ce urmează trebuie făcute eforturi pentru recuperare.
Susținut de 18.000 de soldați proaspeți din diviziile generalilor-maiori Buell și Lew Wallace, Grant a contraatacat în zorii zilei următoare și a recâștigat terenul, obligându-i pe rebelii dezorganizați și demoralizați să se retragă înapoi în Corinth. Halleck i-a ordonat lui Grant să nu înainteze la mai mult de o zi de marș distanță de Pittsburg Landing, după care să oprească urmărirea Armatei Confederate. Deși Grant câștigase bătălia, situația se schimbase puțin, Uniunea continuând să dețină Pittsburg Landing, iar Confederații erau din nou adăpostiți în Corinth. Realizând acum că Sudul este hotărât să lupte și că războiul nu va fi câștigat cu o singură bătălie, Grant avea să scrie mai târziu: „atunci, într-adevăr, am renunțat la orice idee de a salva Uniunea altfel decât prin cucerirea totală”.
Shiloh a fost cea mai costisitoare bătălie din istoria Americii până în acel moment și uluitorul număr de 23.746 de victime totale a uimit națiunea. Celebrat pentru scurt timp ca erou pentru că i-a învins pe confederați, Grant s-a cufundat în curând în controverse. Presa din Nord l-a criticat pe Grant pentru pierderile șocant de mari și l-a acuzat de beție în timpul bătăliei, deși ofițerii și altor persoane ce fuseseră alături de el la acea vreme nu au confirmat. Descurajat, Grant s-a gândit să demisioneze, dar Sherman l-a convins să rămână. Lincoln nu i-a luat în seamă pe criticii lui Grant, spunând „nu mă pot lipsi de acest om; el luptă”. În cele din urmă, victoria obținută cu mari pierderi de Grant la Shiloh a pus capăt oricărei șanse pe care Confederații o mai aveau de a ieși victorioși în valea fluviului Mississippi sau de a-și recăpăta avantajul strategic în Vest.
Halleck a sosit din St. Louis pe 11 aprilie, a preluat comanda și a adunat o armată combinată de aproximativ 120.000 de oameni. Pe 29 aprilie, l-a înlocuit pe Grant la comanda în teren cu generalul-maior George Henry Thomas⁠(d). Halleck a înaintat încet cu armata pentru a cuceri Corinth, primind întăriri în fiecare noapte. Între timp, Beauregard s-a prefăcut că și el primește întăriri, a trimis falși dezertori spre armata Uniunii care să spună această poveste și a plecat cu armata din oraș în timpul nopții. Halleck a fost suprins când a ajuns în sfârșit la Corinth⁠(d) pe 30 mai  și a găsit orașul golit de trupe.
Halleck și-a împărțit armata combinată și l-a reinstalat pe Grant la comanda din teren a Armatei Râului Tennessee pe 11 iulie.
Mai târziu în acel an, pe 19 septembrie, armata lui Grant i-a învins pe confederați în bătălia de la Iuka⁠(d), apoi a apărat cu succes Corinthul⁠(d), provocând pierderi grele inamicului. Pe 25 octombrie, Grant a preluat comanda Districtului Râului Tennessee. În noiembrie, după Proclamația preliminară de Emancipare a lui Lincoln, Grant a ordonat unităților aflate sub comanda lui să încorporeze foștii sclavi în Armata Uniunii, oferindu-le haine, adăpost și solde pentru serviciul militar. Grant a controlat vestul statului Tennessee cu aproape 40.000 de oameni.

### Campania de la Vicksburg (1862–1863)

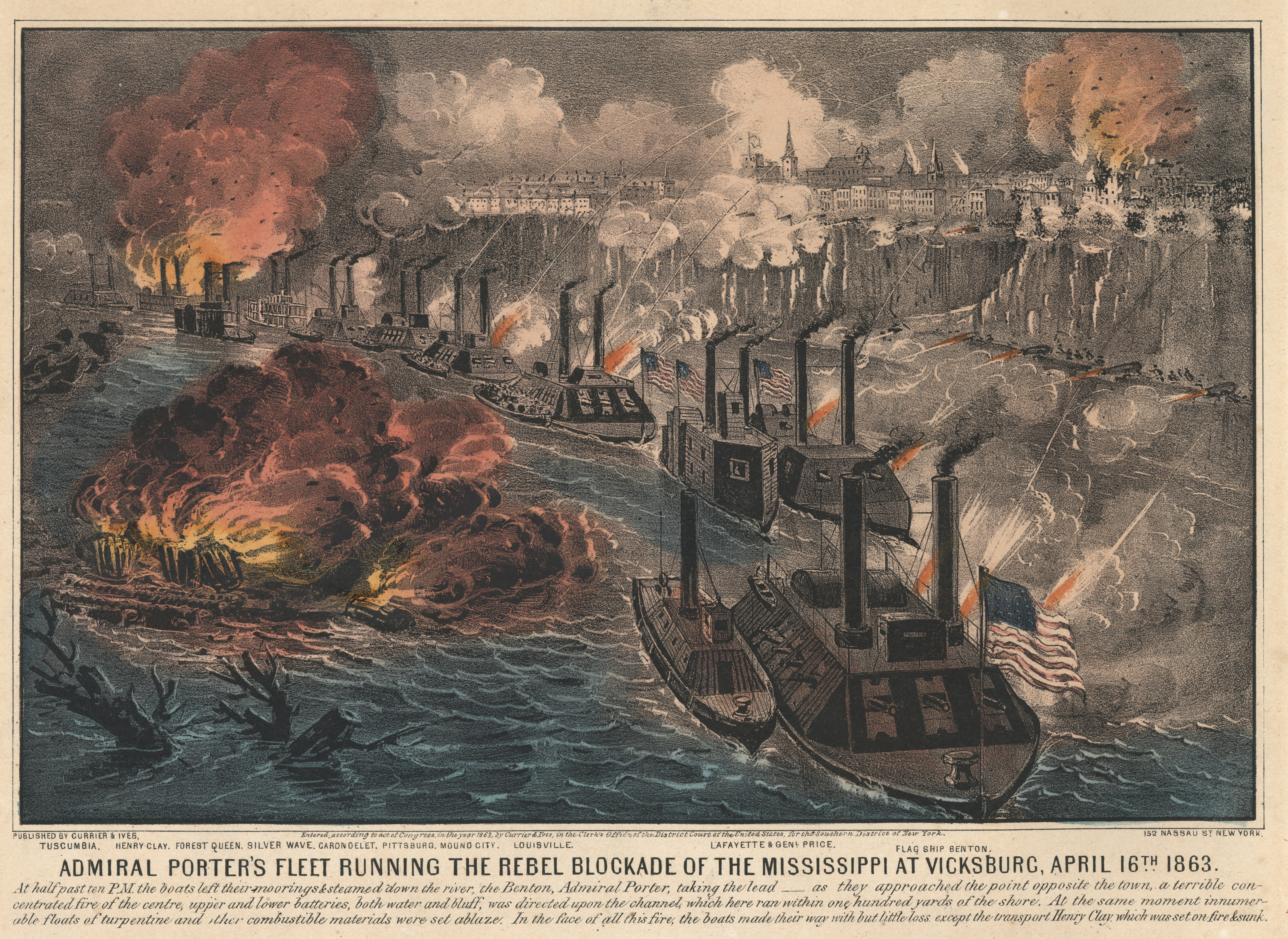
Pariul reușit al lui Grant: bărcile armate ale lui Porter au trecut noaptea prin linia de foc a Confederaților de la Vicksburg pe râul Mississippi.

Capturarea de către Uniune a Vicksburgului⁠(d), ultima fortăreață confederată de pe fluviul Mississippi, era vitală și avea să împartă Confederația în două. Lincoln, totuși, l-a numit pe McClernand la comanda acestei misiuni, în locul lui Grant sau Sherman. Halleck, care își păstrase controlul asupra deplasării trupelor, i-a ordonat lui McClernand să meargă la Memphis și l-a plasat pe el și pe trupele sale sub autoritatea lui Grant. Pe 13 noiembrie 1862, Grant a capturat Holly Springs⁠(d) și a avansat spre Corinth. Planul lui Grant era să mărșăluiască spre sud către Jackson și să atace Vicksburgul de pe uscat, în timp ce Sherman urma să atace Vicksburgul dinspre Chickasaw Bayou. Raidurile de cavalerie confederate din 11 și 20 decembrie 1862, au întrerupt însă comunicațiile Uniunii și au recucerit Holly Springs, împiedicându-i pe Grant și Sherman să își sincronizeze convergența spre Vicksburg. Grant a observat actele de sabotaj comise de civili care se prefăcuseră loiali Uniunii și s-a plâns: „Plutesc în aer gherile în toate direcțiile”. Pe 29 decembrie, o armată confederată condusă de generalul locotenent⁠(d) John C. Pemberton⁠(d) a respins înaintarea directă a lui Sherman, care a încercat să urce pe stânci spre Vicksburg la Chickasaw Bayou⁠(d). McClernand a ajuns la armata lui Sherman, a preluat comanda și, independent de Grant, a condus o campanie prin care a capturat Fort Hindman⁠(d) de la Confederație.
Sclavi afro-americani fugari au venit în număr mare în districtul lui Grant, iar el i-a trimis mai departe spre nord, la Cairo, pentru a fi integrați în societatea albă ca servitori pe lângă casele din Chicago. Cu toate acestea, Lincoln a pus capăt acestei mișcare în urma plângerilor primite de la liderii politici din Illinois. Din proprie inițiativă, Grant a înființat un program pragmatic și l-a angajat pe tânărul capelan prezbiterian John Eaton⁠(d) pentru a administra tabere de refugiu și muncă pentru sclavi. Sclavii eliberați urmeau să presteze muncă salariată la culesul bumbacului care avea să fie expediat spre nord și trimis în sprijinul efortului de război al Uniunii. Lincoln a aprobat, iar programul de tabere al lui Grant a fost un succes. Grant a folosit forța de muncă liberă a negrilor și la canalul de șunt și în alte puncte de pe râu, încorporându-i în Armata și Marina Uniunii.
Printre responsabilitățile lui Grant pe timp de război s-au numărat combaterea comerțului ilegal de bumbac din nord și a obstrucțiilor din partea civililor. Contrabanda cu bumbac risca să scape de sub control, în condițiile în care prețul bumbacului a crescut vertiginos. Grant credea că contrabanda finanțează Confederația și că îi oferea acesteia informații militare, în timp ce soldații Uniunii mureau pe câmpul de luptă. Interceptase numeroase depeșe cu plângeri despre „evreii speculanți” din districtul său, deși majoritatea celor care practicau comerțul ilegal nu erau evrei. El se temea și că comerțul i-a corupt pe mulți dintre ofițerii săi, care erau și ei dornici să facă profit de pe urma câte unui balot de bumbac. Revoltat că bumbacul din sud este plătit în aur, Grant a impus celor care cumpără bumbac să dețină două permise, unul de la Trezorerie și altul de la Armata Uniunii.
La 17 decembrie 1862, Grant a emis controversatul Ordin general nr. 11⁠(d), expulzând „evreii, ca clasă”, din districtul său militar administrat de Armata Uniunii. Ordinul a fost aplicat pe deplin la Holly Springs (17 decembrie) și Paducah (28 decembrie). Raidul generalului confederat Van Dorn la Holly Springs (20 decembrie) a împiedicat expulzarea mai multor evrei. După ce s-au făcut plângeri, Lincoln a contramandat ordinul pe 3 ianuarie 1863. Grant a încetat în cele din urmă execuția ordinului în trei săptămâni pe 17 ianuarie.
La 29 ianuarie 1862, Grant a preluat comanda generală. În cele din urmă, el a încercat să înainteze cu armata printr-un teren plin de apă pentru a ocoli tunurile Vicksburgului. Planul de a ataca Vicksburgul din aval comporta un mare risc, deoarece, la traversarea fluviului Mississippi, armata sa s-ar fi plasat dincolo de raza de acțiune a majorității liniilor sale de aprovizionare. Pe 16 aprilie, Grant le-a ordonat canonierelor amiralului David Dixon Porter să se deplaseze spre sud, sub focul bateriilor Vicksburgului, să facă joncțiunea cu trupele care mărșăluiseră spre sud, pe malul de vest al fluviului. Grant a ordonat bătălii de diversiune, derutându-l pe Pemberton și permițând armatei lui Grant să se deplaseze spre est peste fluviul Mississippi, debarcând trupele la Bruinsburg⁠(d). Armata lui Grant a capturat Jacksonul⁠(d), capitala statului. Înaintând spre vest, Grant a învins armata lui Pemberton în bătălia de la Champion Hill⁠(d) pe 16 mai, forțându-le să se retragă în Vicksburg. După ce oamenii lui Grant au atacat întăriturile de două ori, suferind pierderi grele, s-au așezat într-un asediu care a durat șapte săptămâni. În perioadele liniștite ale campaniei, Grant mai bea ocazional. Rivalitatea personală dintre McClernand și Grant a continuat până când Grant l-a îndepărtat pe acesta de la comandă atunci când acesta a publicat un ordin fără permisiune. Pemberton a predat Vicksburgul lui Grant pe 4 iulie 1863.
Căderea Vicksburgului a conferit forțelor Uniunii controlul asupra fluviului Mississippi și a divizat Confederația. În acel moment, simpatiile politice ale lui Grant coincideau pe deplin cu dorința republicanilor radicali de a duce cu agresivitate războiul până la capăt și de a emancipa sclavii. Succesul de la Vicksburg a fost un impuls moral pentru efortul de război al Uniunii. Când Stanton a sugerat ca Grant să fie adus în est pentru a conduce Armata Potomacului⁠(d), Grant a refuzat, scriind că știe mai bine geografia și resursele Vestului și că nu dorește să perturbe lanțul de comandă din Est.

### Chattanooga (1863) și ridicarea în grad

Trupele Uniunii invadează și înving armata lui Bragg. Publicat în 1886

Lincoln l-a ridicat pe Grant la gradul de general-maior în armata regulată (spre deosebire de cea de voluntari) și i-a atribuit pe 16 octombrie 1863 comanda noii divizii a Mississippiului⁠(d), care cuprindea Armatele Ohioului⁠(d), Tennessee-ului și Cumberlandului⁠(d). După bătălia de la Chickamauga, Armata Cumberlandului s-a retras la Chattanooga, unde a fost parțial asediată. Grant a ajuns la Chattanooga călare, după o călătorie cu vaporul de la Vicksburg la Cairo, iar apoi cu trenul până la Bridgeport, Alabama. Planurile de aprovizionare a orașului și de întrerupere a asediului fuseseră deja parțial puse în aplicare înainte de sosirea lui. Forțele comandate de generalul-maior Joseph Hooker⁠(d), care fuseseră trimise de Armata Potomacului, s-au apropiat din vest și au făcut joncțiunea cu alte unități care se deplasau spre est din interiorul orașului, capturând Brown's Ferry și deschizând o linie de aprovizionare către calea ferată de la Bridgeport.
Grant plănuia ca Armata Tennessee-ului comandată de Sherman, asistată de Armata Cumberlandului, să ia cu asalt capătul de nord al Culmii Misionarilor⁠(d), pregătindu-se să coboare pe ea către flancul drept al inamicului. Pe 23 noiembrie, generalul-maior George Henry Thomas⁠(d) a surprins inamicul la lumina zilei, a împins înainte liniile Uniunii și a luat Orchard Knob, între Chattanooga și culme. A doua zi, Sherman nu și-a îndeplinit misiunea de a ajunge pe vârful Culmii Misionarilor, care era cheia planului de luptă al lui Grant. Forțele lui Hooker au luat Lookout Mountain⁠(d) folosind o manevră ingenioasă pentru a flanca inamicul, cu un succes neașteptat. Pe 25, Grant i-a ordonat generalului-maior George Henry Thomas⁠(d) să avanseze la tranșeele de pe versantul Misionarilor, într-un efort de a-l ajuta pe Sherman, după ce armata lui Sherman nu a reușit să cucerească Culmea Misionarilor dinspre nord-est. Patru divizii ale Armatei Cumberlandului, cu cele două din centru conduse de generalul-maior Philip Sheridan și generalul de brigadă Thomas J. Wood⁠(d), i-au alungat pe confederați din tranșeele de la bază și, împotriva ordinelor, a continuat șarja, urcând panta de 45 de grade și capturând întăririle confederate de-a lungul culmii, obligându-i pe aceștia să se retragă în grabă. Bătălia decisivă a adus Uniunii controlul asupra statului Tennessee și a deschis Georgia, inima Confederației, pentru invazia Uniunii. Un admirator recunoscător din St. Louis i-a dăruit lui Grant un enorm cal pursânge, pe nume Cincinnati.
Pe 2 martie 1864, Lincoln l-a ridicat pe Grant la gradul de general locotenent, și i-a dat comanda tuturor armatelor Uniunii. Noul grad al lui Grant fusese deținut anterior doar de George Washington. Grant a sosit la Washington pe 8 martie și a fost însărcinat oficial de Lincoln a doua zi la o reuniune a Cabinetului. Grant a dezvoltat o relație bună de lucru cu Lincoln, ceea ce i-a permis lui Grant să-și elaboreze propria strategie. Grant și-a stabilit cartierul general cu Armata Potomacului comandată de generalul George Meade la Culpeper, la nord-vest de Richmond, și se întâlnea săptămânal cu Lincoln și Stanton la Washington. După protestele lui Halleck, Grant a abandonat un plan riscant de invazie a Carolinei de Nord și a adoptat un plan cu cinci ofensive coordonate ale Uniunii pe cinci fronturi, astfel încât armatele confederate să nu poată muta trupele de-a lungul liniilor interioare. Grant și Meade aveau să efectueze un atac frontal direct asupra Armatei Virginiei de Nord⁠(d) a lui Robert E. Lee , în timp ce Sherman – acum comandant al armatelor din vest – urma să distrugă Armata Tennessee-ului⁠(d) a lui Joseph E. Johnston⁠(d) și să cuprindă Atlanta. Generalul-maior Benjamin Butler⁠(d) urma să avanseze spre Lee dinspre sud-est, în sus pe râul James⁠(d), în timp ce generalul-maior Nathaniel Banks⁠(d) urma să captureze Mobile⁠(d). Generalul-maior Franz Sigel⁠(d) urma să captureze silozurile și liniile de cale ferată din fertila vale Shenandoah⁠(d).
Grant comanda acum în total 533.000 de soldați pregătiți pentru luptă răspândiți pe un front de 29 km, în timp ce confederații pierduseră mulți ofițeri în luptă și aveau mari dificultăți în a găsi înlocuitori. El era popular și se vorbea că o victorie a Uniunii la începutul anului ar putea duce la candidatura lui la președinție. Grant era la curent cu zvonurile, dar exclusese o candidatură politică; posibilitatea avea să dispară în curând din cauza întârzierilor de pe câmpul de luptă.

### Campania de pe uscat (1864)
Campania de pe uscat a fost o serie de bătălii brutale purtate în Virginia timp de șapte săptămâni în mai și iunie 1864. Eforturile lui Sigel și Butler au eșuat, iar Grant a rămas singur să lupte cu Lee. În dimineața zilei de miercuri, 4 mai, îmbrăcat în uniformă completă, cu sabia în mână, Grant a condus armata din cartierul său general din Culpeper⁠(d) către Germanna Ford. Au traversat Rapidanul⁠(d) fără opoziție, în timp ce proviziile erau transportate pe patru poduri de pontoane.  Pe 5 mai, armata Uniunii l-a atacat pe Lee in Wilderness⁠(d), o luptă de trei zile cu pierderi estimate la 17.666 de unioniști și 11.125 de confederați.
În loc să se retragă, Grant a flancat armata lui Lee spre sud-est și a încercat să-și pună forțele între Lee și Richmond la Spotsylvania Courthouse⁠(d). Armata lui Lee a ajuns prima în Spotsylvania și a urmat o bătălie costisitoare, care a durat treisprezece zile, cu pierderi grele. Pe 12 mai, Grant a încercat să pătrundă prin ieșindul Muleshoe al lui Lee, păzit de artileria confederată, rezultând unul dintre cele mai sângeroase atacuri ale Războiului Civil, cunoscut sub numele de Unghiul Sângeros⁠(d). Nereușind să rupă liniile lui Lee, Grant i-a flancat din nou pe rebeli spre sud-est, cu care s-a întâlnit la North Anna⁠(d), unde bătălia a durat trei zile.

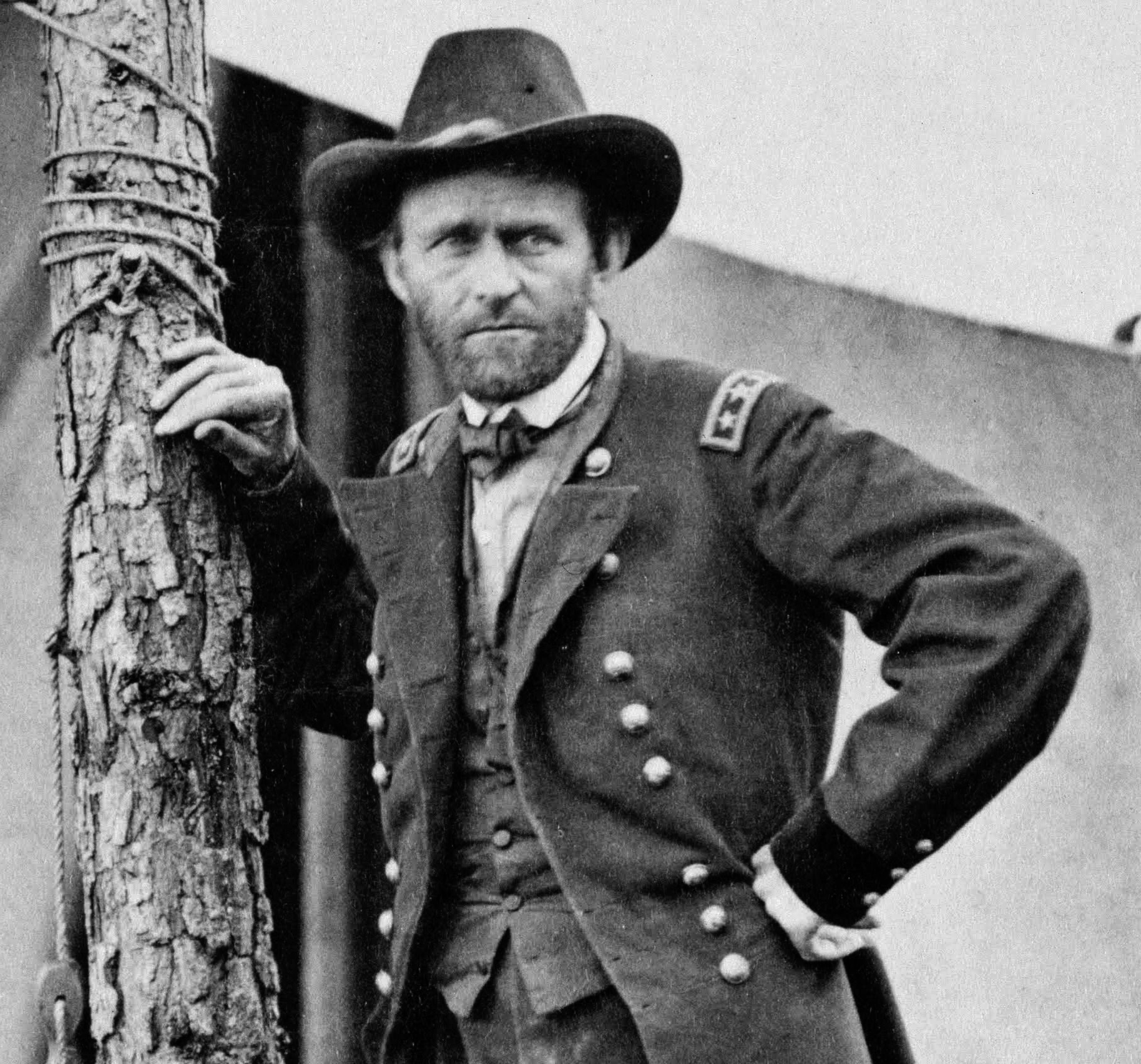
Generalul comandant Grant în, iunie 1864

### Cold Harbour
Grant credea că străpungerea liniilor lui Lee în punctul lor cel mai slab, Cold Harbor⁠(d), un nod rutier vital care face legătura cu Richmond, ar fi însemnat distrugerea armatei lui Lee, capturarea Richmondului și încheierea rapidă a rebeliunii. Grant avea deja două corpuri în poziție la Cold Harbor, cu corpul lui Hancock pe drum. Recenta campanie sângeroasă din Wilderness diminuase sever moralul Confederației și, prin urmare, Grant era acum dispus să înainteze din nou asupra armata lui Lee.
Liniile lui Lee se extindeau la nord și la est de Richmond și Petersburg pe aproximativ zece mile, dar existau câteva puncte în care nu erau încă construite fortificații, iar Cold Harbour era unul dintre ele. Pe 1 și 2 iunie, atât Grant, cât și Lee încă așteptau să le sosească întăririle. Oamenii lui Hancock au mărșăluit toată noaptea și au ajuns prea epuizați pentru un atac imediat în acea dimineață. Grant a acceptat să lase oamenii să se odihnească și a amânat atacul până la ora 17:00 și apoi din nou până la 4:30 în dimineața de 3 iunie. Cu toate acestea, Grant și Meade nu au dat ordine specifice pentru atac, lăsând la latitudinea comandanților de corp să decidă unde vor coordona și ataca liniile confederate, deoarece niciun comandant superior nu făcuse încă vreo recunoaștere a celor mai recente evoluții din tabăra confederată. Grant încă nu aflase că, peste noapte, Lee construise în grabă întărituri pentru a zădărnici orice încercare de breșă la Cold Harbor. Grant amânase de două ori atacul și era nerăbdător să facă mișcarea înainte ca restul armatei lui Lee să sosească. În dimineața zilei de 3 iunie, a treia zi a bătăliei de treisprezece zile, cu o forță de peste 100.000 de oameni, împotriva celor 59.000 de oameni ai lui Lee, Grant a atacat fără să-și dea seama că armata lui Lee era acum bine cantonată, o mare parte din ea ascunsă de copaci și tufișuri. Armata lui Grant a pierdut 12.000–14.000 de victime, în timp ce armata lui Lee a pierdut 3.000–5.000 de victime, dar Lee nu putea să le înlocuiască la fel de ușor.
Numărul fără precedent de victime a fost șocant din toate punctele de vedere și a sporit sentimentul anti-război în Nord. După bătălie, Grant a vrut să facă apel la Lee sub steag alb pentru ca fiecare parte să-și adune răniții, cei mai mulți dintre ei soldați ai Uniunii, dar Lee a insistat să se convină un armistițiu total și, în timp ce deliberau, toți răniții, cu excepția câtorva, au murit pe câmp. Deși nu și-a cerut scuze pentru înfrângerea dezastruoasă în raportul său militar oficial, Grant a spus în particular staffului său său după bătălie și ani mai târziu a scris în memoriile sale că „regret[ă] că a mai făcut ultimul asalt de la Cold Harbor. Același lucru l-a[r] putea spune și despre asaltul... de la Vicksburg.”

### Asediul Petersburgului (1864–1865)
Nedetectat de Lee, Grant și-a mutat armata la sud de râul James, l-a eliberat pe Butler din Bermuda Hundred⁠(d) și a înaintat spre Petersburg⁠(d), nodul feroviar central al Virginiei. Beauregard a apărat Petersburgul, iar forțele experimentate de întârire ale lui Lee au sosit pe 18 iunie, ceea ce a dus la un asediu de nouă luni⁠(d). În Nord, resentimentele creșteau. Sheridan a primit comanda Armatei Uniunii din Shenandoah⁠(d) și Grant l-a îndrumat să „urmărească inamicul până la moarte” în Valea Shenandoah. Când Sheridan a avut de suferit din cauza atacurilor cavaleriei confederate neregulate a lui John S. Mosby⁠(d), Grant a recomandat să li se adune familiile acestora și să fie încarcerate la Fort McHenry⁠(d). După încercarea eșuată a lui Grant de a captura Petersburgul, Lincoln l-a susținut pe Grant în hotărârea lui de a continua și a vizitat cartierul general al lui Grant la City Point pe 21 iunie pentru a evalua starea armatei și a se întâlni cu Grant și amiralul Porter. Până la plecare, Lincoln a ajuns să-l aprecieze din ce în ce mai mult pe Grant.
Pentru a-l lovi pe Lee în timp util, Grant era obligat să folosească resursele disponibile imediat, iar acestea se diminuau pe zi ce trecea. Grant a trebuit să angajeze trupe extrem de necesare pentru a controla raidurile din Valea Shenandoah ale generalului confederat Jubal Early⁠(d), care se apropia periculos de râul Potomac și de Washington. Până la sfârșitul lunii iulie, la Petersburg, Grant a aprobat fără tragere de inimă un plan de a arunca în aer⁠(d) o parte din tranșeele inamice dintr-un tunel plin cu multe tone de praf de pușcă. Explozia masivă a creat un crater de 170 de picioare în diametru și 30 de picioare adâncime, ucigând un întreg regiment confederat într-o clipă. Trupele Uniunii prost conduse de general-maior Burnside și de generalul de brigadă Ledlie⁠(d), în loc să încercuiască craterul, s-au repezit înainte și au coborât direct în el, acțiune în general considerată a fi o greșeală. Revenind din șocul inițial, confederații, conduși de generalul-maior William Mahone⁠(d), au înconjurat craterul și au îndepărtat cu ușurință trupele Uniunii din el. Cele 3.500 de victime ale Uniunii au fost de trei ori mai multe decât cele ale confederaților. Bătălia a reprezentat prima dată când trupele de negri ale Uniunii, care au reprezentat o mare parte din victime, s-au angajat într-o bătălie majoră în est. Grant a recunoscut că tactica generală de minare a fost un „eșec stupefiant”.

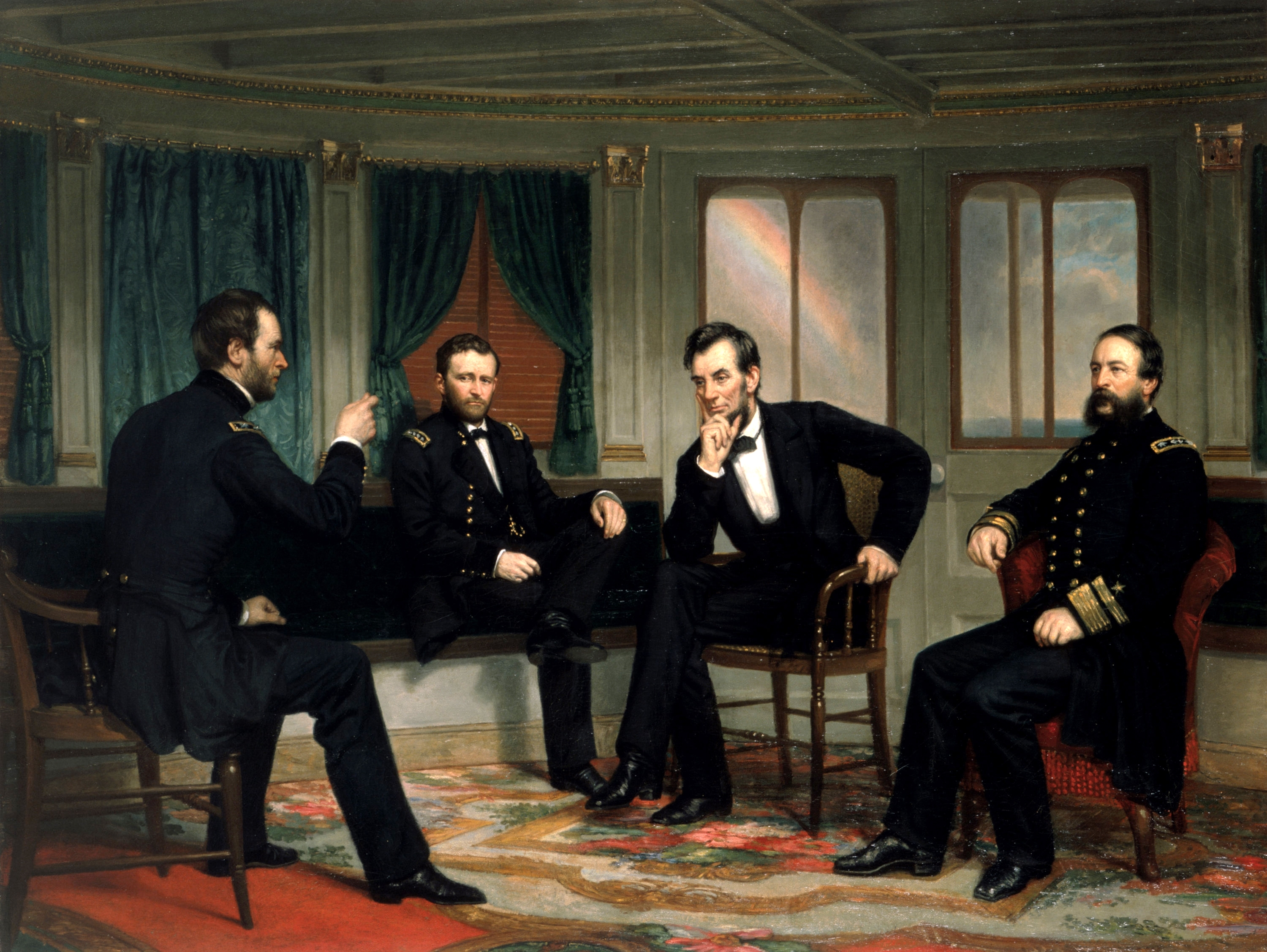
Grant (centru stânga) lângă Lincoln cu generalul Sherman (extrema stânga) și amiralul Porter (dreapta) - The Peacemakers de, 1868

Mai târziu, Grant avea să se întâlnească cu Lincoln și să depună mărturie în fața unei comisii militare de anchetă împotriva generalilor Burnside și Ledlie pentru incompetența lor. În memoriile sale, i-a învinuit pe amândoi pentru acea înfrângere dezastruoasă a Uniunii. În loc să lupte cu Lee într-un atac frontal, așa cum făcuse la Cold Harbor, Grant a continuat să-l forțeze pe Lee să-și extindă apărarea la sud și vest de Petersburg, permițându-i mai bine să captureze legăturile feroviare esențiale.
Forțele Uniunii au capturat în curând Mobile Bay⁠(d) și Atlanta⁠(d) și acum controlau Valea Shenandoah, ceea ce a asigurat realegerea lui Lincoln în noiembrie. Sherman i-a convins pe Grant și Lincoln să-și trimită armata într-un marș către Savannah. Sherman și-a croit un drum distrugând totul pe o distanță de 60, fără opoziție, a ajuns la Oceanul Atlantic și a capturat Savannah pe 22 decembrie. Pe 16 decembrie, după multe îndemnuri ale lui Grant, Armata Uniunii, sub conducerea lui Thomas, a distrus armata confederată a lui John Bell Hood⁠(d) la Nashville⁠(d). Aceste campanii au făcut ca forțele lui Lee de la Petersburg să rămână singurul obstacol semnificativ care rămânea în calea victoriei Uniunii.
În martie 1865, Lee era încercuit, Grant slăbise mult forța lui Lee, extinzându-și liniile pe 35 de mile. Trupele confederate care nu mai aveau încredere în comandantul lor l-au părăsit pe Lee cu miile, înfometate și suferind din cauza războiului de tranșee. Pe 25 martie, într-un efort disperat, Lee și-a sacrificat trupele rămase (4000 de victime confederate) la Fort Stedman⁠(d), o victorie a Uniunii considerată ultima bătălie de linie de la Petersburg. Pe 28 martie, Grant, Sherman, Porter și Lincoln au ținut o conferință pentru a discuta despre capitularea armatelor epuizate ale lui Lee și Reconstrucția Sudului.

### Înfrângerea lui Lee și victoria finală (1865)

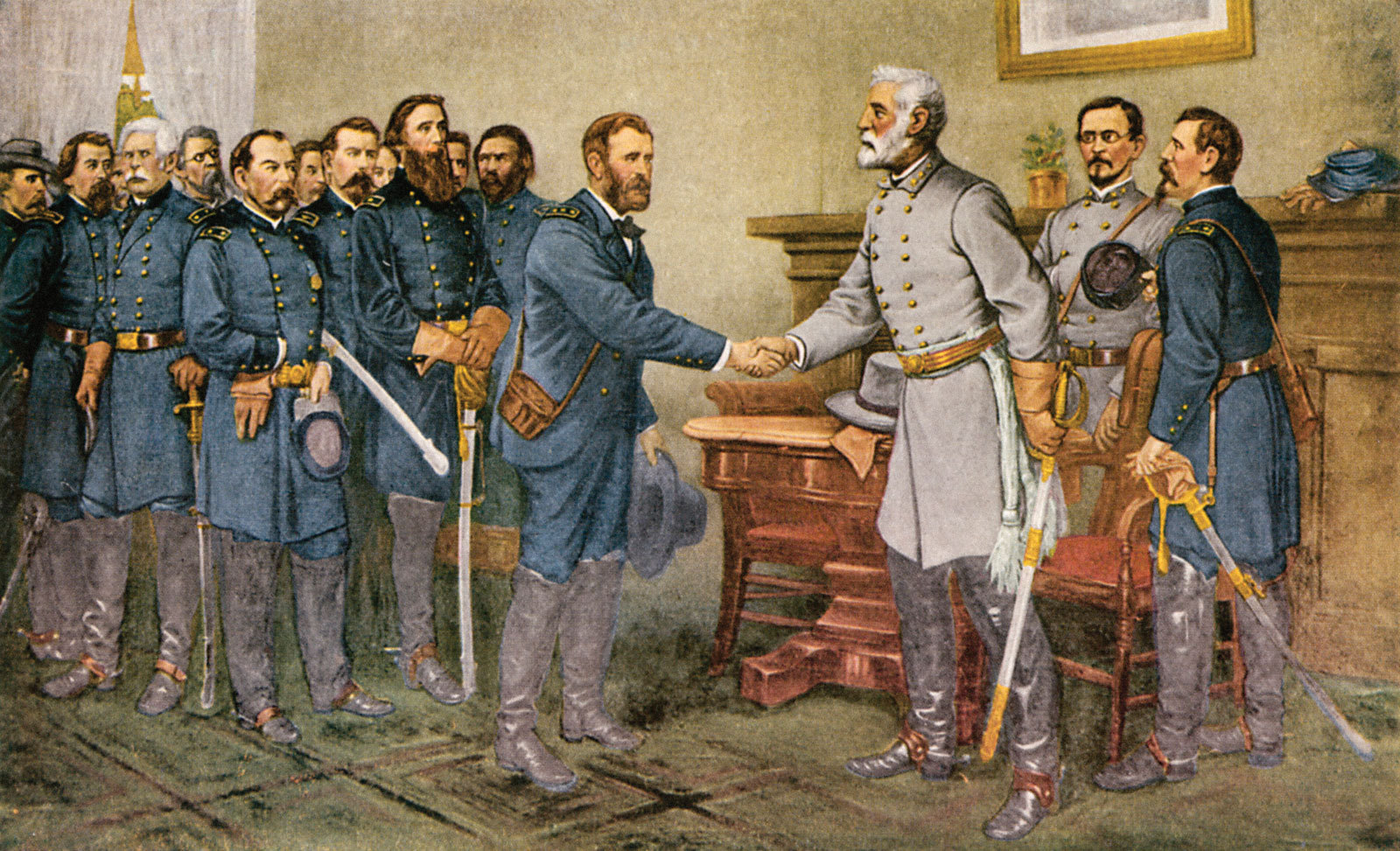
Învins de Grant, Lee a capitulat la Appomattox Court House

Pe 2 aprilie, Grant a ordonat un asalt general asupra forțelor epuizate ale lui Lee din tranșee. Lee a abandonat Petersburgul și Richmondul, în timp ce trupele cuceritoare ale lui Grant au luat cu ușurință Petersburgul și au capturat Richmondul a doua zi. Un Lee disperat, și o parte a armatei sale au abandonat pozițiile și au fugit, au încercat să facă joncțiunea cu rămășițele armatei învinse a lui Joseph E. Johnston⁠(d). Cavaleria lui Sheridan a oprit convergența celor două armate, întrerupându-le legătura cu liniile de aprovizionare. Grant a rămas în comunicare cu Lee până când i-a încredințat ordonanței sale Orville Babcock⁠(d) o ultimă depeșă către Lee, în care îi cerea să se capituleze și îi dădea instrucțiuni să-l însoțească pe acesta la un loc de întâlnire ales de Lee. Grant a mers imediat spre vest, ocolind armata lui Lee, pentru a se alătura lui Sheridan care capturase gara Appomattox⁠(d), blocând calea de evacuare a lui Lee. Pe drum, Grant a primit o scrisoare trimisă de Lee prin care-l informa că Lee acceptă să capituleze.
Pe 9 aprilie, Grant și Lee s-au întâlnit la Appomattox Court House⁠(d). După ce a primit mesajul lui Lee despre întâlnire, Grant jubila. Deși se simțea întristat de căderea „unui dușman care luptase atât de mult și cu atâta vitejie”, el considera cauza sudistă a fi „una dintre cele mai rele pentru care a luptat un popor vreodată”. După o scurtă conversație despre amintirile lor comune din Mexic, Grant a scris termenii capitulării. Soldații și ofițerii urmau să fie eliberați condiționat, dar, în plus, exista o amnistie: „Fiecărui ofițer și soldat i se va permite să se întoarcă la casa lui, pentru a nu fi deranjat de autoritățile SUA atâta timp cât își respectă eliberarea condiționată și legile în vigoare în locul unde trăiesc”. Lee a acceptat imediat termenii lui Grant și a semnat documentul de capitulare, în care nu exista nicio recunoaștere diplomatică a Confederației. Învinsul Lee i-a cerut apoi lui Grant ca fostele sale trupe confederate să-și păstreze caii. Grant a acceptat cu generozitate cererea lui Lee. Grant a ordonat trupelor sale să nu sărbătorească, spunând că „războiul s-a încheiat; rebelii sunt din nou compatrioții noștri”. Armata lui Johnston din Tennessee s-a predat pe 26 aprilie, armata lui Richard Taylor⁠(d) din Alabama pe 4 mai și armata lui Kirby Smith⁠(d) din Texas pe 26 mai, punând capăt războiului.

### Asasinarea lui Lincoln
La 14 aprilie 1865, la cinci zile după victoria de la Appomattox, Grant a participat la o reuniune a cabinetului la Washington. Lincoln i-a invitat pe el și pe soția sa Julia la Ford's Theatre⁠(d), dar ei au refuzat, pentru că intenționau să meargă la casa lor din Burlington⁠(d). Într-o conspirație care i-a vizat și pe membri de rang înalt ai cabinetului, într-un ultim efort de a răsturna Uniunea, Lincoln a fost împușcat mortal de John Wilkes Booth la teatru și a murit în dimineața următoare. Mulți oameni, inclusiv Grant însuși, au crezut că el, Grant, ar fi fost una din țintele complotului, iar în timpul procesului care a urmat, guvernul a încercat să demonstreze că Grant ar fi fost urmărit de tovarășul lui Booth, Michael O'Laughlen⁠(d). Stanton l-a anunțat pe Grant de moartea președintelui și l-a chemat înapoi la Washington. Vicepreședintele Andrew Johnson a depus jurământul ca președinte pe 15 aprilie. Asistând la înmormântarea lui Lincoln din 19 aprilie, Grant a stat singur și a plâns; el a spus mai târziu că Lincoln a fost „cel mai mare om pe care l-am cunoscut vreodată”. Grant era hotărât să colaboreze cu Johnson și și-a exprimat în privat „toate motivele pentru a spera” în capacitatea noului președinte de a conduce guvernul „pe vechiul său drum”.

## General comandant

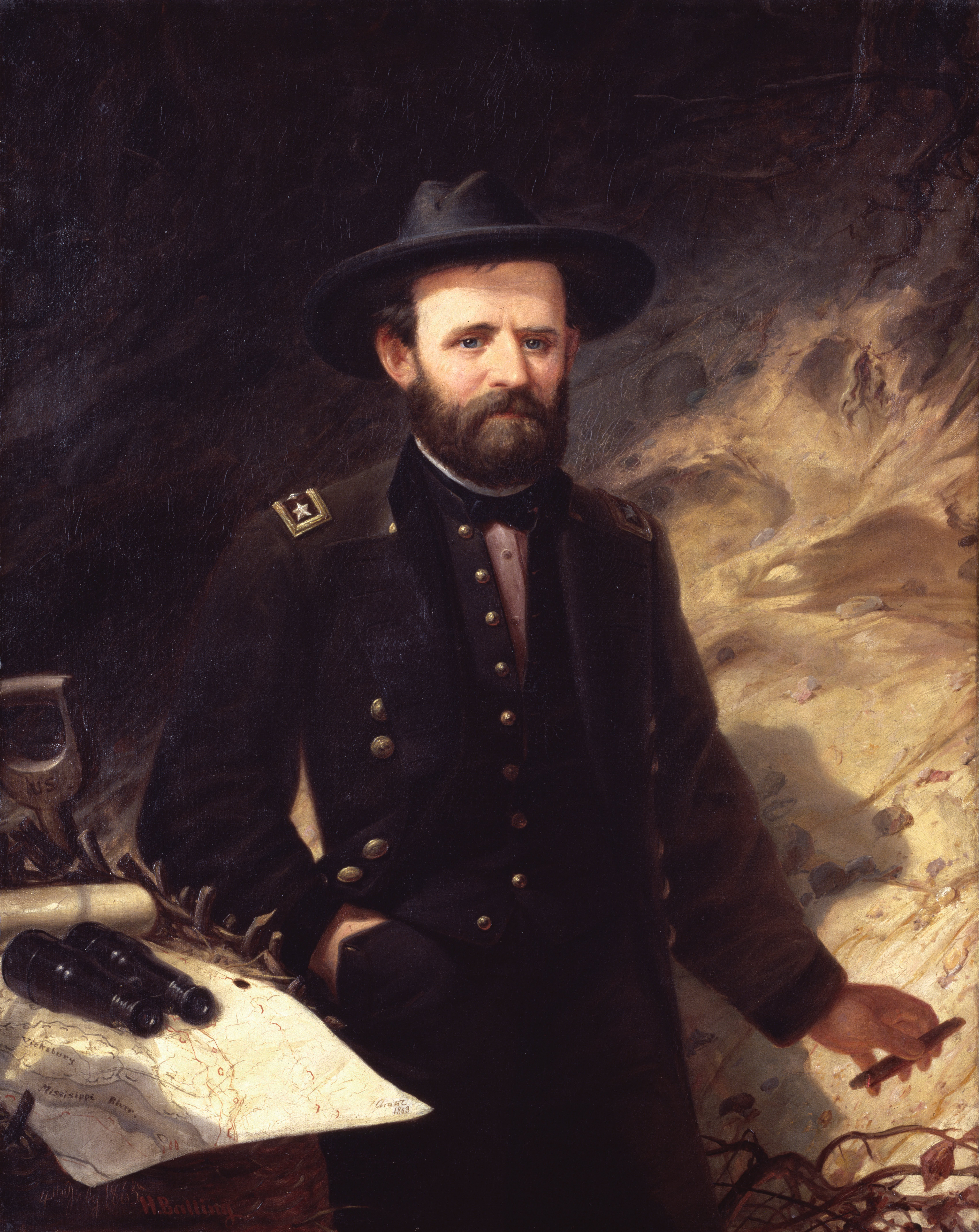
Ulysses S. Grant de (1865)

La sfârșitul războiului, Grant a rămas comandantul armatei, cu atribuții care includ abordarea prezenței trupelor maximilianiste și franceze în Mexic, aplicarea Reconstrucției în fostele state confederate și supravegherea războaielor cu indienii din Câmpiile de Vest. După Marea Trecere în Revistă a Armatelor⁠(d), Lee și generalii săi au fost inculpați pentru trădare în Virginia. Johnson a cerut ca aceștia să fie judecați, dar Grant a insistat să nu fie, invocând amnistia de la Appomatox. Johnson a dat înapoi, așa că acuzațiile împotriva lui Lee au fost abandonate. Grant și-a asigurat o casă pentru familia sa în Georgetown Heights în 1865, dar l-a informat pe Elihu Washburne că, din motive politice, reședința sa legală rămâne în Galena, Illinois. În același an, Grant a ținut la Cooper Union⁠(d) din New York un discurs în sprijinul președinției lui Johnson. Alte călătorii în acea vară au dus familia Grant la Albany, New York, înapoi la Galena și prin statele Illinois și Ohio, unde au fost primiți cu entuziasm. La 25 iulie 1866, Congresul l-a ridicat pe Grant la noul grad de General al Armatei Statelor Unite⁠(d).

### Salvarea vieții lui Lee
Pe 7 iunie 1865, Robert E. Lee și alți foști ofițeri confederați au fost inculpați de un mare juriu pentru înalta crimă de trădare împotriva Statelor Unite, o infracțiune capitală pedepsită cu închisoarea și spânzurătoarea. Johnson a vrut să-l pedepsească pe Lee și „să facă trădarea odioasă”. Când a fost informat, Grant a obiectat și s-a dus la Casa Albă spunându-i președintelui Johnson că Lee este protejat de condițiile de capitulare oferite de Grant cu generozitate lui Lee la Appomattox în aprilie. Când, supărat, Grant a amenințat că va demisiona, președintele Johnson a dat înapoi, iar pe 20 iunie, procurorul general al lui Johnson, James Speed⁠(d), a ordonat procurorului general al Statelor Unite din Norfolk, Virginia să renunțe la procesul de trădare împotriva lui Lee, salvându-l pe Lee de pedeapsă și de urmărirea penală.

### Turul Sudului
Politica de reconstrucție a președintelui Johnson cuprindea întoarcerea rapidă a foștilor confederați în Congres, reintroducerea albilor în funcțiile din Sud și retrogradarea negrilor la categoria de cetățeni de rangul al doilea. La 27 noiembrie 1865, generalul Grant a părăsit Washingtonul, trimis de Johnson într-o misiune de constatare a stării de fapt în Sud, pentru a contrazice un raport mai puțin favorabil al senatorului Carl Schurz⁠(d). Grant a recomandat continuarea funcționării Biroului Scalvilor Eliberați⁠(d), căruia Johnson i se opunea, dar a sugerat să nu se folosească soldați negri, despre care credea că încurajează o alternativă la munca în agricultură. Grant nu credea că oamenii din Sud erau pregătiți pentru autoguvernare și că atât albii, cât și negrii din Sud au nevoie de protecție din partea guvernului federal. Preocupat de faptul că războiul a dus la diminuarea respectului față de autoritățile civile, Grant a continuat să folosească armata pentru a menține ordinea. Raportul despre Sud, pe care Grant avea să-l retracteze ulterior, simpatiza cu politicile conservatoare de reconstrucție ale lui Johnson. Deși Grant dorea și el ca foștii confederați să revină în Congres, el susținea și că negrii trebuia să primească în cele din urmă cetățenia. Pe 19 decembrie, a doua zi după ce a fost anunțată adoptarea celui de al treisprezecelea amendament în Senat, Johnson s-a folosit în răspunsul său de raportul lui Grant, pe care l-a citit cu voce tare Senatului, pentru a submina raportul final al lui Schurz și opoziția radicală față de politicile lui Johnson.

### Ruptura cu Johnson

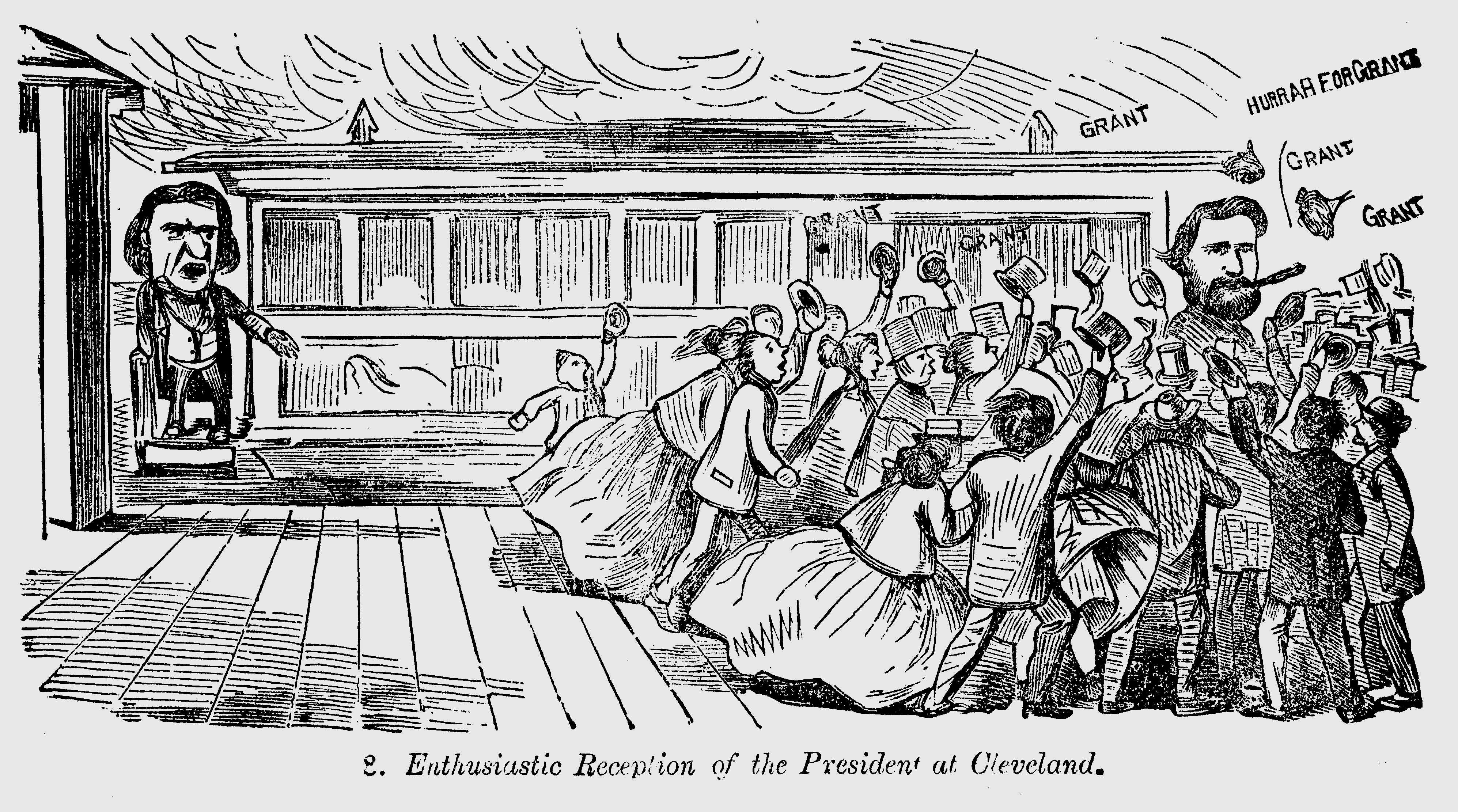
Caricatură din Swingin Round the Cirkle, or Andy's trip to the West de, care sugerează că Grant a atras mai mulți oameni în turneul prin mai multe orașe decât Johnson

Grant era la început optimist față de Johnson, spunând că este mulțumit că națiunea nu are „de ce să se teamă” din partea administrației Johnson. În ciuda stilurilor diferite, Grant s-a înțeles cordial cu Johnson și a participat la reuniunile referitoare la Reconstrucție ale cabinetului. Până în februarie 1866, relația începuse însă să se rupă. Johnson s-a opus închiderii de către Grant a ziarului Richmond Examiner⁠(d) pentru editoriale neloiale și aplicării de către acesta a Legii Drepturilor Civile din 1866⁠(d), care fusese adoptată trecând peste vetoul lui Johnson. Având nevoie de popularitatea lui Grant, Johnson l-a luat pe Grant în turneul său „Swing Around the Circle⁠(d)”, o încercare eșuată de a obține sprijin național pentru politicile îngăduitoare față de Sud. Grant a spus apoi în privat că discursurile lui Johnson sunt o „rușine națională” și a părăsit turneul mai devreme. La 2 martie 1867, trecând peste vetoul lui Johnson, Congresul a adoptat prima dintre cele trei legi ale Reconstrucției⁠(d), folosind ofițeri militari pentru a pune în aplicare politica. Protejându-l pe Grant, Congresul a adoptat Legea Comandamentului Armatei, prin care îndepărtarea sau mutarea lui din funcție era împiedicată și obligându-l pe Johnson să transmită ordine prin intermediul lui Grant.
În august 1867, ocolind Tenure of Office Act⁠(d), Johnson l-a demis pe secretarul de război Stanton fără aprobarea Senatului și l-a numit pe Grant secretar de război interimar. Stanton era singurul membru al cabinetului care mai simpatiza cu radicalii. Deși Grant a recomandat inițial împotriva demiterii lui Stanton, Grant a acceptat postul, nedorind ca Armata să cadă sub comanda vreunui conservator desemnat de președinte, care să împiedice Reconstrucția și a gestionat un parteneriat complicat cu Johnson. În decembrie 1867, Congresul a votat pentru păstrarea lui Stanton, care a fost reinstalat în funcție de o comisie a Senatului vineri, 10 ianuarie 1868. Grant i-a spus lui Johnson că va demisiona din funcție pentru a evita amenzile și închisoarea. Johnson, care credea că legea va fi anulată, a spus că își va asuma responsabilitatea legală pentru Grant și i-a reamintit lui Grant că i-a promis să-și amâne demisia până când va fi găsit un înlocuitor potrivit. În lunea următoare, nedorind să aștepte ca legea să fie răsturnată, Grant a predat funcția lui Stanton, provocând confuzie în relația cu Johnson. Cu sprijinul complet al cabinetului său, Johnson l-a acuzat personal pe Grant de minciună și „duplicitate” la o furtunoasă ședință a cabinetului, în timp ce Grant, șocat și dezamăgit, a simțit că Johnson era cel care minte. Publicarea mesajelor dure între Grant și Johnson a dus la o ruptură completă între cei doi. Controversa a dus la impeachmentul⁠(d) lui Johnson și la judecata din Senat. Johnson s-a salvat de la demiterea din funcție la diferență de un vot. Popularitatea lui Grant crescuse în rândul republicanilor radicali și nominalizarea lui la președinție părea sigură.

### Alegerile din 1868

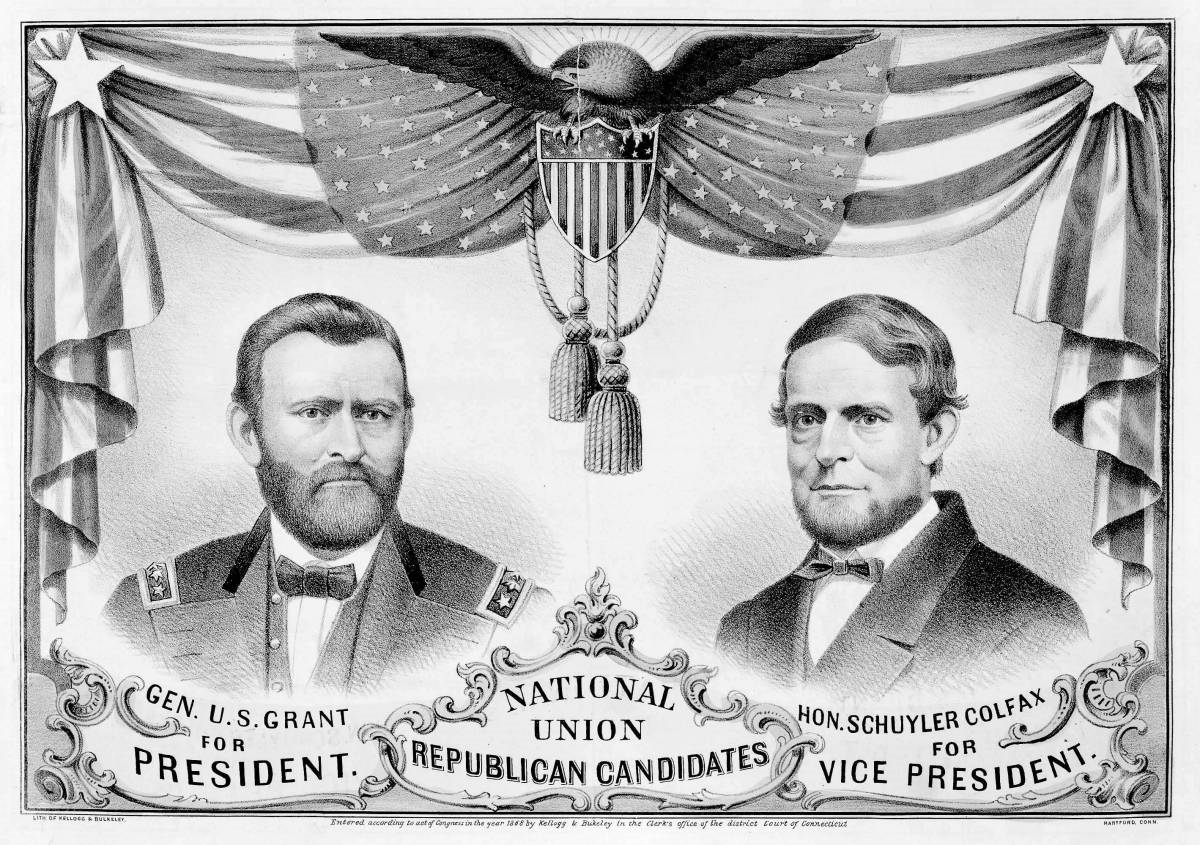
Candidații republicani Grant și Colfax. Publicat în 1868

Când Partidul Republican s-a întrunit la Convenția Națională Republicană din 1868 de la Chicago, delegații l-au nominalizat în unanimitate pe Grant pentru președinție și pe speakerul Camerei Schuyler Colfax pentru vicepreședinție. Deși Grant prefera să rămână în armată, el a acceptat nominalizarea republicană, crezând că era singurul care putea unifica națiunea. Republicanii susțineau „drepturi civile și politice egale pentru toți” și acordarea dreptului de vot afro-americanilor. După ce l-au abandonat pe Johnson, democrații l-au nominalizat pe fostul guvernator al New Yorkului Horatio Seymour⁠(d) pentru președinție și pe Francis P. Blair⁠(d) din Missouri pentru vicepreședinție. Democrații se opuneau dreptului de vot pentru afro-americani și susțineau readucerea imediată în Uniune a fostelor state confederate și amnistia pentru „toate infracțiunile politice din trecut”.
Grant nu a jucat niciun rol fățiș în timpul campaniei. În schimb, în acea vară el a mers împreună cu Sherman și Sheridan într-un turneu prin Vest. Republicanii au adoptat însă cuvintele sale „Să avem pace” drept slogan de campanie. Ordinul general nr. 11⁠(d) al lui Grant din 1862 a devenit o problemă în timpul campaniei prezidențiale⁠(d); el a căutat să se distanțeze de ordin, spunând ca „nu am nicio prejudecată împotriva sectei sau rasei, dar vreau ca fiecare individ să fie judecat după meritul său”. Democrații și susținătorii lor din Klan s-au concentrat în principal pe încheierea Reconstrucției, intimidarea negrilor și republicanilor, și redarea controlului în Sud democraților albi și clasei plantatorilor, ceea ce i-a înstrăinat pe democrații de război din Nord. Un exemplu a fost uciderea congresmanului republican James M. Hinds⁠(d) în Arkansas de către un membru al Klanului în octombrie 1868, în timp ce Hinds făcea campanie pentru Grant. Grant a câștigat votul popular la 300.000 de voturi distanță din 5.716.082 de voturi exprimate, primind 214 de voturi la Colegiul Electoral, față de cele 80 ale lui Seymour. Seymour a obținut majoritatea voturilor alegătorilor albi, dar Grant a fost ajutat de 500.000 de voturi exprimate de negri, ceea ce a făcut să câștige 52,7% din votul populare. El a pierdut în Louisiana și Georgia, în primul rând din cauza violențelor Ku Klux Klanului împotriva alegătorilor afro-americani. La vârsta de 46 de ani, Grant devenea cel mai tânăr președinte ales până atunci și primul președinte după ce țara interzisese sclavia.

## Președinția (1869–1877)

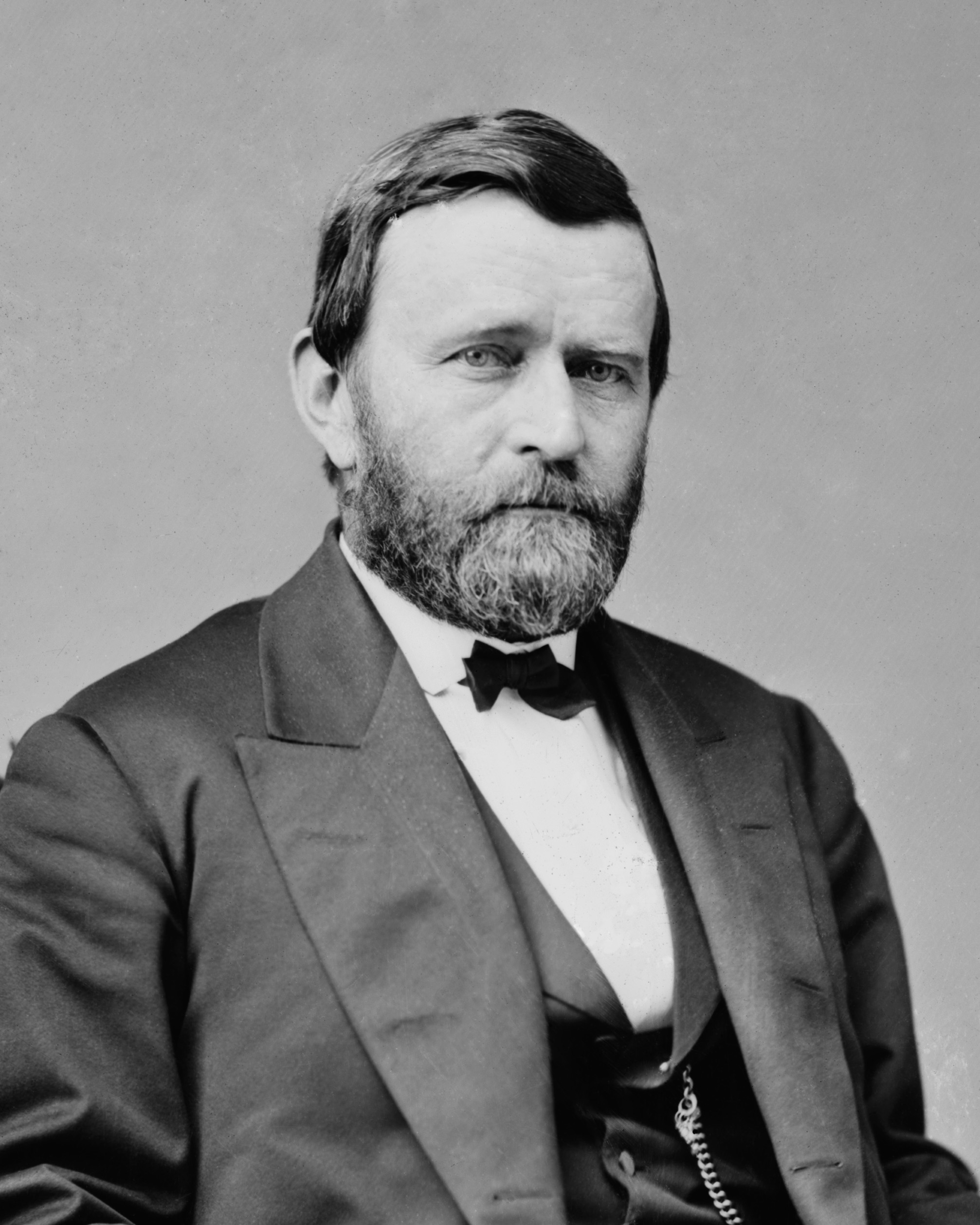
Președintele U.S. Grant
Fotografie de, 1870

La 4 martie 1869, Grant a depus jurământul ca al optsprezecelea președinte al Statelor Unite în fața președintelui Curții Supreme Salmon P. Chase. În discursul său inaugural, Grant a cerut ratificarea celui de al cincisprezecelea amendament, în fața unui număr mare de afro-americani prezenți la inaugurarea sa. El a cerut și ca obligațiunile emise în timpul Războiului Civil să fie plătite în aur și a cerut „un tratament adecvat” pentru băștinașii americani și a încurajat „civilizarea [lor] și primirea în final a cetățeniei”.
Numirile lui Grant în cabinet au stârnit atât critici, cât și aprobare. El l-a numit pe Elihu B. Washburne secretar de stat și pe John A. Rawlins⁠(d) secretar de război. Washburne a demisionat, iar Grant l-a numit ambasador în Franța. Apoi, Grant l-a numit secretar de stat pe fostul senator de New York Hamilton Fish. Rawlins a murit în timpul mandatului, iar Grant l-a numit pe William W. Belknap⁠(d) secretar de război. Omul de afaceri din New York, Alexander T. Stewart⁠(d), a fost numit secretar al Trezoreriei, dar Stewart era considerat ineligibil din punct de vedere legal pentru a ocupa funcția conform unei legi din 1789. Grant l-a numit apoi pe reprezentantul de Massachusetts George S. Boutwell⁠(d) secretar al Trezoreriei. Omul de afaceri din Philadelphia, Adolph E. Borie, a fost numit secretar al Marinei, dar acestuia funcția i s-a părut prea solicitantă și și-a dat demisia. Grant l-a numit apoi ca secretar al Marinei pe procurorul general al statului New Jersey, George M. Robeson⁠(d). Fostul guvernator al statului Ohio, Jacob D. Cox⁠(d) (interne), fostul senator de Maryland John Creswell⁠(d) (diriginte al poștei) și Ebenezer Rockwood Hoar⁠(d) (procuror general) au completat cabinetul.

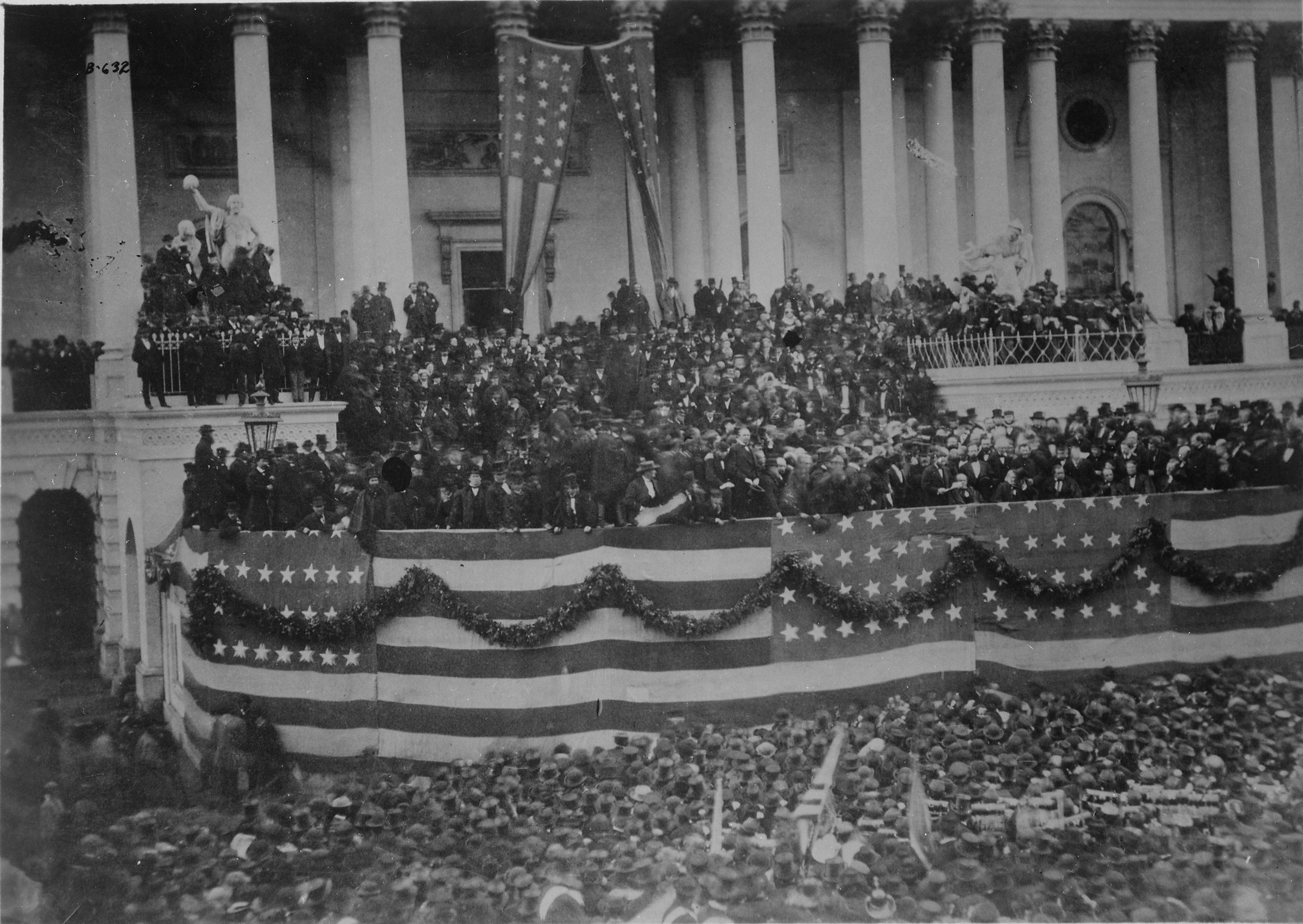
Inaugurarea președintelui US Grant, pe treptele clădirii Capitoliului.

Grant l-a nominalizat pe Sherman ca succesor al lui în funcția de general-șef și i-a dat controlul asupra șefilor ramurilor armatelor. Când Rawlins a preluat Departamentul de Război, el s-a plâns lui Grant că lui Sherman i se acordase prea multă autoritate. Grant și-a revocat fără tragere de inimă propriul ordin, ceea ce l-a supărat pe Sherman și a dăunat prieteniei lor formate pe parcursul războiului. James Longstreet, un fost general confederat care a susținut candidatura lui Grant, a fost nominalizat pentru funcția de inspector al vămii portului New Orleans; aceasta a fost întâmpinată cu uimire generală și văzută ca un efort autentic de a uni Nordul și Sudul. În martie 1872, Grant a promulgat o lege prin care se înființa Parcul Național Yellowstone, primul parc național. Grant simpatiza cu mișcarea pentru drepturile femeilor; inclusiv sprijinul pentru dreptul de vot al femeilor, întărind afirmația că dorește „drepturi egale pentru toți cetățenii”.
Pentru a compensa infamul Ordin general nr. 11, Grant a numit peste cincizeci de evrei în funcții federale, inclusiv consuli, procurori de district și diriginți ai poștelor. El l-a numit pe Edward S. Salomon⁠(d) guvernator al teritoriului Washington, prima dată când un evreu american a ocupat un post de guvernator. Grant simpatiza cu situația poporului evreu persecutat. În noiembrie 1869, au apărut relatări conform cărora țarul rus Alexandru al II-lea pedepsise 2.000 de familii de evrei pentru contrabandă, expulzându-le spre interiorul țării. Ca răspuns, Grant a susținut public petiția evreilor americani B'nai B'rith împotriva țarului. În decembrie 1869, Grant a numit un jurnalist evreu în postul de consul în România, pentru a proteja poporul evreu de „greaua opresiune”.

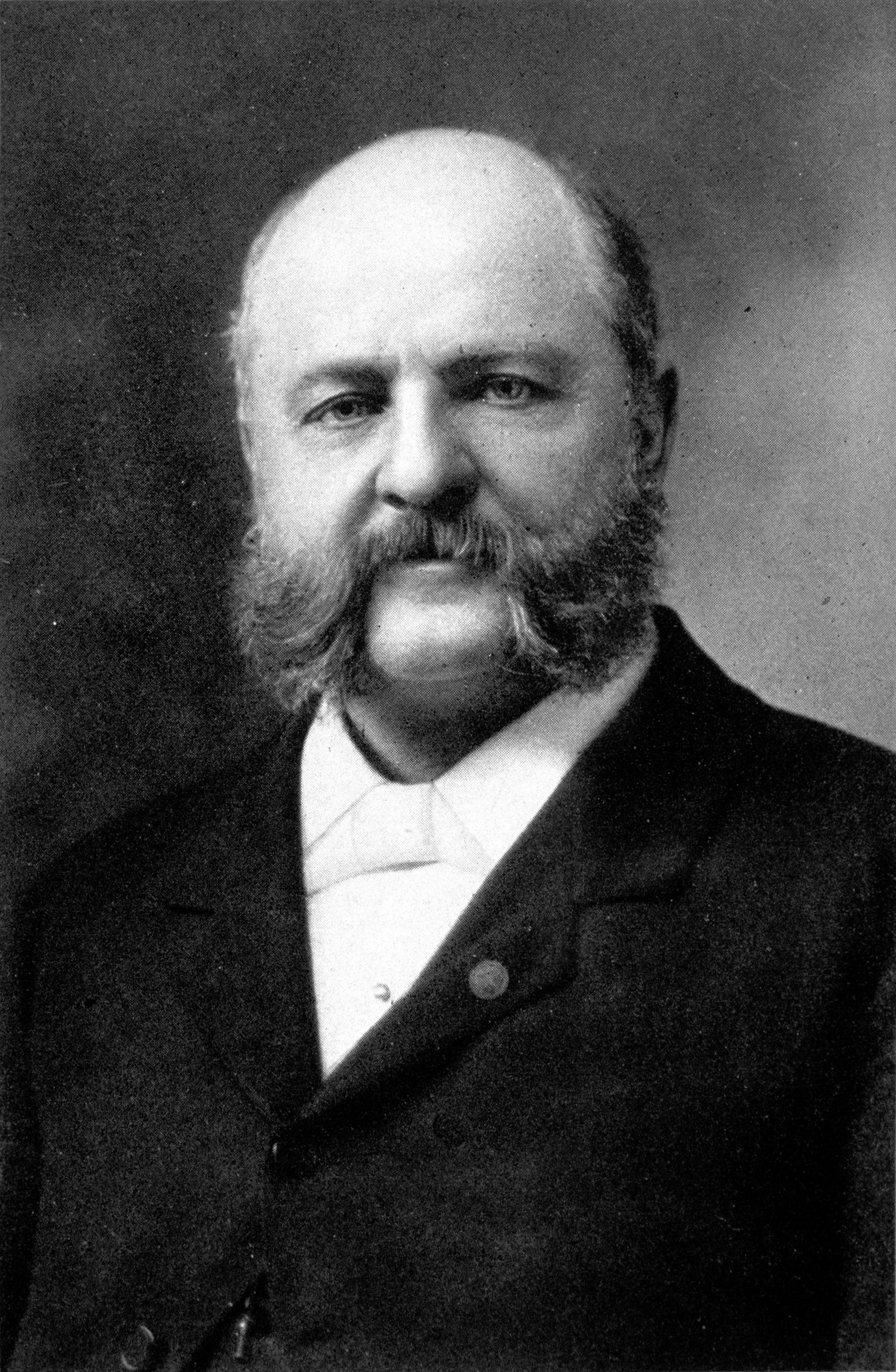
Anthony Comstock, vigurosul procuror al lui Grant care a atacat avortul și pornografia

În 1875, Grant a propus un amendament constituțional care limita îndoctrinarea religioasă în școlile publice. Predarea în școli a „principielor religioase, atee sau păgâne” era interzisă, la fel și finanțarea „în beneficiul sau în sprijinul, direct sau indirect, al oricărei secte sau confesiuni religioase”. Școlile trebuia să fie pentru toți copiii „indiferent de sex, culoare, locul nașterii sau religie”. Opiniile lui Grant au fost încorporate în Amendamentul Blaine⁠(d), care a fost însă respins de Senat.
În octombrie 1871, în conformitate cu Legea Morrill⁠(d), Grant a identificat și a pus sub urmărire penală sute de mormoni poligami⁠(d) din teritoriul Utah, folosindu-se de șerifi federali. A fost trimis în judecată inclusiv liderul mormon Brigham Young⁠(d), acuzat de „coabitare promiscuă și lascivă⁠(d)”.:301 Grant spunea că poligamia este o „crimă împotriva decenței și moralității”. În 1874, Grant a promulgat Legea Poland⁠(d), care îi punea pe pe mormonii poligami sub jurisdicția instanțelor districtuale din SUA și limita accesul mormonilor în juriile judecătorești. Începând cu martie 1873, în temeiul Legii Comstock⁠(d), Grant a urmărit penal, cu sprijunul Departamentului Poștelor, pe producătorii și distribuitorii de pornografie, precum și pe cei care făceau avorturi. Pentru a administra urmăririle penale, Grant l-a însărcinat pe vigurosul lider moralist și reformator Anthony Comstock⁠(d). Comstock a condus o comisie federală împuternicită să sechestreze și să distrugă materiale obscene și să dea mandate de arestare celor care încălcau legea.

### Reconstrucția

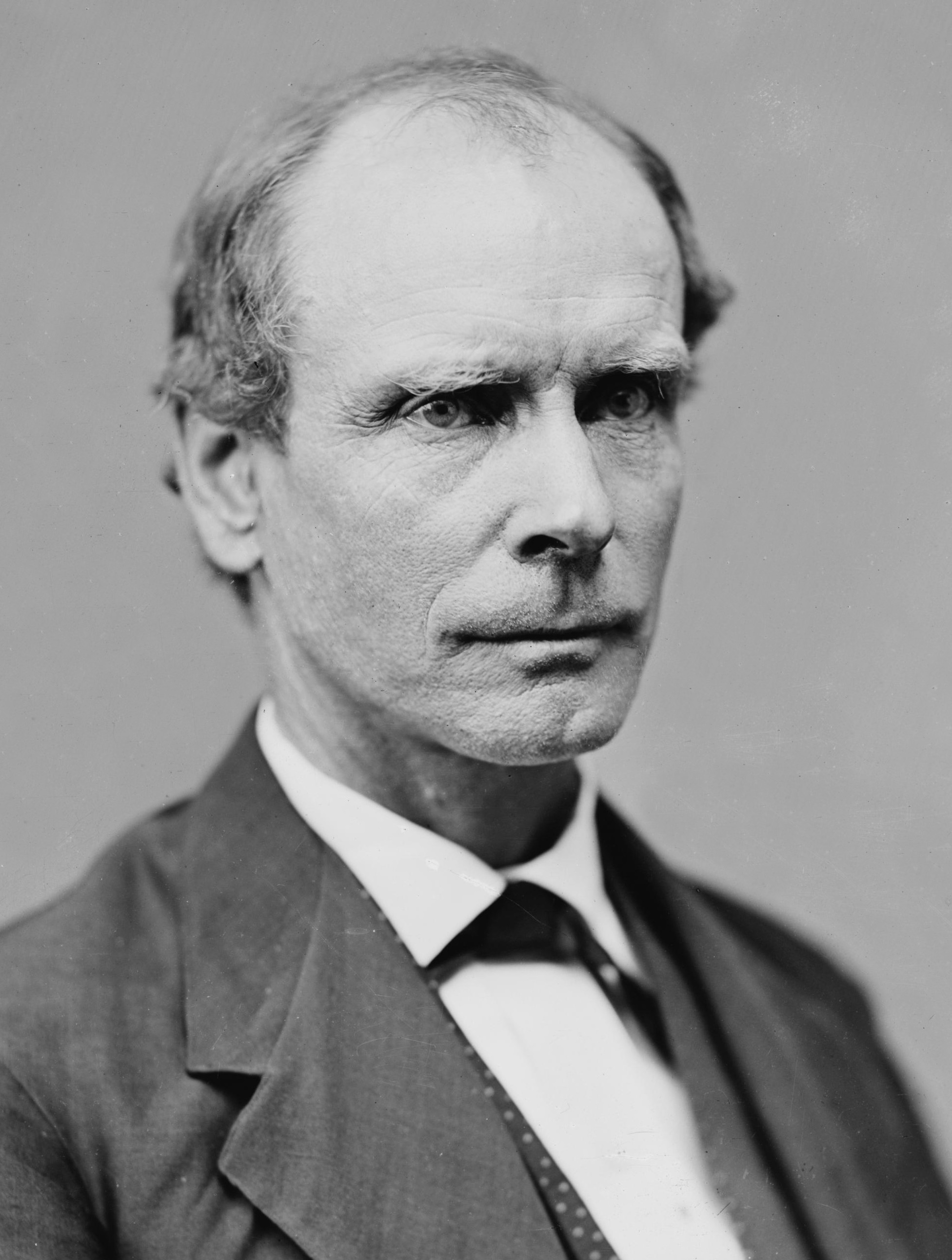
, numit procuror general de către Grant, care a acționat cu fermitate împotriva Ku Klux Klanului

Grant a fost considerat un președinte eficient în ce privește drepturile civile, preocupat de situația afro-americanilor. La 18 martie 1869, Grant a promulgat drepturi egale pentru negri de a face parte din jurii și de a ocupa funcții, la Washington DC, iar în 1870 a semnat în lege Actul de Naturalizare care le-a acordat cetățeniei negrilor străini.  În timpul primului său mandat, Reconstrucția a avut prioritate. Republicanii controlau majoritatea statelor din Sud, susținuți de Congresul controlat de republicani, de banii din nord și de ocupația militară a Sudului. Grant a susținut ratificarea celui de al cincisprezecelea amendament, conform căruia statelor le era interzis să-i priveze de drepturi pe afro-americani. În decurs de un an, cele trei state rămase — Mississippi, Virginia și Texas — au adoptat noul amendament — și au fost admise în Congres. Grant a făcut presiuni militare asupra Georgiei pentru a-i repune în drepturi pe legislatorii de culoare și pentru a adopta noul amendament. Georgia s-a conformat, și la 24 februarie 1871, senatorii acestui stat au fost primiți în Congres, alături de toate fostele state Confederate. Astfel, Uniunea era complet restaurată sub Grant. Sub Grant, pentru prima dată în istoria Americii, bărbați americani de culoare au servit în Congresul Statelor Unite, toți din statele din Sud.
În 1870, pentru a impune Reconstrucția, Congresul și Grant au creat Departamentul de Justiție care permitea procurorului general și noului avocat general să urmărească penal Klanul. Congresul și Grant au adoptat o serie de trei legi de aplicare, menite să protejeze negrii și guvernele de Reconstrucție. Folosind puterile conferite de legea de aplicare, Grant a zdrobit Ku Klux Klanul. Până în octombrie, Grant suspendase habeas corpus într-o parte a Carolinei de Sud și trimisese trupe federale să ajute șerifii federali, care inițiaseră urmăriri penale. Procurorul general al lui Grant, Amos T. Akerman⁠(d), care l-a înlocuit pe Hoar, era zelos în efortul de distrugere a Klanului. Akerman și șeriful federal al Carolinei de Sud au arestat peste 470 de membri ai Klanului, în timp ce sute de alți klansmani, inclusiv liderii bogați, au fugit din stat. Până în 1872, puterea Klanului se prăbușise, iar afro-americanii votau în număr record la alegerile din Sud. Procurorul general George H. Williams⁠(d), înlocuitorul lui Akerman, a suspendat în primăvara anului 1873 urmăririle penale împotriva Klanului în Carolina de Nord și Carolina de Sud, dar înainte de alegerile din 1874, el a schimbat cursul și a atacat din nou Klanul.

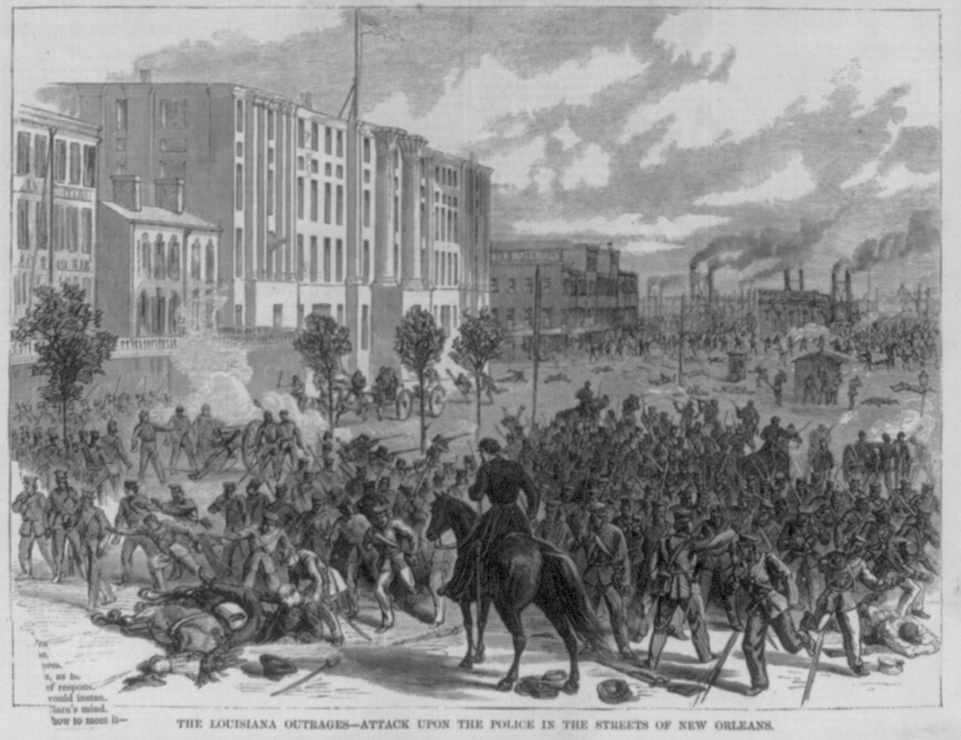
Imagine cu o gloată răsculată intitulată „The Louisiana Outrage”. Membri ai Ligii Albilor de la au atacat forța de poliție integrată și miliția statului la New Orleans în septembrie 1874.
Publicat în octombrie 1874

În timpul celui de al doilea mandat al lui Grant, Nordul s-a retras de la Reconstrucție, în timp ce albii conservatori din Sud numiți „Redeemers⁠(d)” au format grupuri armate, Cămășile Roșii și Liga Albilor⁠(d), care foloseau în mod deschis violența, intimidarea, frauda electorală și apelurile rasiste pentru a răsturna guvernările republicane. Apatia din Nord față de negri, economia în criză și scandalurile lui Grant au făcut ca administrației Grant să îi fie dificil din punct de vedere politic să mențină sprijinul pentru Reconstrucție. Puterea a basculat când Camera a fost câștigată de democrați la alegerile din 1874. Grant a pus capăt războiului Brooks-Baxter⁠(d), încheind pașnic reconstrucția în Arkansas. El a trimis trupe în New Orleans în urma masacrului de la Colfax⁠(d) și a disputelor legate de alegerea guvernatorului William Pitt Kellogg⁠(d). Grant l-a readus pe Sheridan cu majoritatea trupelor federale din Louisiana.
Până în 1875, redeemerii democrați preluaseră controlul asupra tuturor statelor din Sud, cu excepția a trei. Pe măsură ce violențele împotriva persoanelor de culoare din Sud escalada din nou, procurorul general al lui Grant, Edwards Pierrepont⁠(d), i-a spus guvernatorului republican al statykyu Mississippi Adelbert Ames că oamenii sunt „sătui de izbucnirile autumnale din Sud” și a refuzat să intervină direct, trimițând în schimb un emisar care să negocieze alegeri pașnice. Mai târziu, Grant a regretat că nu a emis o proclamație în sprijinul lui Ames, după ce i s-a spus că republicanii din Ohio vor pleca din partid dacă Grant intervine în Mississippi. Grant a spus Congresului în ianuarie 1875 că nu putea „privi cu indiferență cum unioniști sau republicani sunt ostracizați, persecutați și uciși”. Congresul a refuzat să întărească legile împotriva violenței, dar a adoptat o lege cuprinzătoare pentru a garanta accesul negrilor la facilitățile publice. Grant a promulgat-o sub numele de Legea Drepturilor Civile din 1875⁠(d), dar aplicarea ei a fost limitată, iar Curtea Supremă a declarat-o neconstituțională în 1883. În octombrie 1876, Grant a trimis trupe în Carolina de Sud pentru a-l menține în funcție pe guvernatorul republican Daniel Henry Chamberlain⁠(d).
După ce Grant a părăsit mandatul în 1877, țara a revenit la compromis. Succesorul republican al lui Grant, președintele Rutherford B. Hayes, a fost conciliant față de Sud și a favorizat „controlul local” asupra drepturilor civile, cu condiția ca democrații să jure solemn că vor confirma și aplica amendamentele constituționale care îi protejau pe negri. În timpul negocierilor între republicani și democrați⁠(d), la care Grant nu a participat direct, republicanii au primit alegerea lui Hayes la Casa Albă în schimbul încetării impunerii egalității în drepturi a negrilor și în schimbul înlăturării trupelor federale din ultimele trei state. După cum a promis, Hayes a retras trupele federale din Carolina de Sud și Louisiana, ceea ce a marcat sfârșitul Reconstrucției.

### Chestiuni financiare
La scurt timp după preluarea mandatului, Grant a luat măsuri conservatoare pentru a readuce moneda națiunii pe o bază mai sigură. În timpul Războiului Civil, Congresul autorizase Trezoreria să emită bancnote care, spre deosebire de restul monedelor, nu erau susținute de aur sau argint. Biletele „greenback⁠(d)”, așa cum erau ele cunoscute, erau necesare pentru a plăti datoriile de război fără precedent, dar provocau și inflație și scoteau din circulație banii susținuți cu aur; Grant era hotărât să readucă economia națională la standardele monetare dinainte de război. La 18 martie 1869, el a promulgat Legea Creditării Publice din 1869⁠(d) prin care deținătorii de obligațiuni cu garanții urmau să fie rambursați în „monedă sau echivalentul acesteia”, în timp ce greenbacks aveau să fie răscumpărate treptat de către Trezorerie și înlocuite cu bancnote susținute de monedă. Legea angaja guvernul spre revenirea completă la standardul aur în termen de zece ani. A urmat o politică de „valută și economie puternică, și reducerea treptată a datoriei naționale”. Ideile proprii ale lui Grant despre economie erau simple și se bazau pe sfaturile oamenilor de afaceri bogați și de succes financiar cu care se înconjurase.

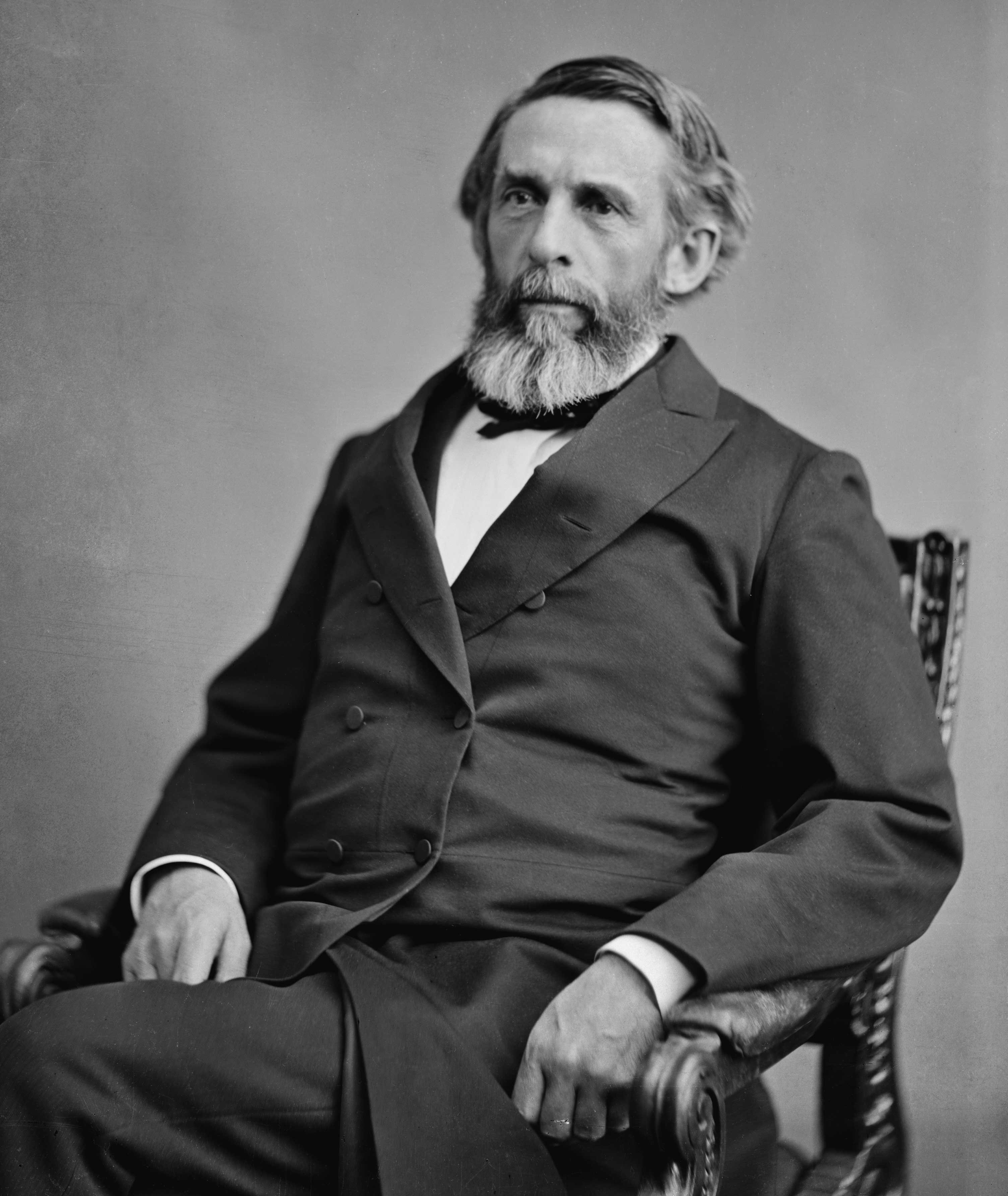
Secretarul Trezoreriei l-a ajutat pe Grant să învingă Cercul Aurului.

#### Conspirația de corner al pieței aurului
În timpul primului an de mandat al lui Grant, societatea americană era dominată de o lăcomie nestăvilită. În aprilie 1869, doi magnați ai căilor ferate, Jay Gould⁠(d) și Jim Fisk⁠(d) au pus la cale un scandalos complot secret prin care să gâtuie piața aurului din New York, capitala financiară a țării. Cei doi controlau împreună Calea Ferată Erie, prețul ridicat al aurului le permitea cumpărătorilor străini de produse agricole să cumpere recoltele exportate, expediate spre est pe rutele din Erie. Politica lui Boutwell de a vinde aur din Trezorerie o dată la două săptămâni menținea însă prețul aurului artificial la un nivel scăzut. Neputând să-l corupă pe Boutwell, cei doi conspiratori au construit o relație cu cumnatul lui Grant, Abel Corbin⁠(d), și au obținut acces la Grant. Gould l-a mituit pe adjunctul secretarului Trezoreriee, Daniel Butterfield⁠(d) cu 10.000 de dolari pentru a obține informații privilegiate de la Trezorerie. Gould și Fisk au făcut lobby personal pe lângă Grant la bordul iahtului lor privat, de la New York la Boston, la mijlocul lunii iunie 1869, pentru a influența politica lui Grant privind aurul.
În iulie și în lunile următoare, Grant a redus cantitatea de aur din Trezorerie vândută la 2.000.000 de dolari pe lună. Fisk a jucat un rol în august la New York, având o scrisoare de la Gould, i-a spus lui Grant că politica lui privind aurul va distruge națiunea. Până în septembrie, Grant, care nu se pricepea la finanțe, era convins că un preț scăzut al aurului îi va ajuta pe fermieri, iar vânzarea de aur pentru septembrie nu a crescut. La 23 septembrie, când prețul aurului a ajuns la 1431⁄8, Boutwell s-a dus repede la Casa Albă și a vorbit cu Grant. A doua zi, 24 septembrie, cunoscută sub numele de Vinerea Neagră⁠(d), Grant i-a ordonat lui Boutwell să vândă, după care Boutwell i-a transmis lui Butterfield din New York să vândă 4.000.000 de dolari în aur. Piața taur (în creștere)⁠(d) pe care miza Cercul Aurului al lui Gould s-a prăbușit, prețul aurului a scăzut de la 160 la 1331⁄3, a urmat piața s-a transformat brusc într-o piață urs (în cădere)⁠(d), Gould și Fisk au fugit să scape, în timp ce pagubele economice grave au durat luni de zile. Până în ianuarie 1870, economia și-a reluat revenirea de după război.

### Afaceri externe

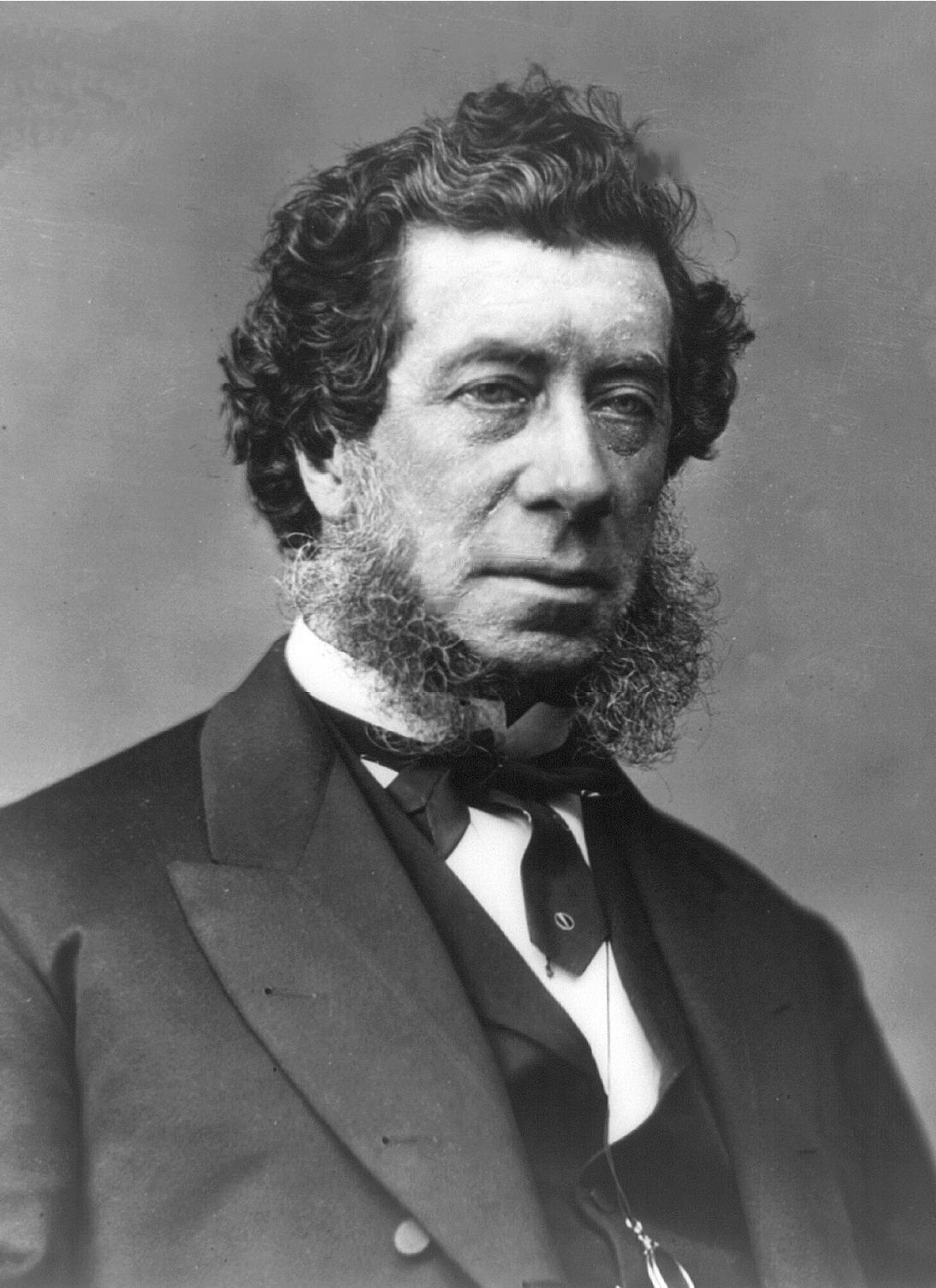
Secretarul de stat Hamilton Fish și Grant au soluționat cu succes revendicările Alabama prin tratat și arbitraj.

Grant avea o experiență limitată în politică externă, dobândită în timpul serviciului său în războiul mexicano-american. Grant se baza foarte mult pe talentatul său secretar de stat Hamilton Fish. Grant avea, la nivel fundamental, un impuls expansionist de a proteja interesele americane în străinătate și era un puternic susținător al doctrinei Monroe. Grant și Fish aveau o prietenie rezervată, dar cordială. Nu au existat dezastre de politică externă și nici războaie în care să se angajeze. Pe lângă Grant însuși, principalii jucători în afaceri externe au fost secretarul Fish și președintele Comisiei de Relații Externe a Senatului, Charles Sumner. Ei a trebuit să coopereze pentru a obține ratificarea unui tratat. Sumner, care-l detesta pe Grant, era în fruntea opoziției față de planul lui Grant de a anexa Santo Domingo. Sumner susținuse anterior pe deplin însă anexarea Alaskăi. În 1871, o expediție americană⁠(d) în Coreea nu a reușit să deschidă comerțul și s-a încheiat cu o victorie militară americană în bătălia de la Ganghwa-do⁠(d).
În politica externă, Grant avea o latură idealistă. El l-a numit pe un avocat evreu, Benjamin F. Peixotto⁠(d), consul al SUA la București, ca răspuns la persecuția evreilor din Principatele Unite Române. Grant spunea că respectul „pentru drepturile omului este prima îndatorire pentru cei ajunși conducători” asupra națiunilor.

#### Tratatul de la Washington (1871)
Cea mai presantă problemă diplomatică din 1869 a fost soluționarea revendicărilor Alabama, daune cauzate Uniunii de nava de război confederată CSS Alabama⁠(en)[traduceți], construită într-un șantier naval britanic, prin încălcarea regulilor de neutralitate. Secretarul Hamilton Fish a jucat un rol central în formularea și punerea în aplicare a tratatului de la Washington și a arbitrajului de la Geneva (1872). Senatorul Charles Sumner, președintele Comisiei de Relații Externe a Senatului⁠(d) a avansat cererea despăgubiri, vorbind despre anexarea Columbiei Britanice drept plată. Printre alți politicieni americani, Sumner a susținut că complicitatea britanicilor la livrarea de arme Confederației prin intermediul spărgătorilor de blocadă a prelungit războiul. Fish și trezorierul George Boutwell l-au convins pe Grant că relațiile pașnice cu Regatul Unit sunt esențiale, iar cele două țări au fost de acord să negocieze în acest sens.
Pentru a evita periclitarea negocierilor, Grant s-a abținut de la recunoașterea rebelilor cubanezi care luptau pentru independența de Spania, ceea ce ar fi fost în contradicție cu obiecțiile americane față de acordarea de către britanici a statutului de beligerant Confederației. O comisie de la Washington a produs un tratat prin care un tribunal internațional ar stabili sumele prejudiciului; britanicii și-au exprimat regretul, dar nu au recunoscut vinovăția. Senatul, inclusiv Sumner și Carl Schurz, criticii lui Grant, a aprobat tratatul de la Washington, care a soluționat disputele privind drepturile de pescuit și granițele maritime, printr-un vot de 50-12, consemnat la 8 mai 1871. Revendicările Alabama aveau să fie cea mai de succes realizare a lui Grant în politica externă; prin acțiunea sa, a asigurat pacea între Regatul Unit și Statele Unite. Suma de 15.500.000 de dolari din revendicările Alabama a rezolvat problemele din relațiile anglo-americane, a pus capăt cererilor politicienilor agresivi de anexare a Canadei și a transformat Regatul Unit pe termen lung în cel mai puternic aliat al Americii.
Evaluările istoricilor l-au clasificat adesea pe Grant drept unul dintre cei mai slabi președinți din istoria Americii. Cu toate acestea, contestările revizioniste⁠(d) la adresa acestei narațiuni au primit un sprijin semnificativ în ultima vreme. Deși critică scandalurile, istoricii moderni au subliniat și realizările administrației sale prezidențiale. Printre acestea, se numără urmărirea în justiție a Klanului, tratarea persoanelor de culoare ca persoane cu drepturi egale și cetățeni americani, o politică inovatoare față de băștinașii americani și rezolvarea pe cale pașnică a revendicărilor Alabama și a controversatelor alegeri prezidențiale din 1876⁠(d). Numirea lui Hamilton Fish de către Grant în funcția de secretar de stat este și ea foarte apreciată de către istorici.

#### Santo Domingo (Republica Dominicană)

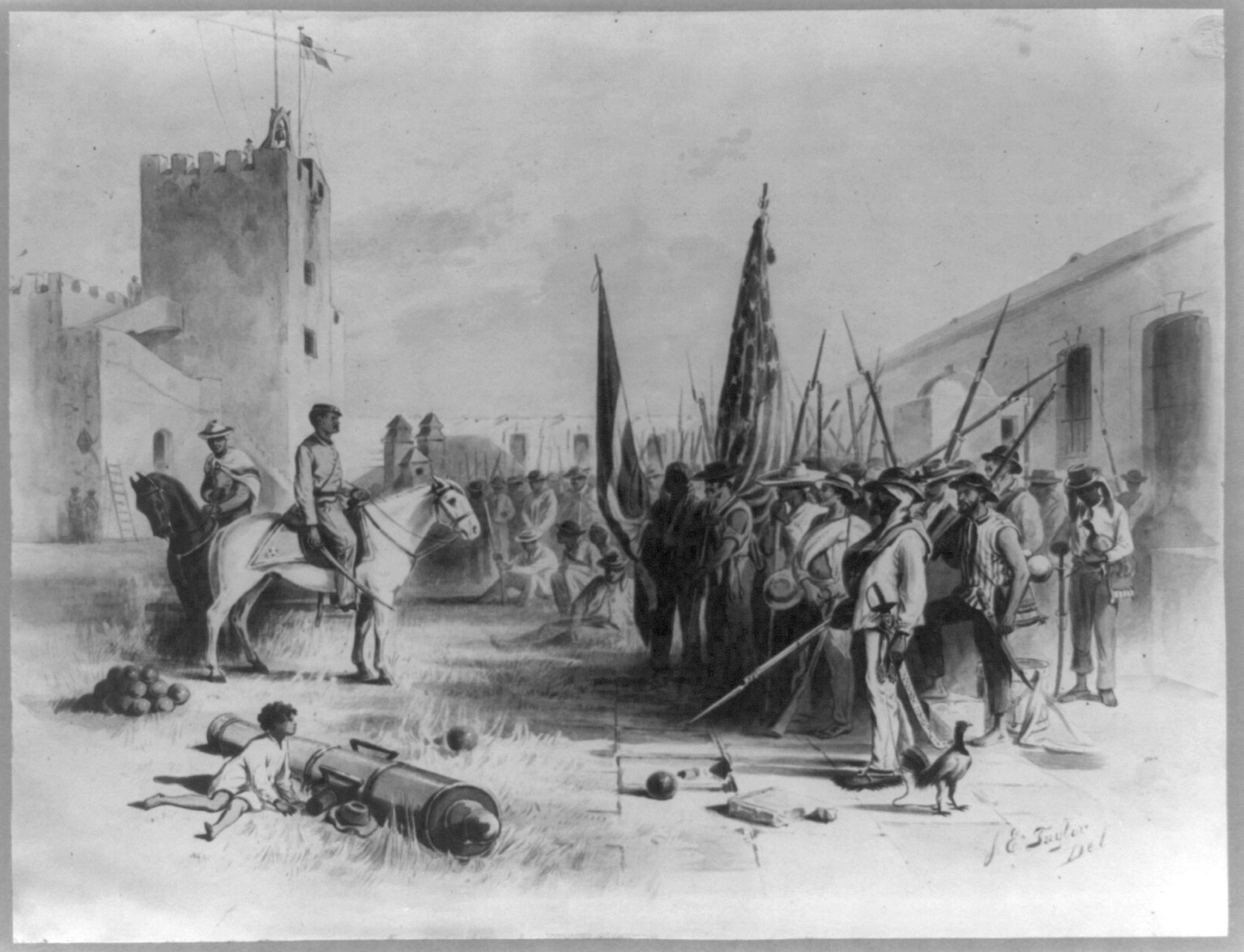
Santo Domingo City; acuarelă de James E. Taylor, 1871

În 1869, Grant și-a pus în mișcare planul de a anexa Republica Dominicană, denumită pe atunci Santo Domingo. Grant credea că preluarea insulei caraibiene cu Golful Samaná va spori resurele naturale ale Statelor Unite, și va întări capacitatea navală a SUA de a pune în aplicare Doctrina Monroe, protejându-se împotriva obstrucțiilor britanice ale comerțului maritim american, preconizând formarea unui viitor canal oceanic, oprirea sclaviei în Cuba și Brazilia, în timp ce negrii din Statele Unite vor avea un loc unde să se poată adăposti de „crima Klu Kluxismului”.
Joseph W. Fabens, un speculator american care îl reprezenta pe Buenaventura Báez⁠(d), președintele Republicii Dominicane, s-a întâlnit cu secretarul Fish și i-a propus anexarea. Pe 17 iulie, Grant și-a trimis consilierul pe teme militare Orville E. Babcock⁠(d) pentru a evalua resursele și condițiile locale de pe insulă, precum și termenii propuși de Báez pentru anexare, fără însă a-i conferi vreo autoritate diplomatică. Când Babcock s-a întors la Washington cu două tratate de anexare neautorizate, Grant și-a presat cabinetul să le accepte. Grant i-a ordonat lui Fish să întocmească tratate oficiale, pe care să le aducă Babcock lui Báez la întoarcerea pe insulă. Republica Dominicană urma să fie anexată în schimbul a 1,5 milioane de dolari, iar Golful Samaná urma să fie închiriat-cumpărat pentru 2 milioane de dolari. Generalii D.B. Sackett⁠(d) și Rufus Ingalls⁠(d) l-au însoțit pe Babcock. Pe 29 noiembrie, președintele Báez a semnat tratatele. Pe 21 decembrie, tratatele au fost aduse în fața lui Grant și cabinetului său.
Planul lui Grant a fost însă obstrucționat de senatorul Charles Sumner. Pe 31 decembrie, Grant s-a întâlnit cu Sumner, neanunțat, acasă la Sumner, pentru a-i obține sprijinul pentru anexare. Grant a plecat încrezător că Sumner aprobă, dar diverși martori se contrazic pe marginea a ce anume a spus Sumner. Fără a face apel la publicul american, Grant a trimis tratatele pe 10 ianuarie 1870 Comisiei de Relații Externe a Senatului, al cărei președinte era Sumner, pentru ratificare, dar Sumner a amânat discutarea propunerii. Când Grant i-a cerut să nu mai întârzie tratatele, comisia lui Sumner le-a pus pe ordinea de zi, dar le-a respins cu 5 voturi contra și 2 pentru. Sumner se opunea anexării și ar fi spus într-o ședință închisă de la Senat că dominicanii sunt „o rasă turbulentă, perfidă”. Sumner a trimis tratatele pentru un vot în plenul Senatului, în timp ce Grant a făcut lobby personal pe lângă alți senatori. În ciuda eforturilor lui Grant, Senatul a respins tratatele.
Grant a fost indignat și, pe 1 iulie 1870, și-a concediat ambasadorul în Regatul Unit, John Lothrop Motley⁠(d), care era un prieten apropiat și un aliat al lui Sumner. În ianuarie 1871, Grant a promulgat o hotărâre comună a Camerelor de a trimite o comisie pentru a investiga anexarea. El a ales trei persoane neutre, cu Frederick Douglass ca secretar al comisiei, ceea ce l-a pus pe Grant într-o poziție morală superioară celei a lui Sumner. Deși comisia i-a aprobat ideile, Senatul a continuat să se opună, obligându-l pe Grant să renunțe la alte eforturi. Pentru a se răzbuna, în martie 1871, Grant a manevrat pentru demiterea lui Sumner din puternicul post de președinte de comisie în Senat. Apriga controversă pe tema Santo Domingo a umbrit diplomația externă a lui Grant. Criticii s-au plâns de faptul că Grant se baza pe ofițeri pentru a-i implementa politicile.

#### Cuba și Afacerea Virginius
Sub Grant, politica SUA a fost de a rămâne neutră în Războiul de Zece Ani⁠(d) (1868–1878) din Cuba împotriva dominației spaniole. La recomandarea lui Fish și Sumner, Grant a refuzat să recunoască autoritatea rebelilor, sprijinind efectiv dominația colonială spaniolă, cerând în același timp abolirea sclaviei în Cuba. Atitudinea a fost motivată de dorința de a proteja comerțul american și de a menține pacea cu Spania.
Această poziție fragilă a fost demolată în octombrie 1873, când un crucișător spaniol a capturat o navă comercială, Virginius⁠(d), sub pavilion american, care transporta provizii și oameni care să susțină insurecția. Autoritățile spaniole i-au tratat pe aceștia drept pirați: au executat 53 de prizonieri fără proces, inclusiv opt cetățeni americani. Căpitanul american Joseph Frye și echipajul său au fost executați, iar trupurile le-au fost mutilate. Americani furioși au cerut să se declare război Spaniei. Grant a ordonat navelor de război ale Escadrilei Marinei SUA să se îndrepte spre Cuba, susținute de USS Kansas⁠(d). La 27 noiembrie, Fish a ajuns la o soluționare diplomatică, prin care președintele Spaniei, Emilio Castelar y Ripoll⁠(d), și-a exprimat regretul, și a predat nava Virginius și pe prizonierii supraviețuitori. Un an mai târziu, Spania a plătit despăgubiri de 80.000 de dolari familiilor americanilor executați.

#### Comerțul liber cu Hawaii

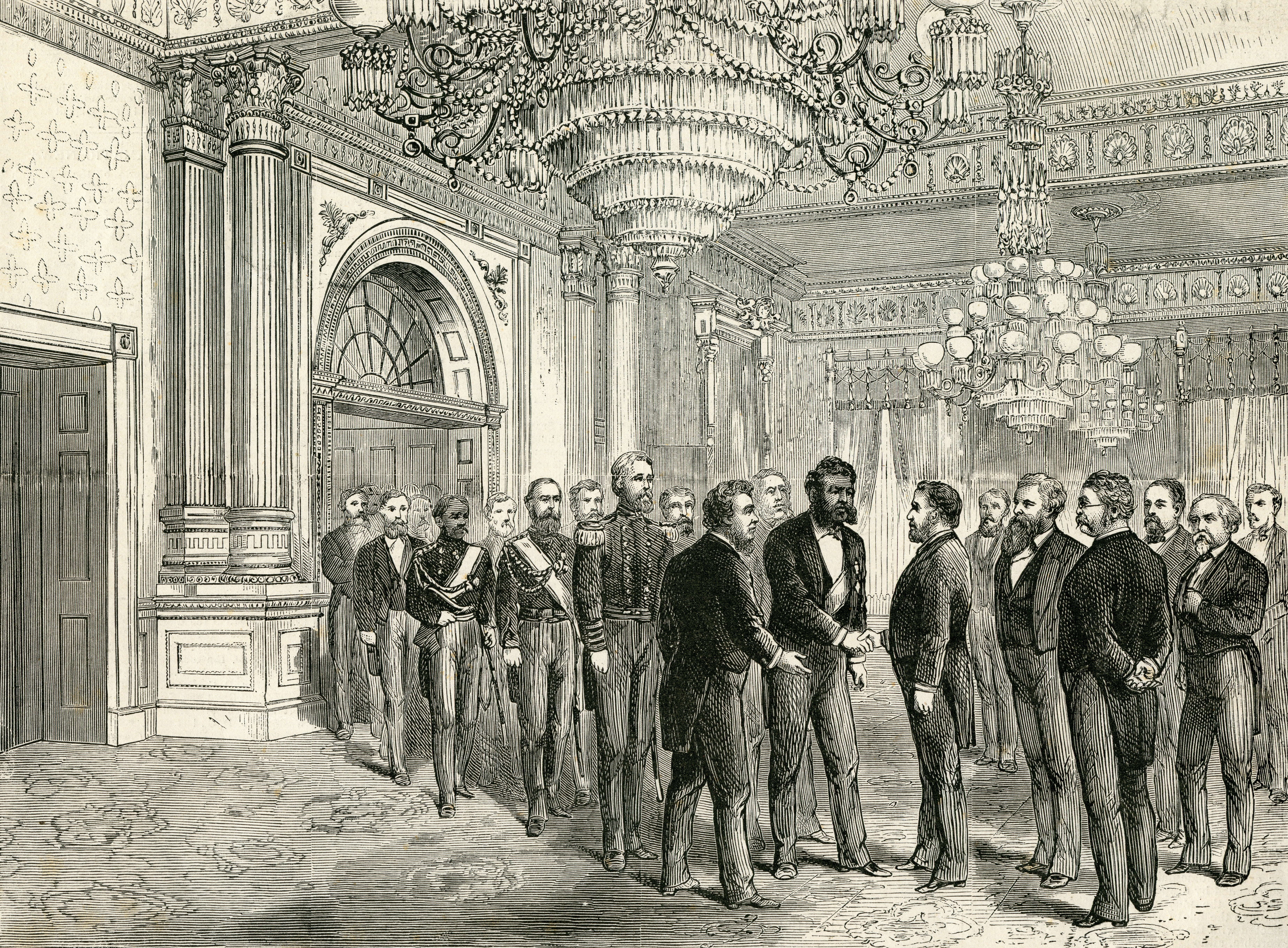
Regele se întâlnește cu președintele Grant la Casa Albă cu ocazia din 1874.

În ciuda opoziției puternice din partea democraților, Grant și Fish au reușit în 1875 să parafeze un tratat de liber schimb cu Hawaii, incluzând industria zahărului de acolo în sfera economică americană. Pentru a-și asigura acordul, regele Kalākaua⁠(d) a efectuat o vizită de stat⁠(d) de 91 de zile — a fost primul monarh din orice țară care a pus piciorul în Statele Unite. În ciuda opoziției din partea democraților din Sud, care doreau să protejeze producătorii americani de orez și zahăr, și a celor din Nord care credeau că tratatul este o tentativă de anexare a insulei locuită de ceea ce ei considerau a fi o „rasă inferioară”, propunerea legislativă care a implementat tratatul a fost adoptată de Congres.
Tratatul dădea acces liber pe piața americană zahărului și altor produse agricole cultivate în Hawaii începând cu luna septembrie 1876. SUA a obținut pământuri în zona denumită Puʻu Loa pentru ceea ce avea să devină baza navală Pearl Harbor. Tratatul a condus la mari investiții americane în plantațiile de trestie de zahăr din Hawaii⁠(d).

### Politica federală față de indieni

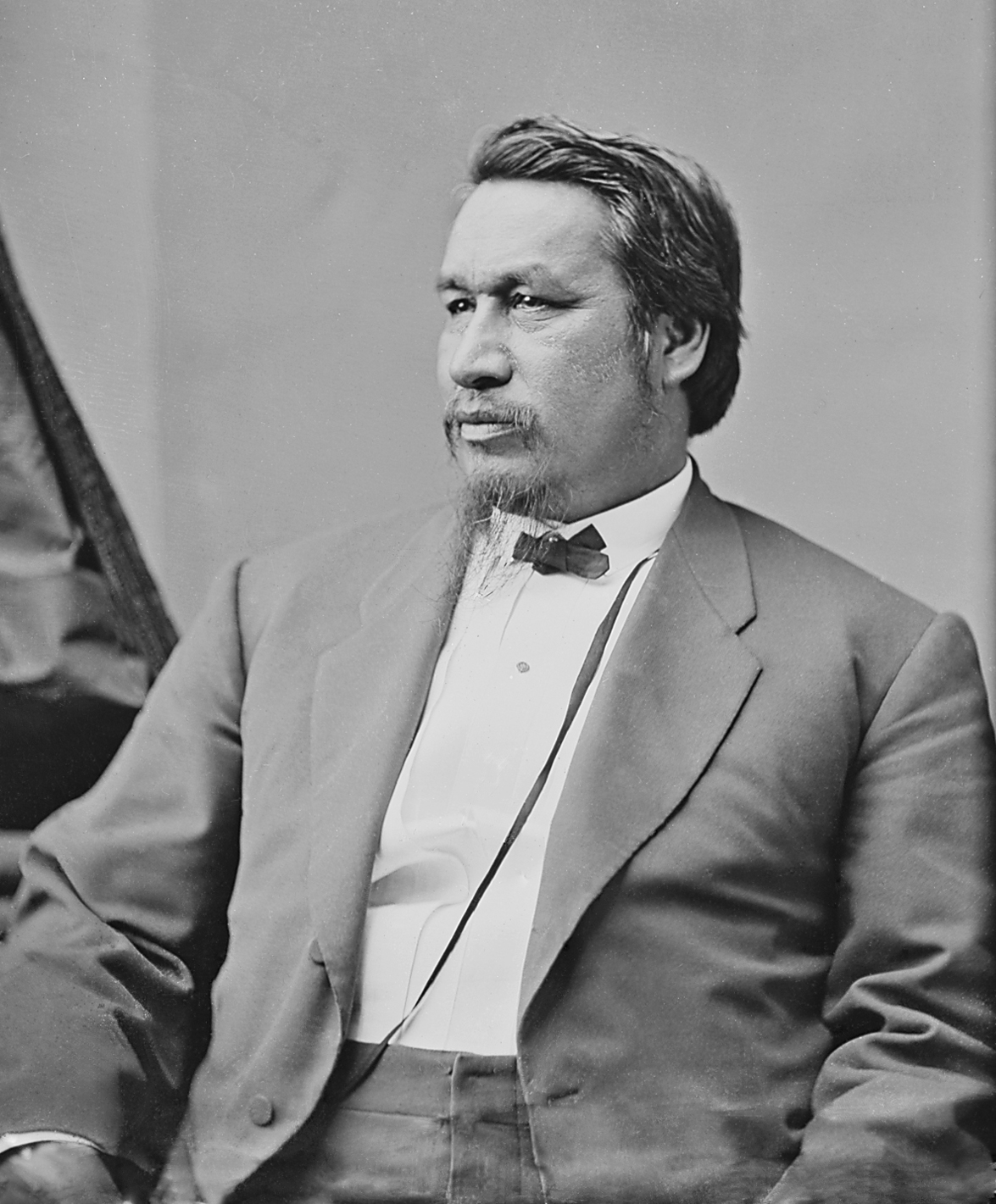
, primul băștinaș american (') în funcția de comisar pentru, numit de Grant

Când Grant a preluat funcția prezidențială în 1869, cei peste 250.000 de indigeni americani erau guvernați prin 370 de tratate diferite. Credințele lui Grant i-au influențat politica de „pace” față de băștinașii americani. El credea că „Creatorul” nu a făcut diferite rase de oameni pe Pământ pentru ca cele mai puternice să le distrugă pe cele mai slabe. Grant era în cea mai mare parte un asimilaționist, care dorea ca băștinașii americani să adopte obiceiuri, practici și limbi de la europeni, și să accepte guvernarea democratică, și să primească în cele din urmă cetățenia. La depunerea jurământului în 1869, Grant a spus: „voi favoriza față de ei orice curs care va duce la civilizarea, creștinarea lor, și în cele din urmă la acordarea cetățeniei”. Grant l-a numit, spre suprinderea multora, pe Ely S. Parker⁠(d), un Seneca⁠(d) asimilat, membru al staffului său din timpul războiului, în funcția de comisar pentru afacerile indienilor⁠(d). A fost primul indigen american care a ocupat această funcție.
În aprilie 1869, Grant a promulgat legi care au înființat un Board al Comisarilor Indieni⁠(d), fără buget, pentru a reduce corupția și pentru a superviza implementarea politicii sale de „Pace”, cu scopul de a înlocui antreprenorii care activau ca agenți la băștinașii americani cu misionari, având ca scop protejarea indigenilor americani din rezervații și educarea lor în practica agriculturii.
În 1870, politica lui Grant a făcut niște pași înapoi, când Masacrul de pe Marias⁠(d) a produs indignare publică. În 1871, Grant a pus capăt sistemului de tratate tribale suverane; printr-o lege, fiecare băștinaș american în parte era declarat a fi sub tutela⁠(d) guvernului federal. Politica lui Grant a fost subminată de demisia lui Parker în 1871, de conflicte interconfesionale între agenții religioși, și de interesele economice înrădăcinate. Chiar și așa, intensitatea răscoalelor indienilor a scăzut în ansamblu pe durata primului mandat al lui Grant și, la 1 octombrie 1872, general-maior Oliver Otis Howard⁠(d) a negociat o pace cu liderul apaș Cochise. La 28 decembrie 1872, s-au ivit noi probleme, când generalul George Crook⁠(d) și Regimentul 5 Cavalerie au masacrat circa 75 de indieni apași din tribul Yavapai la Skeleton Cave, Arizona⁠(d).
La 11 aprilie 1873, general-maior Edward Canby⁠(d) a fost ucis în nordul Californiei de căpetenia modocilor⁠(d) Kintpuash⁠(d), la o nereușită negociere de pace la sfârșitul Războiului Modocilor⁠(d). Grant a ordonat reținere. Armata l-a capturat pe Kintpuash și pe adepții lui, care au fost cu toții condamnați pentru uciderea lui Canby și spânzurați pe 3 octombrie la Fort Klamath⁠(d), în timp ce restul modocilor au fost mutați în Teritoriul Indian. Acest eveniment a stat la orginiea Războaielor Indienilor.
În 1874, armata i-a învins pe comanși în bătălia din Canionul Palo Duro⁠(d), obligându-i să se stabilească în rezervația Fort Sill⁠(d) în 1875. Tot în 1874, Grant a amânat indefinit⁠(d) promulgarea unei legi ce proteja bizonii și l-a susținut în schimb pe secretarul de interne Columbus Delano⁠(d), care intuise, corect, că uciderea bizonilor îi va obliga pe băștinașii americani din Câmpii⁠(d) să-și abandoneze stilul de viață nomad. În aprilie 1875, politica lui Grant a mai primit o lovitură de la lt. Austin Henly, a cărui trupă a masacrat 27 de indieni Cheyenne în Kansas.
Ademeniți de aurul descoperit în Dealurile Negre⁠(d) și împinși spre vest de ideologia Manifest Destiny, coloniștii albi au încălcat pământurile protejate ale indienilor Sioux pe care aceștia le foloseau pentru ceremonii. Nor Roșu a acceptat cu greu negocieri la 26 mai 1875, dar alte căpetenii Sioux s-au pregătit de război. Grant le-a spus căpeteniilor Sioux să facă „aranjamente pentru a permite albilor să intre în zona Black Hills” și să-și lase copiii să meargă la școală, să vorbească engleza și să se pregătească „pentru viața de albi”.

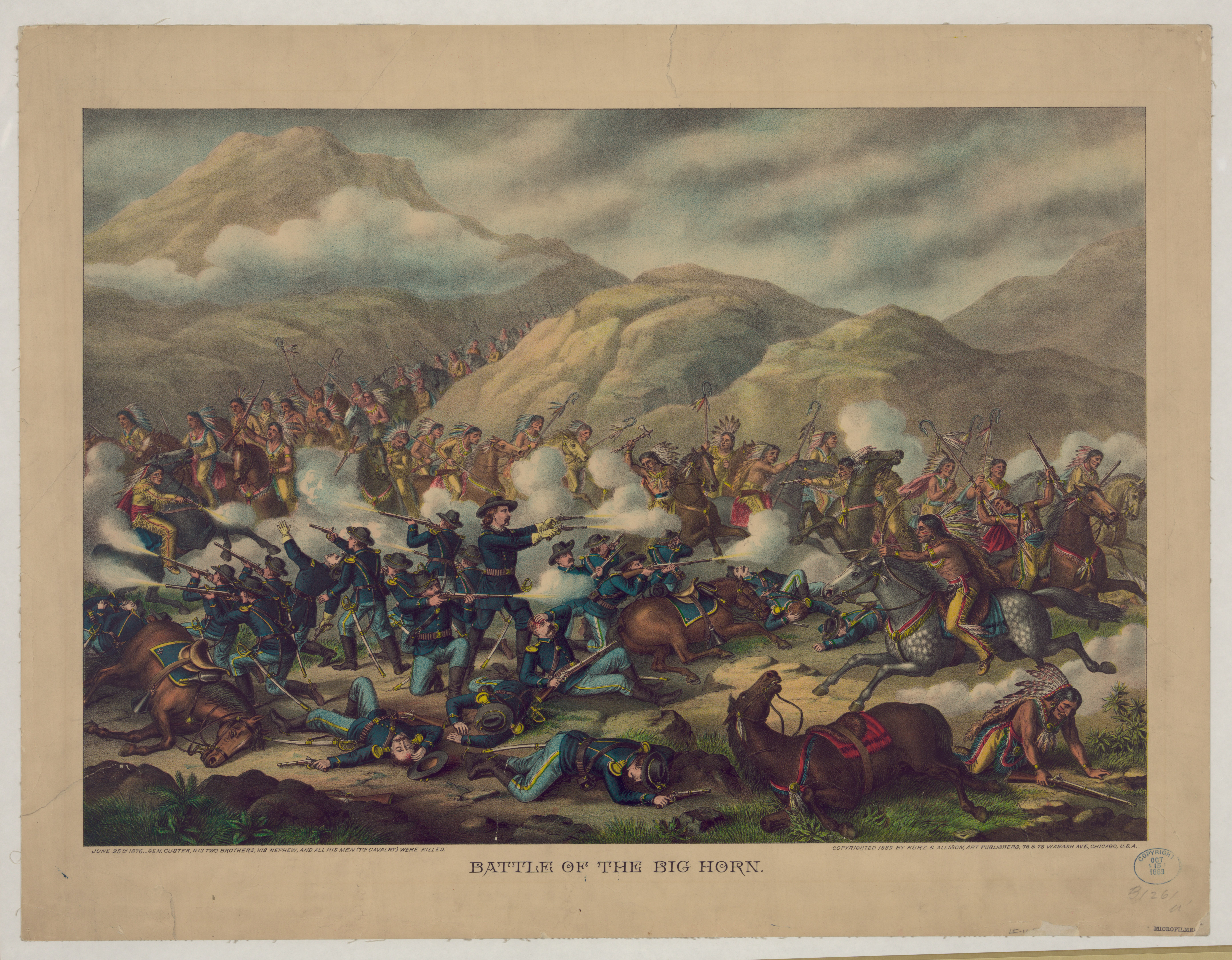
Bătălia de pe Little Big Horn, 1876

La 3 noiembrie 1875, la sfatul lui Sheridan, Grant a acceptat să nu pună în aplicare legile ce interziceau minerilor să pătrundă în Dealurile Negre, obligând alți băștinași americani să pătrundă în rezervația Sioux. Sheridan i-a spus lui Grant că Armata SUA nu are suficienți oameni și că teritoriul implicat este vast, și necesită un număr mare de soldați.
În Marele Război Sioux izbucnit după ce Taur Așezat a refuzat să se mute pe terenurile Agenției, războinici în frunte cu Cal Nebun i-au masacrat pe George Armstrong Custer și 268 de oameni ai săi în bătălia de pe Little Big Horn. Furioși, coloniștii albi au cerut represalii. Grant l-a criticat pe Custer în presă, spunând că „consider masacrarea lui Custer a fi un sacrificiu de trupe, cauzat de Custer însuși, și care era cu totul nenecesar.” În septembrie și octombrie 1876, Grant a convins triburile să cedeze Dealurile Negre. Congresul a ratificat acordul la trei zile după sfârșitul mandatului lui Grant în 1877.
În ciuda eforturilor pentru pace ale lui Grant, s-au dus peste 200 de bătălii cu băștinașii americani. Politica de pace a lui Grant a supraviețuit morții lui Custer, și chiar sfârșitului mandatului lui Grant în 1877; politica față de indieni a rămas de competența Departamentului de Interne și nu a fost transferată Departamentului de Război. Politica lui era considerată una umanitaristă după standardele vremii, dar avea să fie criticată pentru ignorarea culturilor tribale.

### Alegerile din 1872 și al doilea mandat
Republicanii liberali⁠(d)—reformiști, care susțineau scăderea taxelor vamale, și cei care se opuneau acțiunilor de combatere a Klanului—s-au distanțat de Grant și de Partidul Republican. Liberalilor le displăcea alianța lui Grant cu senatorii Simon Cameron⁠(d) și Roscoe Conkling⁠(d), pe care îi acuzau de clientelism politic.

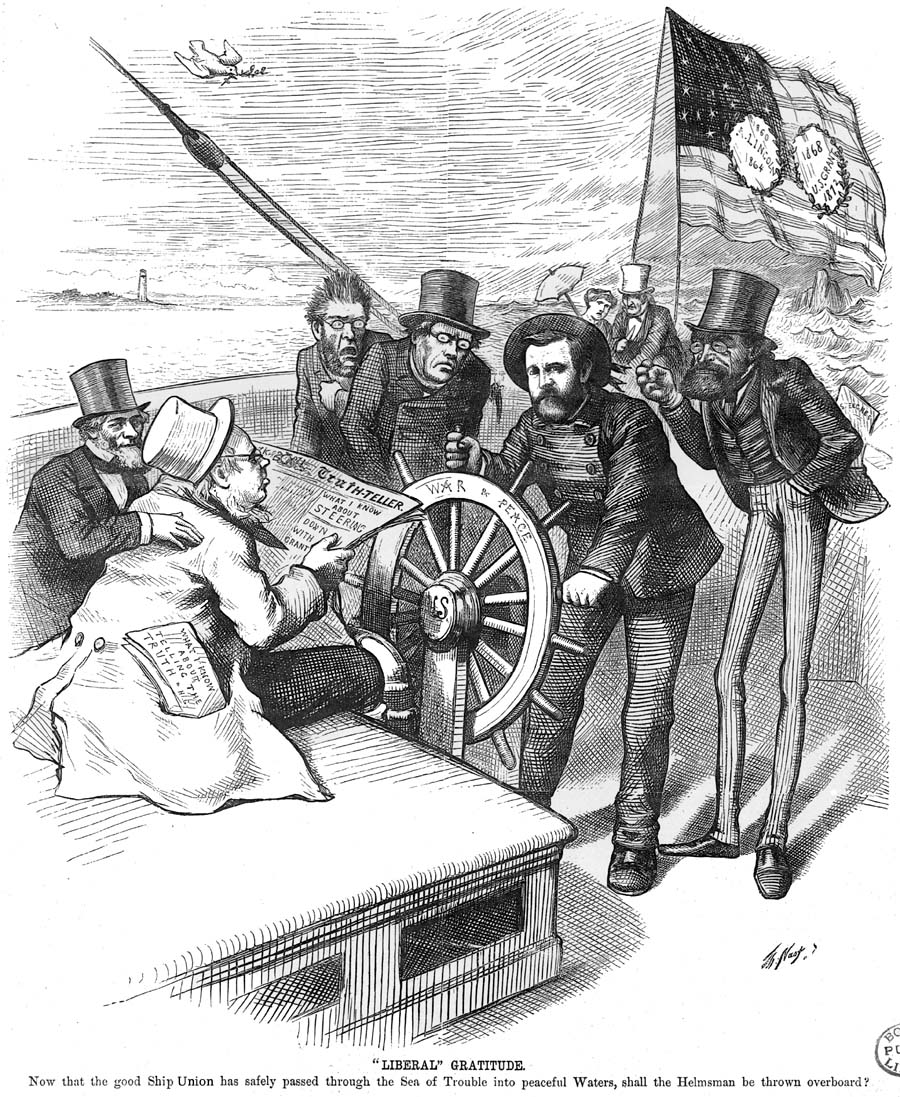
Caricatură de Thomas Nast înfățișând adversarii lui Grant din campania pentru realegere

În 1872, liberalii l-au nominalizat drept candidat la președinție pe Horace Greeley, redactor la New York Tribune și aprig inamic al lui Grant, împreună cu guvernatorul statului Missouri, B. Gratz Brown⁠(d), pentru funcția de vicepreședinte. Liberalii denunțau grantismul⁠(d), corupția și ineficiența, și cereau retragerea trupelor federale din Sud, teste de alfabetizare pentru alegătorii negri, și amnistie pentru Confederați. Democrații au adoptat candidatura Greeley-Brown și platforma Partidului Liberal. Greeley, al cărui ziar Tribune îi conferea recunoaștere și o voce auzită în campanie, a promovat ideea că administrația Grant ar fi eșuată și coruptă.
Republicanii l-au nominalizat pe Grant pentru a fi reales, de această dată cu senatorul Henry Wilson din Massachusetts drept candidat pentru vicepreședinție. Republicanii au parazitat cu viclenie platforma liberală, promițând inclusiv „amnistie extinsă, taxe vamale mai mici, și reformă a serviciului civil.” Grant a redus taxele vamale, a amnistiat Confederați și a implementat un sistem meritocratic în serviciul civil, ceea ce a neutralizat opoziția. Pentru a contracara mișcarea sufragistă⁠(d) aflată la începuturi, platforma republicană a promis că drepturile femeilor vor fi tratate cu „respectuoasă considerație”. În ce privește politica față de Sud, Greeley cerea să se predea albilor controlul asupra guvernelor locale, în timp ce Grant susținea protecție federală a negrilor. Grant a fost susținut de Frederick Douglass, de aboliționiști de seamă, și de reformiști indieni.
Grant a obținut cu ușurință realegerea mulțumită combaterii federale a Klanului, economiei puternice, reducerii datoriilor și scăderii taxelor. A primit 56% din voturi, care s-au tradus într-o victorie detașată în Colegiul Electoral, cu 286 la 66. Majoritatea afro-americanilor din Sud l-au votat pe Grant, iar democrații din opoziție au rămas în mare parte pașnici. Grant a pierdut în șase foste state sclavagiste, care doreau sfârșitul Reconstrucției. El a declarat că victoria este o mare mulțumire personală, deși în privat se simțea trădat de liberali.
Grant a depus noul jurământ în fața lui Salmon P. Chase la 4 martie 1873. În al doilea discurs inaugural, el s-a concentrat pe ceea ce considera a fi principalele chestiuni ale zilei: libertate și dreptate pentru toți americanii, și beneficiile cetățeniei pentru sclavii eliberați. Grant și-a încheiat cuvântarea astfel: „strădania mea din viitor se va îndrepta către restaurarea bunelor sentimente între diferitele secțiuni ale comunității noastre comune”. În 1873, Wilson a suferit un atac cerebral; nu și-a mai revenit vreodată, și a murit în timpul mandatului la 22 noiembrie 1875. După pierderea lui Wilson, Grant s-a bazat mai mult ca niciodată pe îndrumarea lui Fish.

### Panica din 1873 și pierderea majorității în Cameră
Grant a promulgat Legea Monedei din 1873⁠(d), punând practic capăt bazei legale a bimetalismului (utilizarea atât a argintului cât și a aurului ca monedă forte). Legea Monedei a întrerupt circulația dolarului standard de argint⁠(d) și a făcut din dolarul de aur⁠(d) un unic standard monetar; întrucât rezerva de aur nu s-a mărit la fel de mult ca populația, rezultatul a fost deflația. Argintiștii, care doreau mai mulți bani în circulație pentru a crește prețurile cu care fermierii își vindeau produsele, au denunțat manevra drept „Crima din 1873”, susținând că deflația crește povara datoriilor fermierilor.

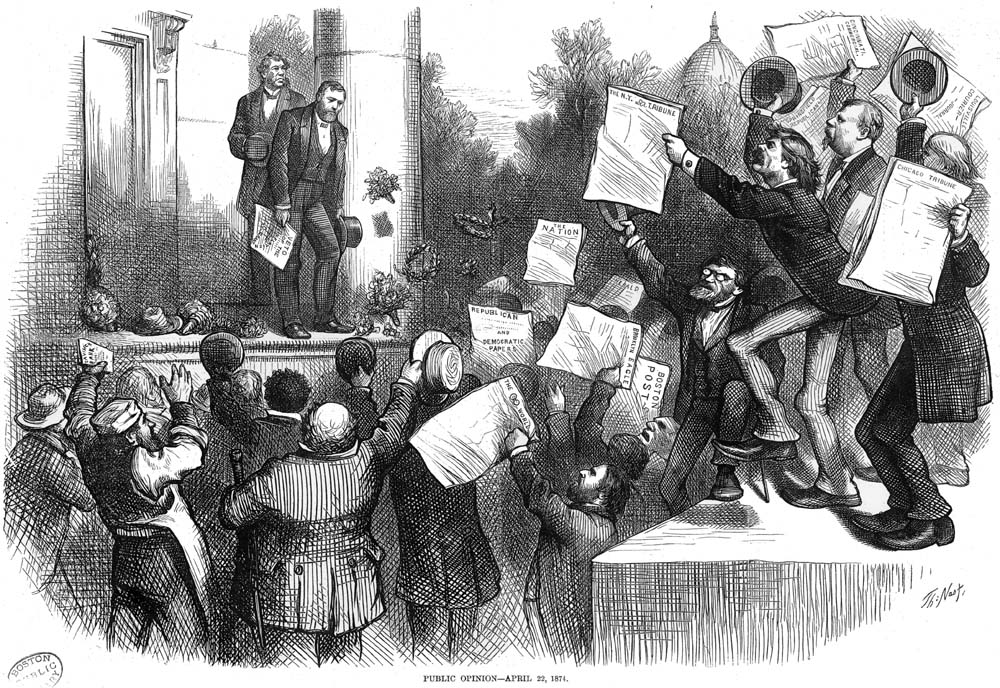
Grant este felicitat pentru vetoul la „legea inflației” din 1874.

Problemele economice au reapărut în al doilea mandat al lui Grant. În septembrie 1873, Jay Cooke & Company⁠(d), o firmă de brokeraj din New York, a dat faliment după ce nu a reușit să vândă toate obligațiunile emise de Calea Ferată a Pacificului de Nord⁠(d) a lui Cooke⁠(d). Au fost ruinate și alte bănci și firme de brokeraj care dețineau acțiuni la căile ferate. Pe 20 septembrie 1873, Bursa din New York a suspendat tranzacționarea timp de zece zile. Grant, care nu se pricepea la finanțe, a mers la New York să se consulte cu oameni de afaceri și bancheri pe tema soluționării crizei, care a ajuns să fie cunoscută drept Panica din 1873⁠(d). Grant credea că, la fel ca la căderea Conspirației Aurului din 1869, panica este doar o fluctuație economică. El a instruit Trezoreria să cumpere obligațiuni guvernamentale în valoare de 10 milioane de dolari, ceea ce a redus panica de pe Wall Street, dar criza producției industriale, care avea să fie cunoscută drept Criza cea Lungă⁠(d), a continuat să afecteze țara. Optzeci și nouă din cele 364 de companii feroviare din țară au dat faliment.
În 1874, sperând că inflația va stimula economia, Congresul a adoptat Legea Ferry⁠(d). Mulți fermieri și muncitori se bucurau de ea, pentru că ar fi adăugat 64 de milioane de dolari de bancnotă în circulație, dar unii bancheri de pe Coasta de Este se opuneau deoarece ar fi slăbit dolarul. Belknap, Williams și Delano i-au spus lui Grant că un veto le va face rău republicanilor în alegerile din noiembrie. Grant credea că legea va distruge creditul din țară și a blocat-o în ciuda obiecțiilor lor. Acest veto l-a plasat pe Grant în facțiunea conservatoare a republicanilor și a dat semnalul angajamentului partidului în favoarea dolarului bazat pe aur. Grant a presat mai târziu Congresul să adopte o lege care să întărească dolarul reducând treptat cantitatea de bancnote în circulație. Când democrații au obținut majoritatea în Camera Reprezentanților după alegerile din 1874⁠(d), Congresul majoritar republican pe final de mandat⁠(d) a făcut aceasta înainte ca democrații să vină la putere. La 14 ianuarie 1875, Grant a promulgat Legea Reluării Plăților în Numerar⁠(d), care impunea reducerea treptată a numărului de bancnote în circulație și declara că ele pot fi schimbate pentru aur începând cu 1 ianuarie 1879.

### Reforme și scandaluri
Economia de după Războiul Civil s-a caracterizat printr-o înflorire masivă a industriei și prin expansiune a statului. Specula, stilul de viață extravagant, și corupția în funcții federale erau la ordinea zilei. Toate departamentele executivului lui Grant au fost la un moment sau altul anchetate de Congres. Grant era de felul lui cinstit, dar credul și extrem de loial prietenilor. La dezvăluirea ilegalităților, el a avut răspunsuri diverse, de la numirea unor reformiști în cabinet, până la a lua apărarea unor vinovați.

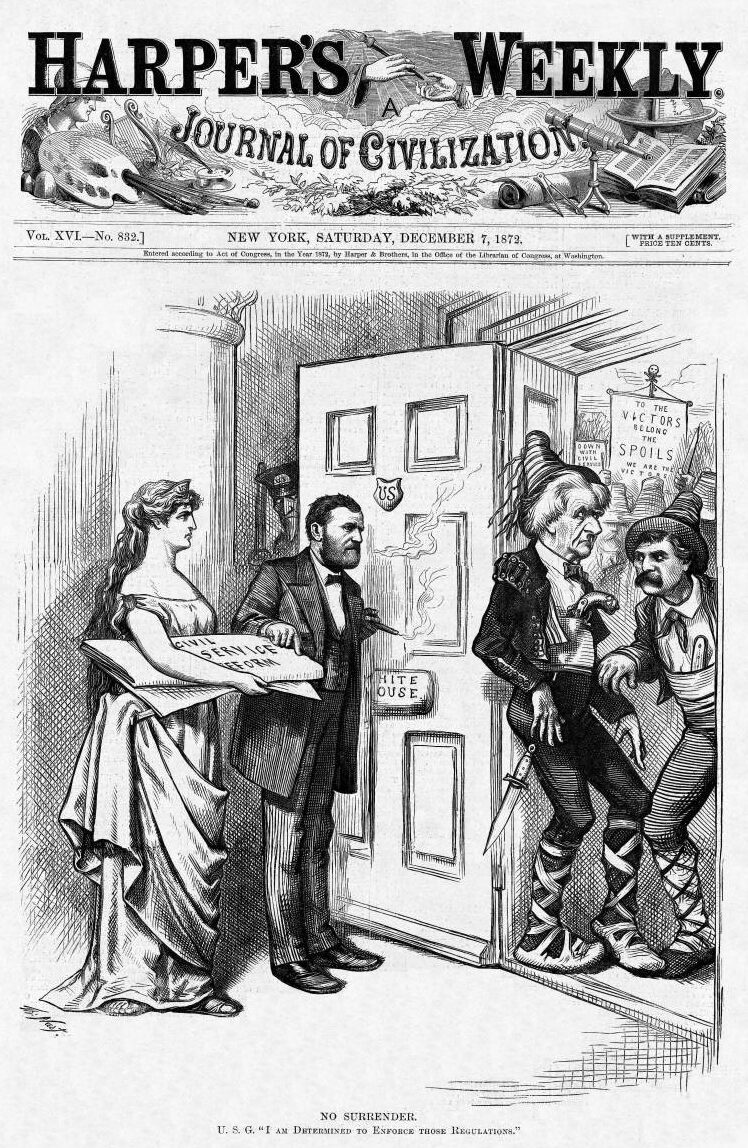
Caricaturistul Thomas Nast îl laudă pe Grant pentru respingerea cererilor politicienilor din Pennsylvania de a suspenda regulile din serviciul civil.

În primul mandat, Grant l-a numit secretar de interne pe Jacob D. Cox⁠(d), care a implementat o reformă a serviciului civil, concediind inclusiv funcționarii necalificați. La 3 octombrie 1870, Cox a demisionat după o controversă cu Grant pe marginea unei afaceri miniere.
Cu autorizația Congresului, pe 3 martie 1871, Grant a înființat prima Comisie a Serviciului Civil⁠(d), și a numit membrii ei, în frunte cu reformistul George William Curtis⁠(d). Comisia lui Grant a stabilit reguli pentru examene competitive la numirile în funcții, preconizând încetarea evaluărilor politice și clasificând posturile pe grade. Mai mult ca orice președinte dinaintea lui, Grant a crescut calitatea serviciului civil federal, dar criticii lui au refuzat să-i recunoască meritele.
În noiembrie 1871, colectorul de taxe din New York, Thomas Murphy⁠(d), care fusese numit de Grant, a demisionat. Grant l-a înlocuit pe Murphy cu Chester A. Arthur, care a implementat reformele secretarului Trezoreriei, Boutwell. O comisie senatorială a anchetat Vama New York între 3 ianuarie și 4 iunie 1872. Colectorii anteriori numiți de Grant —Murphy și Moses H. Grinnell⁠(d) — percepeau taxe importante pentru spațiul de depozitare, fără a se achita de obligativitatea de a înregistra lista de bunuri stocate. Ca urmare, Grant l-a concediat pe proprietarul de depozit George K. Leet, pentru aplicarea de tarife exorbitante. Printre reformele lui Boutwell s-au numărat ținerea de registre mai stricte și stocarea de bunuri în docurile companiei. Grant ordonat urmărirea penală în New York de către procurorul general George H. Williams⁠(d) și secretarul Trezoreriei, Boutwell, a persoanelor care primesc și dau mită.
La 3 martie 1873, Grant a promulgat o lege de alocare bugetară⁠(d) care a crescut salariile angajaților federali, membrilor Congresului (retroactiv), judecătorilor, și președintelui. Salariul anual al lui Grant s-a dublat, de la 25.000 la 50.000 de dolari. Criticii au ironizat plata retroactivă pe doi ani, în sumă de 4000 de dolari, pe care urma să o primească fiecare congressman, și legea a fost amendată. Grant și-a păstrat însă mărirea de salariu de care avea mare nevoie, fără a-și pierde reputația personală.
În 1872, Grant a promulgat o lege prin care a încetat contractele de colectare de taxe cu entități private, dar o dispoziție tranzitorie a permis derularea în continuare a trei contracte. Secretarul adjunct al lui Boutwell, William A. Richardson⁠(d), l-a angajat pe John B. Sanborn⁠(d) să urmărească „indivizi și cooperative” suspecte de evaziune fiscală. Sanborn a colectat agresiv 213.000 de dolari, împărțind 156.000 de dolari cu alții, inclusiv cu Richardson, și cu comitetul de campanie al Partidului Republican. Într-o anchetă efectuată de Congres în 1874, Richardson a negat implicarea, dar Sanborn a declarat că se întâlnise cu Richardson pe această temă de șase ori. Congresul a condamnat sever maniera permisivă a lui Richardson. Grant l-a numit pe Richardson judecător la Court of Claims⁠(d), și l-a înlocuit cu reformistul Benjamin Bristow⁠(d). În iunie, Grant și Congresul au abolit sistemul de colectări de taxe prin contract.
Bristow a întărit forța de investigație a Trezoreriei, a implementat serviciul civil, și a concediat sute de funcționari corupți. Bristow a descoperit că sumele colectate de Trezorerie erau mici, și a lansat o anchetă care a descoperit notoria Conspirație a Whiskey-ului⁠(d), între proprietarii de distilerii și oficialii Trezoreriei, prin care se evita plata unor impozite în valoare de milioane de dolari. Mare parte din bani intraseră în buzunare personale, dar o parte au ajuns și în vistieria republicanilor. Pe la jumătatea lui aprilie, Bristow l-a informat pe Grant de conspirație. La 10 mai 1875, Bristow a acționat în forță și a destructurat grupul infracțional. Șerifii federali au efectuat percheziții la 32 de instalații din toată țara și au arestat 350 de oameni, obținând în final 110 condamnări și amenzi în valoare de 3.150.000 de dolari încasate de Trezorerie.

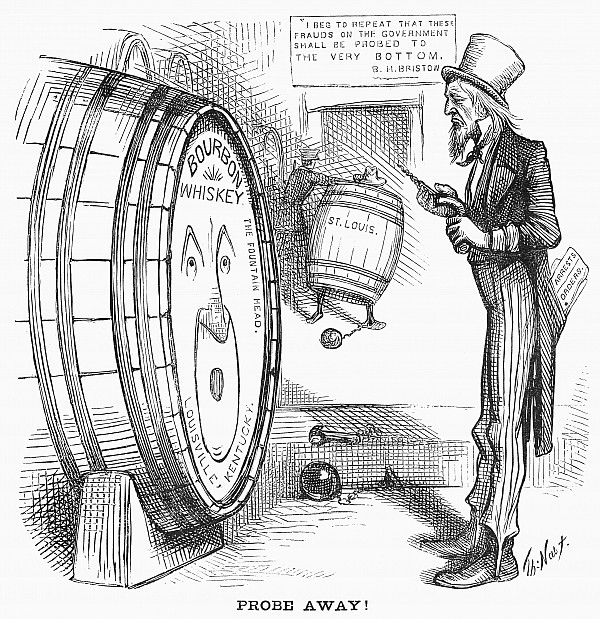
Caricatură din pe tema anchetării de către Bristow a Conspirației Whiskey-ului

La recomandarea lui Bristow, Grant l-a numit pe David Dyer⁠(d) procuror federal⁠(d) pentru a urmări penal conspirația la St. Louis. Acesta l-a trimis în judecată pe vechiul prieten al lui Grant, generalul John McDonald⁠(d), supervizor al Agenției de Colectare Fiscală. Grant a sprijinit ancheta lui Bristow, scriind într-o scrisoare: „să nu scape niciun vinovat...” Ancheta lui Bristow a descoperit că Babcock, consilier pe teme militare la Casa Albă, primise mită, și că îl avertizase în secret pe McDonald, liderul conspirației, de anchetă. La 22 noiembrie, juriul l-a condamnat pe McDonald. La 9 decembrie, Babcock a fost trimis în judecată; Grant a refuzat să creadă în vinovăția lui Babcock și era gata să depună mărturie în favoarea lui Babcock, dar Fish l-a avertizat că astfel s-ar pune singur în situația jenantă de a depune mărturie într-un caz urmărit de propria administrație. La 12 februarie 1876 însă, Grant a dat o depoziție în apărarea lui Babcock, exprimându-și încrederea „nezdruncinată” în secretarul său. Mărturia lui Grant a oprit toate criticile, cu excepția celor mai dure.
Juriul din St. Louis l-a achitat pe Babcock, iar Grant i-a permis să rămână la Casa Albă. Babcock a fost însă trimis în judecată într-un alt caz, unul de tentativă de înscenare împotriva unui reformist de la Washington, caz denumit „Conspirația Spargerii Seifului”, așa că Grant l-a concediat. Babcock și-a păstrat postul de superintendent al clădirilor publice din Washington.
Departamentul de Interne condus de secretarul Columbus Delano⁠(d), pe care Grant l-a numit în locul lui Cox, era măcinat de fraudă și corupție. Excepția o constituia eficienta supervizare de către Delano a proiectului Yellowstone. Grant s-a văzut obligat să-i ceară demisia lui Delano. Șeful Cadastrului, Silas Reed, întocmise contracte corupte în folosul fiului lui Delano, John Delano. Secretarul de interne Zachariah Chandler⁠(d), pe care Grant l-a numit în locul lui Delano în 1875, a implementat reforme, a concediat agenți corupți și a pus capăt delapidărilor. Când Grant a fost informat de dirigintele Poștei, Marshall Jewell⁠(d), de o potențială anchetă a Congresului într-un scandal de șantaj în care era implicată soția procurorului general George H. Williams⁠(d), Grant l-a concediat pe Williams și l-a numit pe reformistul Edwards Pierrepont⁠(d). Noile numiri ale lui Grant în cabinet i-au mulțumit temporar pe reformiști.
După ce democrații au obținut majoritatea în Cameră în 1875, au ieșit la iveală și mai multe fapte de corupție în departamentele federale. Printre cele mai problematice, a fost cel în care era implicat secretarul de război William W. Belknap⁠(d), care primea trimestrial parandărăt⁠(d) de la contractele de achiziții pentru Fort Sill⁠(d); el a demisionat în februarie 1876. Belknap a fost pus sub acuzare de Cameră, dar a fost achitat de Senat. Orvil, fratele lui Grant, a pus la punct „parteneriate mute” și a primit parandărături de la patru posturi comerciale. Congresul a descoperit că secretarul Marinei, Robeson, fusese mituit de un contractor naval, dar nu a fost pus sub acuzare. În mesajul anual din 5 decembrie 1876, Grant și-a cerut scuze națiunii: „eșecurile au fost erori de judecată, nu de intenție.”

### Alegerile din 1876
Abandonarea Reconstrucției a jucat un rol central în alegerile din 1876. Anchete de corupție peste anchete de corupție efectuate de Camera controlată de democrați au discreditat președinția lui Grant. Grant nu a mai candidat pentru al treilea mandat, iar republicanii, la convenția lor, l-au ales pe Rutherford B. Hayes, guvernatorul statului Ohio, un reformist drept candidat al partidului. Democrați l-au nominalizat pe guvernatorul Samuel J. Tilden din New York. Neregulile la vot în statele din Sud au făcut ca rezultatul alegerilor să rămână nedecis mai multe luni.
Grant a cerut Congresului să rezolve chestiunea prin lege și a asigurat ambele părți că nu va foloi armata pentru a impune un rezultat, ci doar pentru a reprima violențele. La 29 ianuarie 1877, el a promulgat legea care forma o Comisie Electorală⁠(d), care a constatat că Hayes a fost ales președinte; pentru a tempera protestele democraților, republicanii au acceptat Compromisul din 1877⁠(d), prin care erau retrase ultimele trupe federale din capitalele Sudului. Reconstrucția s-a sfârșit astfel înainte de a fi fost deplină, și au urmat 80 de ani de segregație Jim Crow. „Chipul calm” al lui Grant de-a lungul crizei electorale a liniștit poporul.

## După președinție (1877–1885)
După plecarea de la Casa Albă, Grant a spus că nu a fost „niciodată mai fericit în viață”. Soții Grant au plecat din Washington la New York, pentru a fi prezenți la nașterea copilului fiicei lor, Nellie. Autodeclarându-se „vagabonzi⁠(d)”, soții Grant au efectuat un turneu prin Cincinnati, St. Louis, Chicago și Galena⁠(d), fără a fi siguri unde vor locui după aceea.

### Turul lumii și activitatea diplomatică

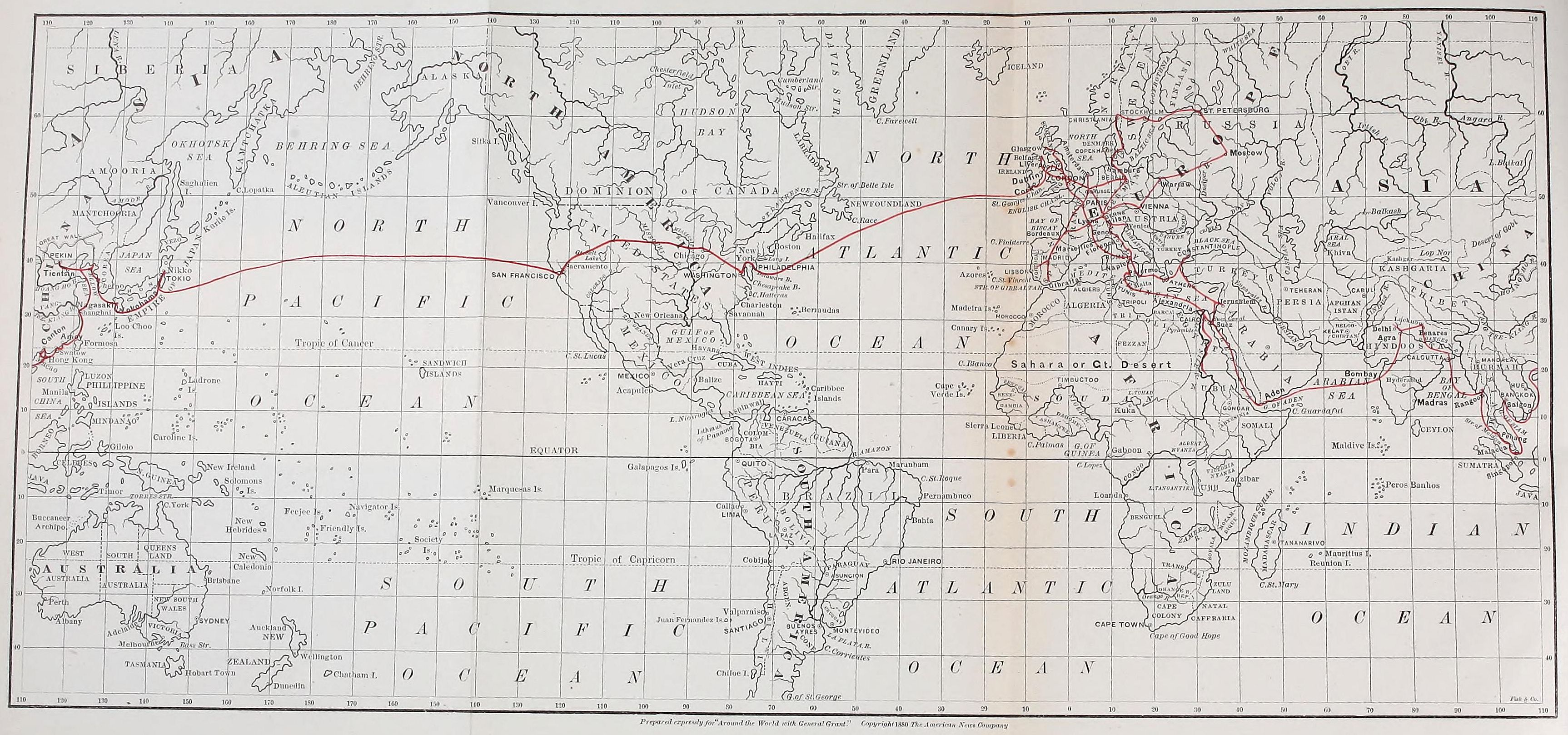
Hartă a călătoriei lui Grant în jurul lumii, după J. S. Kemp, 1879

Având 25.000 (echivalent cu $579.000 in 2016) din lichidarea unei investiții într-o companie minieră din Nevada, soții Grant au plecat într-un tur al lumii, care a durat aproximativ doi ani și jumătate. În pregătirea călătoriei, au sosit la Philadelphia pe 10 mai 1877, și au fost onorați cu festivități pe durata săptămânii dinaintea plecării. Pe 16 mai, Grant și soția sa au plecat spre Anglia la bordul navei SS Indiana⁠(d). Pe parcursul turului, ei au făcut opriri în Europa, Africa, India, Orientul Mijlociu și Orientul Îndepărtat, întâlnundu-se cu demnitari notabili, ca regina Victoria, țarul Alexandru al II-lea, papa Leon al XIII-lea, Otto von Bismarck, Li Hongzhang⁠(d), și împăratul Meiji.

Ca o curtoazie din partea administrației Hayes, grupul său a beneficiat de transport din partea guvernului federal pe trei ambarcațiuni ale Marinei SUA: un tur al Mediteranei de cinci luni pe USS Vandalia⁠(d), călătoria din Hong Kong în China pe USS Ashuelot⁠(d), și apoi din China în Japonia pe USS Richmond⁠(d). Administrația Hayes l-a încurajat pe Grant să-și asume public un rol diplomatic neoficial și să întărească interesele americane în străinătate. Soții Grant au plecat din Japonia pe nava SS City of Tokio⁠(d) și au debarcat la San Francisco în 20 septembrie 1879, în ovațiile mulțimii adunate. Înainte de a se întoarce în Philadelphia, Grant s-a oprit la Chicago pentru a se reîntâlni cu generalul Sherman și cu Armata Tennessee-ului. Turul lui Grant a demonstrat Europei și Asiei că Statele Unite sunt o putere mondială emergentă.

### Tentativa pentru al treilea mandat

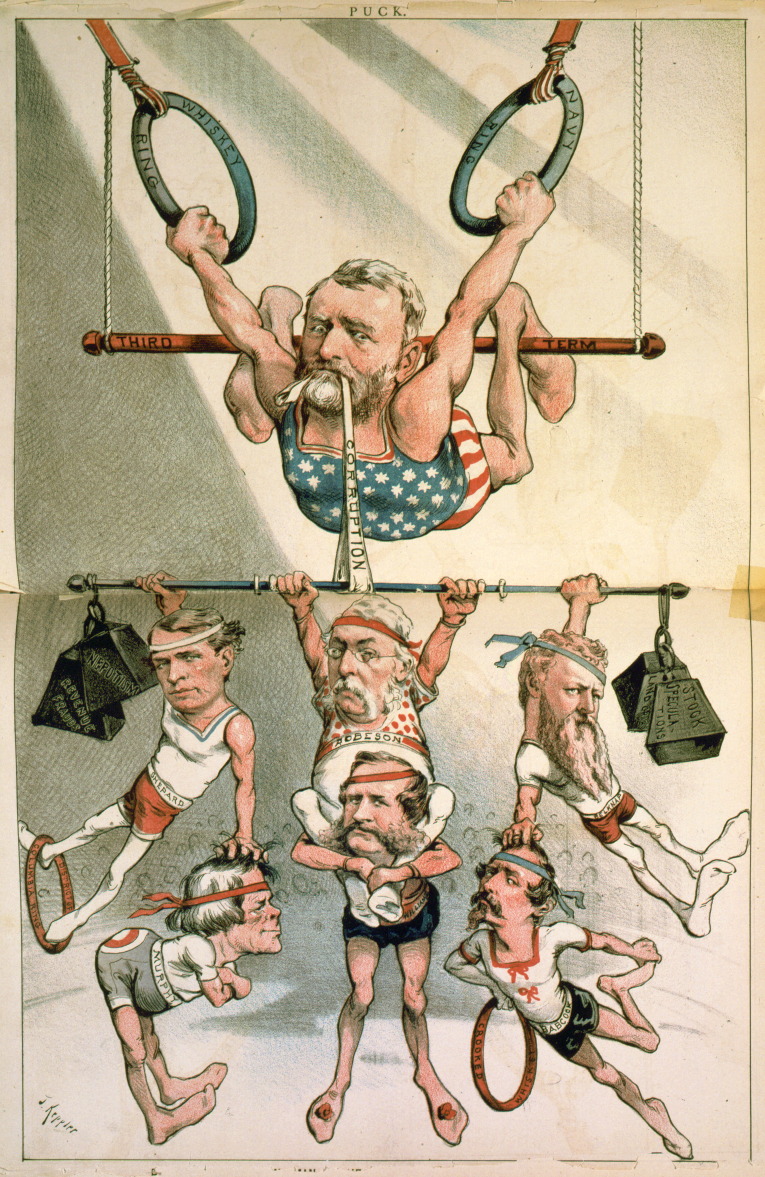
Caricaturistul i-a ironizat pe Grant și pe asociații lui. ', 1880

Gruparea Stalwarts⁠(d), în frunte cu fostul aliat politic al lui Grant, Roscoe Conkling⁠(d), vedea o oportunitate în reînnoita popularitate a lui Grant, și a încercat să îl nominalizeze pentru președinție în 1880⁠(d). Adversarii au acuzat încălcarea regulii neoficiale de două mandate care fusese respectată de la George Washington până atunci. Grant nu a spus nimic public, dar își dorea candidatura și și-a încurajat adepții. Washburne i-a cerut să candideze; Grant ezita. Chiar și așa, Conkling și John A. Logan⁠(d) au început să organizeze delegați în favoarea lui Grant. La întrunirea convenției la Chicago în iunie, Grant avea mai mulți delegați angajați ca oricare alt posibil candidat, dar încă nu avea o majoritate.
La convenție, Conkling l-a propus pe Grant cu un discurs elocvent, din care cel mai celebru citat este: „Când suntem întrebați din ce stat vine, singurul nostru răspuns va fi «el vine de la Appomattox și de la celebrul măr de acolo»”. Era nevoie de 370 de voturi pentru obținerea nominalizării, iar în primul tur Grant avea 304, Blaine 284, Sherman 93, și mai erau și alți candidați minori. Tururile următoare au adus cam același rezultat. După treizeci și șase de tururi, delegații lui Blaine s-au combinat cu cei ai altor candidați în jurul unui candidat de compromis: James A. Garfield. O propunere procedurală a făcut ca votul pentru Garfield să fie unanim, iar el a acceptat nominalizarea. Grant a ținut discursuri în sprijinul lui Garfield, dar a refuzat să-l critice pe candidatul democrat, Winfield Scott Hancock⁠(d), un general care servise sub comanda lui. Garfield a câștigat alegerile. Grant i-a oferit lui Garfield sprijinul public și l-a presat să includă membri ai grupării Stalwarts în administrație. 2 iulie 1881, Garfield a fost împușcat de un asasin, și a murit pe 19 septembrie. Aflând de moartea lui Garfield de la un reporter, Grant a plâns.

### Eșecurile în afaceri
În secolul al XIX-lea, nu existau pensii prezidențiale⁠(d) federale, iar venitul personal al familiei Grant era de 6000 de dolari anual. Turul lumii fusese costisitor, și îi epuizase cea mai mare parte a economiilor. Prietenii înstăriți i-au cumpărat o casă în Upper East Side a Manhattanului și, pentru a avea venit, Grant, Jay Gould, și fostul secretar mexican al finanțelor Matías Romero⁠(d) au înregistrat compania Mexican Southern Railroad⁠(d), cu planuri de a construi o cale ferată între Oaxaca și Ciudad de México. Grant i-a cerut președintelui Chester A. Arthur să negocieze un tratat de liber schimb cu Mexicul. Arthur și guvernul mexican au ajuns la un acord, dar Senatul Statelor Unite a respins tratatul în 1883. Afacerea feroviară nu a avut succes, și a dat faliment în anul următor.
În același timp, Buck, fiul lui Grant, deschisese o firmă de brokeraj pe Wall Street împreună cu Ferdinand Ward⁠(d). Deși era un om viclean, care a înșelat numeroși oameni înstăriți, la acea dată Ward era privit ca o stea în ascensiune pe Wall Street. Firma Grant & Ward a avut succes la început. În 1883, Grant-tatăl a intrat și el în firmă și a investit 100.000 de dolari (2.232.045 de dolari în 2016) din banii lui. Ward a plătit investitorilor dobânzi anormal de mari, garantând cu capitalul companiei mai multe credite într-un proces denumit  reipotecare, și care astăzi este considerat o formă de schemă piramidală. Conspirând cu bancherul James D. Fish și fără știrea auditorilor bancari⁠(d), a scos banii firmei din seif. Când schimburile de acțiuni au devenit neprofitabile, au ajuns la scadență mai multe credite, toate cu aceeași garanție.
Istoricii sunt de acord că Grant-tatăl nu știa nimic de intențiile lui Ward, dar nu este clar cât anume știa Buck Grant. În mai 1884, au eșuat destul de multe investiții pentru a-l convinge pe Ward că firma va falimenta curând. Ward, care îl credea pe Grant „un copil în materie de afaceri”, i-a spus de inevitabilul eșec, dar l-a asigurat pe Grant că problemele vor fi temporare. Grant l-a abordat pe omul de afaceri William Henry Vanderbilt⁠(d), care l-a împrumutat personal cu 150.000 de dolari. Grant a investit banii în firmă, dar nu a fost suficient să o salveze de faliment. Căderea firmei Grant & Ward a declanșat Panica din 1884⁠(d).
Vanderbilt s-a oferit să-l ierte în întregime de datorie pe Grant, dar Grant a refuzat. Rămas fără bani, dar simțindu-se obligat de onoarea personală, a plătit cât a putut vânzându-și sau transferându-i amintiri din Războiul Civil și toate celelalte bunuri. Vanderbilt a primit titlul de proprietate asupra casei lui Grant, dar le-a permis soților Grant să continue să locuiască acolo, și s-a angajat să doneze suvenirurile guvernului federal, insistând că consideră datoria plătită în întregime. Grant a fost dezamăgit de înșelătoria lui Ward și s-a întrebat în particular cum ar mai putea să aibă „încredere iarăși în altă ființă umană”.
În martie 1885, cu sănătatea deteriorată, a depus mărturie în instanță împotriva lui Ward și a lui Fish. Ward a fost condamnat pentru înșelăciune⁠(d) în octombrie 1885, la câteva luni după moartea lui Grant, și a stat șase ani și jumătate în închisoare. După falimentul firmei Grant & Ward, s-a iscat un val de simpatie față de Grant.

### Memoriile, pensia militară, boala și moartea

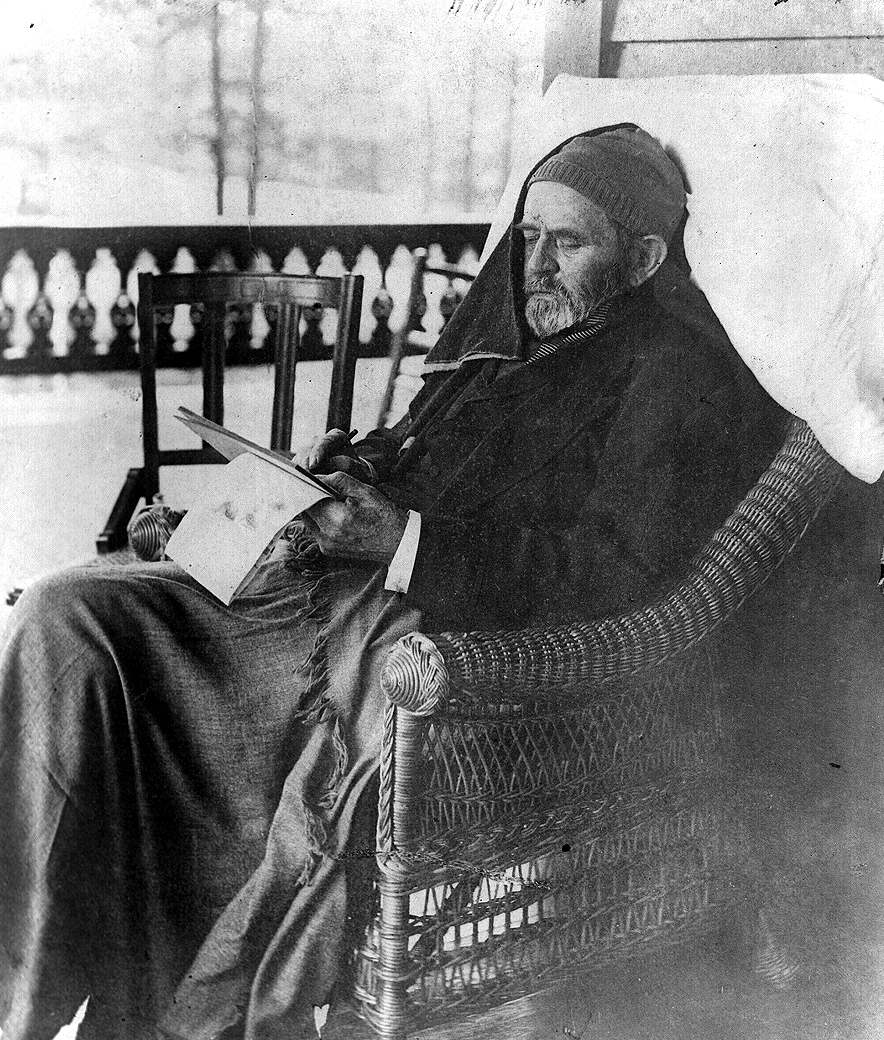
Grant scriindu-și, cu mai puțin de o lună înainte de a muri

La 4 august 1884, Grant a participat la o slujbă metodistă pentru veteranii Războiului Civil, ținută la Ocean Grove, New Jersey⁠(d), unde a fost ovaționat în picioare de cei zece mii de participanți; avea să fie ultima lui apariție publică. În vara lui 1884, Grant s-a plâns de dureri de gât, dar a amânat să meargă la medic până la sfârșitul lui octombrie, când a aflat că are cancer, cauzat probabil de fumatul frecvent de trabucuri. Grant a ales să nu dezvăluie soției gravitatea bolii, dar ea a aflat în curând de la medicul lui Grant. În luna martie a anului următor, The New York Times a anunțat că Grant este pe moarte din cauza cancerului, ceea ce a provocat îngrijorări publice în toată țara. Știind de dificultățile financiare ale lui Grant și ale Juliei, Congresul i-a restaurat gradul de general de armată, cu pensie completă — Grant trebuise să demisioneze din armată când a devenit președinte, renunțând la pensia lui și la cea a văduvei lui.
Grant rămăsese aproape fără bani și se îngrijora că soția lui nu va avea din ce să trăiască. El a abordat The Century Magazine⁠(d) care l-a angajat să scrie o serie de articole despre campaniile lui din Războiul Civil, în schimbu la 500 de dolari fiecare (echivalent cu $14.000 in 2017). Articolele au fost bine primite de critici, iar redactorul Robert Underwood Johnson⁠(d) i-a sugerat lui Grant să-și scrie memoriile, după cum făcuseră Sherman și alții. Revista i-a oferit un contract de carte cu 10% drepturi de autor. Mark Twain, prietenul lui Grant, unul dintre puținii care îi înțelegeau starea financiară precară, i-a oferit în schimb un procent neobișnuit de mare, de 70% pentru drepturile de autor. Pentru a avea ce lăsa familiei, Grant a lucrat intens la memoriile lui în casa din New York City. Fostul membru al statului său major, Adam Badeau⁠(d), l-a ajutat cu mare parte din cercetări, iar fiul lui, Frederick⁠(d), a localizat documente și a verificat faptele. Din cauza căldurii și umidității din vară, medicii i-au recomandat să se mute la o cabană⁠(d) din vârful muntelui McGregor⁠(d), care le fusese oferită de un prieten de familie.
La 18 iulie 1885, Grant și-a terminat memoriile. În ele, a scris despre începutul vieții și perioada din Războiul Americano-Mexican și includea evenimentele din viața lui de până la sfârșitul Războiului Civil. Memoriile personale ale lui U. S. Grant⁠(d) au avut succes la critici și la public. Julia Grant a primit în cele din urmă circa 450.000 de dolari ca drepturi de autor (echivalent cu $12.300.000 in 2017). Memoriile au fost bine primite de public, istoricii militari și criticii literari. Grant s-a autoprezentat drept un onorabil erou al Vestului, care își trăgea puterea din onestitate și sinceritate. Și-a descris în amănunt luptele atât împotriva confederaților, cât și împotriva inamicilor interni din armată.

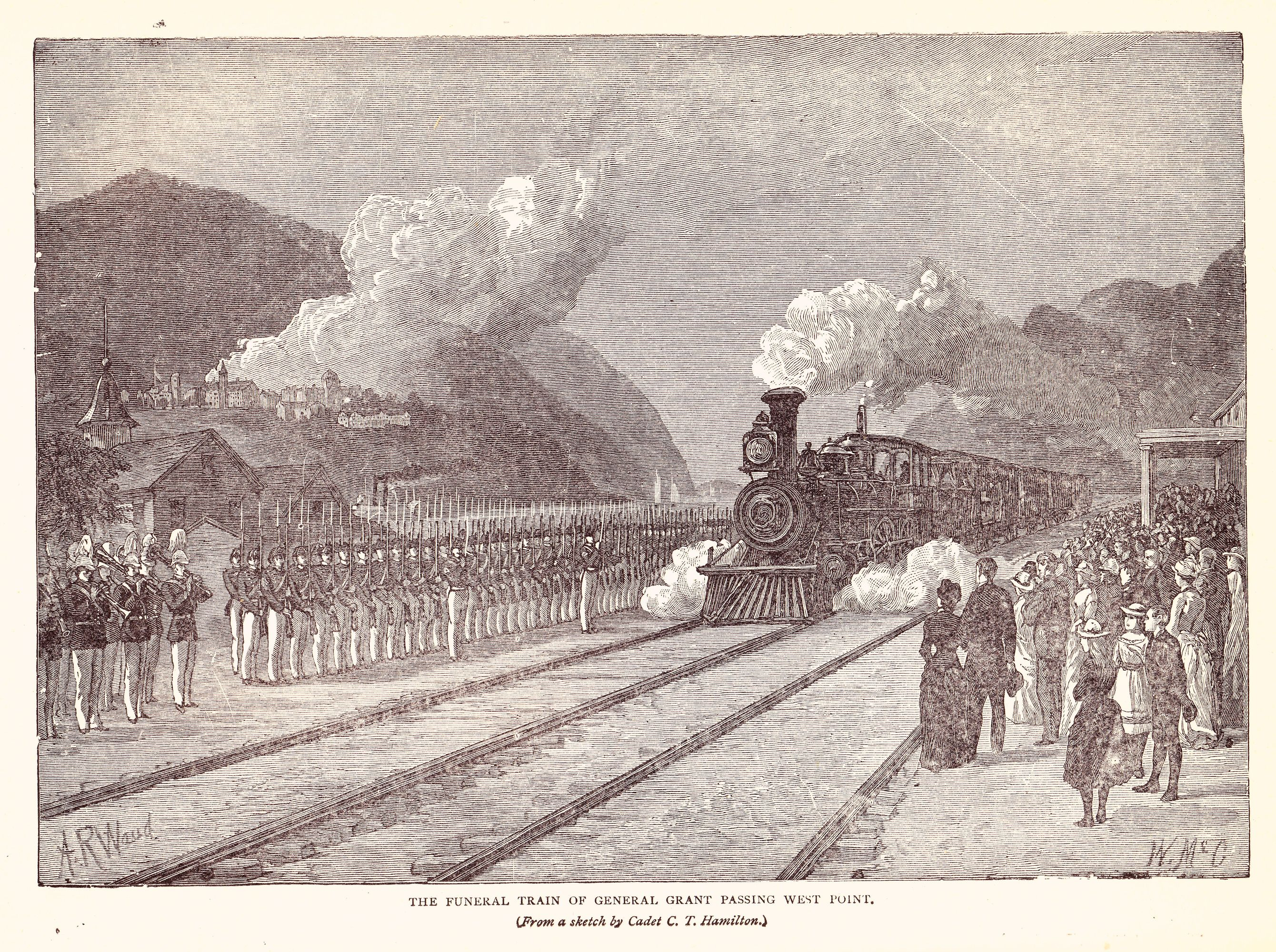
Trenul funerar al lui Grant la West Point

Grant a murit cinci zile după terminarea memoriilor, la ora 8:08 a.m. în cabana de pe muntele McGregor la 23 iulie 1885.
Sheridan, pe atunci general comandant al Armatei, a ordonat o zi de omagiu pentru Grant în toate posturile militare, iar președintele Grover Cleveland a declarat treizeci de zile de doliu național. După slujbele private, garda de onoare a pus sicriul lui Grant într-un tren funerar⁠(d) special, care a mers la West Point și New York City. Un sfert de milion de oameni l-au văzut în cele două zile dinaintea înmormântării. Zeci de mii de oameni, mulți dintre ei veterani ai Marii Armate a Republicii⁠(d) (GAR), au mers în marș împreună cu sicriul lui Grant care era tras de douăzeci și patru de armăsari negri la Riverside Park⁠(d) în Morningside Heights, Manhattan⁠(d). Sicriul a fost purtat de generalii Uniunii Sherman și Sheridan, generalii confederați Simon Bolivar Buckner⁠(d) și Joseph E. Johnston⁠(d), amiralul David Dixon Porter, și senatorul John A. Logan⁠(d), conducătorul GAR. În urma sicriului, în procesiunea de șapte mile  lungime (11 km), s-au aflat președintele Cleveland, cei doi foști președinți în viață, Hayes și Arthur, tot cabinetul prezidențial, și judecătorii de la Curtea Supremă.
La New York, la înmormântare au participat peste 1,5 milioane de oameni. S-au ținut ceremonii și în celelalte mari orașe din țară, iar presa a scris articole despre viața lui Grant, în care era asemuit lui George Washington și Abraham Lincoln. Trupul lui Grant a fost înmormântat în Riverside Park, întâi într-un mormânt temporar, după care, la 17 aprilie 1897, a fost mutat în Memorialul Național al Generalului Grant, denumit „Mormântul lui Grant⁠(d)”, cel mai mare mausoleu din America de Nord.

## Reputația istorică

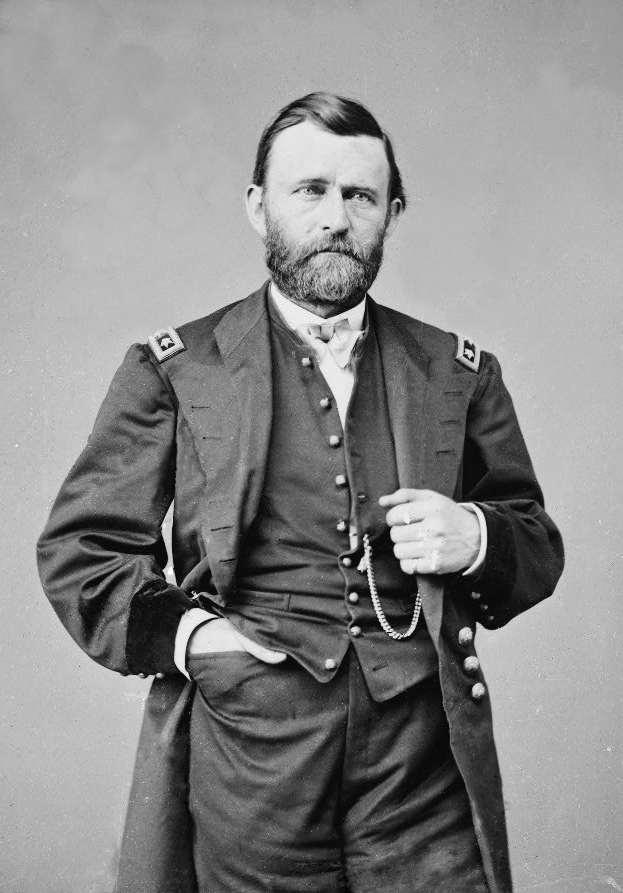
General-maior Grant, c. 1863

Grant a fost salutat în tot Nordul ca generalul ca a „salvat Uniunea” și reputația sa militară în ansamblu a rezistat bine. Celebru în toată țara după victoriile de la Vicksburg⁠(d) și pentru obținerea capitulării de la Appomattox⁠(d), Grant a fost cel mai de succes general, unionist sau confederat, din tot Războiul Civil American. A fost criticat de Sud pentru utilizarea forței excesive, iar consumul de alcool i-a fost adesea exagerat de presă și reluat stereotip de rivali și critici.
La sfârșitul secolului al XIX-lea și începutul secolului al XX-lea, reputația lui Grant a fost deteriorată de mișcarea „Cauza Pierdută” și de Școala Dunning⁠(d). Reputația lui Grant a ajuns atunci la un minim după ce a fost prezentat ca președinte fără reușite și general nepriceput, dar norocos. În anii 1950, unii istorici i-au reevaluat cariera militară, mutând accentul de la ideea învingătorului prin forță brută spre cea a priceputului strateg și comandant modern. Biografia Grant (1981) scrisă de William S. McFeely⁠(d), a câștigat Premiul Pulitzer, și a reînnoit interesul specialiștilor în viața lui Grant. McFeely credea că Grant era un „american obișnuit” care încerca să își „lase amprenta” în secolul al XIX-lea. În secolul al XXI-lea, reputația lui Grant s-a îmbunătățit semnificativ în rândul istoricilor după publicarea lucrării Grant (2001), a istoricului Jean Edward Smith⁠(d). Opiniile despre președinția lui Grant demonstrează o mai bună apreciere a integrității personale a lui Grant, a eforturilor depuse pentru Reconstrucție, și a politicii lui de pace față de indieni, chiar și atunci când acestea nu au avut deplin succes. The Man Who Saved the Union (2012) de H. W. Brands⁠(d), American Ulysses (2016) de Ronald C. White⁠(d), și Grant⁠(d) (2017) de Ron Chernow⁠(d), au continuat creșterea reputației istorice a lui Grant. White spunea că Grant „a dat dovada unui deosebit simț al modestiei, de curaj moral și hotărâre”, iar ca președinte „a luat apărarea afro-americanilor, luptând în special împotriva suprimării dreptului lor de vot de către Ku Klux Klan”. White îl considera pe Grant „o persoană și un lider de excepție”. Istoricul Robert Farley scrie că „Cultul lui Lee” și resentimentele Școlii Dunning⁠(d) față de Grant cauzate de înfrângerea lui Lee la Appomattox⁠(d), precum și de punerea viguroasă în aplicare a Reconstrucției, a avut ca rezultat răul tratament aplicat lui Grant de unii istorici. Farley a afirmat despre cultul lui Lee că nu avea decât „puțin loc pentru Grant, nu puțin din cauză că Grant a fost singurul președinte care a urmărit cu vigoare Reconstrucția și primul care i-a tratat pe negri ca pe niște ființe umane și cetățeni americani”.
Istoricii dezbat încă cât de eficient a fost Grant la combaterea corupției. Înainte de actuala reabilitare a reputației lui Grant, scandalurile din timpul administrației îi stigmatizaseră reputația politică. Într-un sondaj efectuat în 2021 de C-SPAN, care a clasat președinții de la cel mai slab la cel mai bun, Grant s-a clasat pe locul 20 din 44. A primit „mai mult credit pentru Reconstrucție și diplomație decât condamnări pentru presupusa corupție” din timpul președinției.

## Memorialele și biblioteca prezidențială

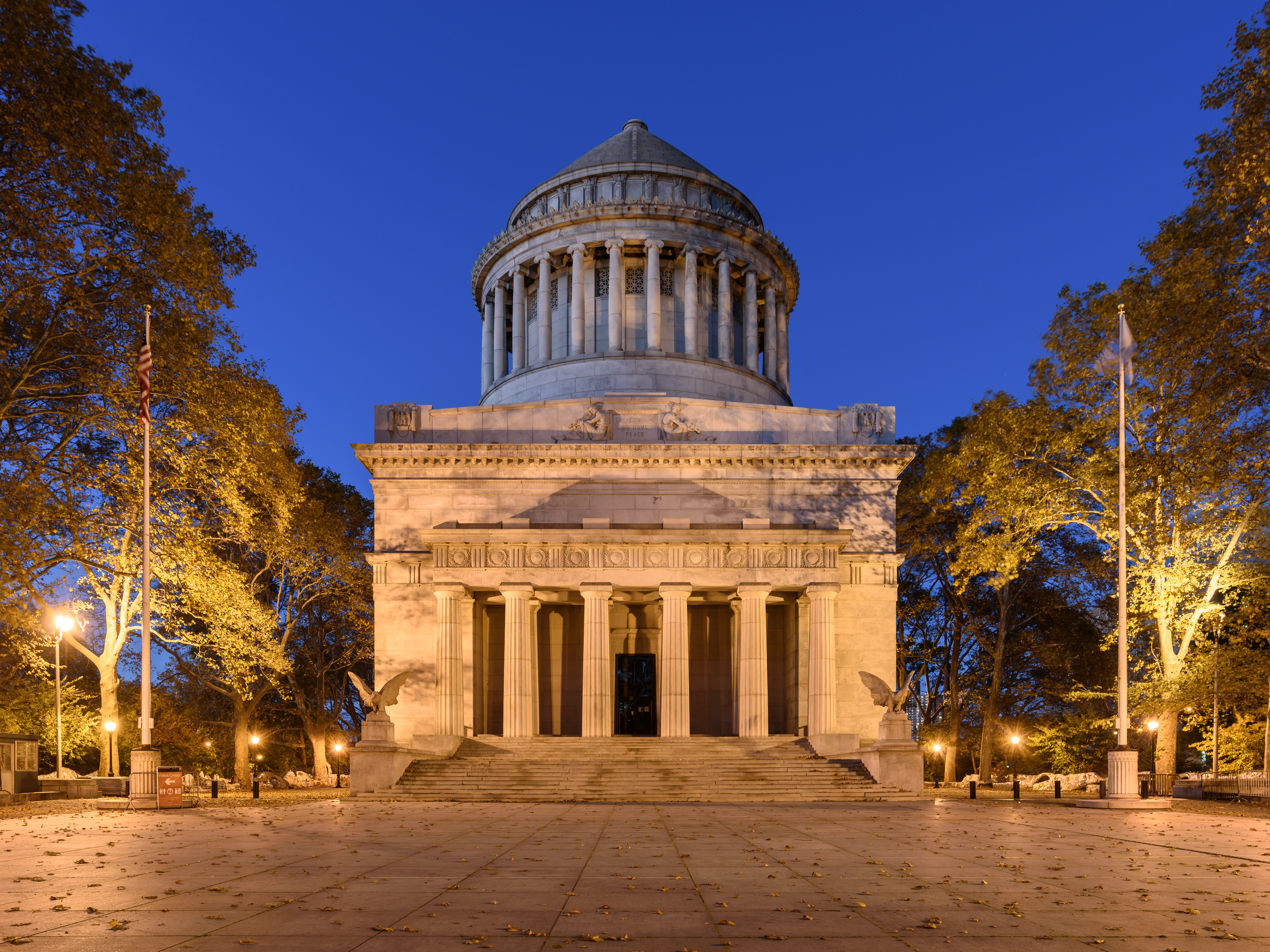
Grant's Tomb at dusk, 2016

Există mai multe memoriale în cinstea lui Grant. Pe lângă Mormântul lui Grant, există Memorialul Ulysses S. Grant⁠(d) la poalele Dealului Capitoliului⁠(d) în Washington, D.C. Creat de sculptorul Henry Merwin Shrady⁠(d) și de arhitectul Edward Pearce Casey⁠(d), și inaugurat în 1922, se află deasupra Bazinului de Reflexie al Capitoliului⁠(d).
Situl Istoric Național Ulysses S. Grant⁠(d) de lângă St. Louis, și alte câteva locuri din Ohio și Illinois memorializează viața lui Grant. Situl Istoric de Stat Cabana lui U.S. Grant⁠(d), aflată pe vârful muntelui McGregor⁠(d) din Wilton, New York⁠(d), conservă casa în care și-a scris memoriile și a murit. Există și alte memoriale mai mici în Lincoln Park⁠(d) din Chicago și în Fairmount Park⁠(d) din Philadelphia. În cinstea lui sunt denumite Grant Park⁠(d) din Chicago, precum și câteva comitate din statele din Vest și Midwest. La 3 iunie 1891, a fost dezvelită o statuie de bronz a lui Grant realizată de sculptorul danez Johannes Gelert⁠(d) în Parcul Grant din Galena, Illinois. Din 1890 până în 1940, o parte din ce este astăzi Parcul Național Kings Canyon⁠(d) s-a numit Parcul Național Generalul Grant, denumit astfel după arborele sequoia Generalul Grant⁠(d).
În mai 2012, Fundația Ulysses S. Grant a selectat Universitatea Statului Mississippi⁠(d) ca locație a bibliotecii prezidențiale⁠(d) a lui Grant. Istoricul John Y. Simon⁠(d) a editat scrisorile lui Grant într-o ediție de 32 de volume publicată de Southern Illinois University Press⁠(d).
Chipul lui Grant apare pe bancnota de cincizeci de dolari⁠(d) din 1913. În 1921, a fost înființată Asociația Centenară Ulysses S. Grant cu scopul de a coordona evenimentele speciale și de a ridica monumente în cinstea lui Grant. Organizația a fost finanțată de monedele memoriale Grant⁠(d) bătute și emise în 1922, în cinstea centenarului⁠(d) nașterii lui Grant. Grant a apărut și pe mai multe timbre poștale americane⁠(d), primele emise în 1890, la cinci ani după moartea lui.
În 2020, în timpul protestelor George Floyd, unii protestatari au răsturnat un bust de bronz al lui Grant⁠(d) în Parcul Golden Gate⁠(d) din San Francisco pe motiv că a deținut pentru scurt timp un sclav. Istoricul Gregory Downs⁠(d) a reiterat acțiunile lui Grant pentru promovarea drepturilor civile și combaterea persecuțiilor Klanului, remarcând că „când gloata a dat jos bustul lui Grant, fără să știe au mai pus o cărămidă la un efort de 150 de ani de a-l șterge din istorie și de a-l defăima.”

## Cronologia gradelor militare
| Însemne      | Grad                       | Dată               | Componentă                                    |
| ------------ | -------------------------- | ------------------ | --------------------------------------------- |
| Fără însemne | Cadet, USMA⁠(d)             | 1 iulie 1839       | Armata Regulată⁠(d)                            |
|              | Sublocotenent cu brevet⁠(d) | 1 iulie 1843       | Armata Regulată                               |
|              | Sublocotenent⁠(d)           | 30 septembrie 1845 | Armata Regulată                               |
|              | Locotenent cu brevet⁠(d)    | 8 septembrie 1847  | Armata Regulată                               |
|              | Locotenent⁠(d)              | 16 septembrie 1847 | Armata Regulată                               |
|              | Căpitan⁠(d)                 | 5 august 1853      | Armata Regulată (demisionat la 31 iulie 1854) |
|              | Colonel⁠(d)                 | 17 iunie 1861      | Voluntari                                     |
|              | General de brigadă⁠(d)      | 7 august 1861      | Voluntari (în grad din 17 mai 1861)           |
|              | General-maior⁠(d)           | 16 februarie 1862  | Voluntari                                     |
|              | General-maior⁠(d)           | 4 iulie 1862       | Armata Regulată                               |
|              | General-locotenent⁠(d)      | 4 martie 1864      | Armata Regulată                               |
|              | General al Armatei⁠(d)      | 25 iulie 1866      | Armata Regulată                               |
| Sursă:       |                            |                    |                                               |